# Llista de personatges històrics medievals a l'òpera
A la llista de personatges històrics medievals a l'òpera consten noms de personalitats històriques d'entre els segles vi cap al segle xvi que apareixen com a personatges en obres escèniques musicals: òperes, operetes, sarsueles i altres obres similars.
Habitualment, la veritat històrica s'hi sacrifica per la dramatúrgia, el que provoca que:
- apareguin barrejats personatges històrics i ficticis
- que es barregin fets o personatges històrics que, en realitat, no van poder trobar-se
- alguns fets històrics canvien la cronologia o els llocs on van esdevenir
- els personatges històrics participen en fets ficticis, i personatges ficticis en fets reals
- els actes de personatges reals s'atribueixen a persones diferents

Els personatges d'altres etapes històriques es poden trobar a:
- Llista de personatges històrics de l'Antiguitat a l'òpera
- Llista de personatges històrics de l'Edat Moderna a l'òpera
- Llista de personatges històrics contemporanis a l'òpera

Els títols d'òpera on apareix el nom del personatge citat es mostren en negreta. L'ordenació és cronològica; i ressegueix els principals períodes històrics i, dintre dels quals, per llocs.
La citació pot incloure: Autors de la música. Títol de l'òpera (data d'estrena, lloc d'estrena; autors del llibret).

## Seglesviivii

### Regnes francs i germànics
Genoveva de París, santa
- Gaston Salvayre: Sainte Geneviève (1919, "fresque musicale")

Gondicari, rei burgundi 
- Richard Wagner: Götterdämmerung (1876, 17-8, Festspielhaus, Bayreuth; R. Wagner), com a Gunther
- Ernest Reyer: Sigurd (1884, Camille du Locle i Alfred Blau), com a Gunther
- Oscar Straus: Die lustigen Nibelungen (1904, Fritz Oliven)

Clotari I el Vell, rei merovingi dels francs
- Antonio Draghi: Gundeberga (1672)

Khilperic I, rei de Nèustria
Galsuinda, esposa seva
- Francesco Gasparini: La Fredegonda (1704)
- Reinhard Keiser: Fredegunda (1715)
- Hervé: Chilpéric (1869, opéra comique)
- Ernest Guiraud i Camille Saint-Saëns: Frédégonde (1895)
- Franz Schmidt: Fredigundis (1922, Bruno Hardt-Warden i Ignaz Michael Welleminsk)

Fredegunda, reina consort merovíngia
- Francesco Gasparini: La Fredegonda (1704, F. Silvani)
- Reinhard Keiser: Fredegunda (1715)
- César Franck: Ghiselle (1889)
- Ernest Guiraud i Camille Saint-Saëns: Frédégonde (1895, Louis Marie Alexandre Gallet)
- Franz Schmidt: Fredigundis (1922, Bruno Hardt-Warden i Ignaz Michael Welleminsk)

Brunequilda, reina consort d'Austràsia
- Richard Wagner: Die Walküre (1870, 26-6, Hoftheater, Múnic; R. Wagner): la figura de Brunhilde s'hi basa en part
- Richard Wagner: Siegfried (1876, 16-8, Festspielhaus, Bayreuth; R. Wagner), en el personatge de Brunhilde
- Richard Wagner: Götterdämmerung (1876, 17-8, Festspielhaus, Bayreuth; R. Wagner). El personatge històric dona lloc als personatges de Brunhilde i de Gutrune.
- Ernest Reyer: Sigurd (1884, Camille du Locle i Alfred Blau), com a Brunehild i Hilda
- Ernest Guiraud i Camille Saint-Saëns: Frédégonde (1895)
- Oscar Straus: Die lustigen Nibelungen (1904, Fritz Oliven)

Pretextat de Rouen, bisbe i sant
Venanci Fortunat, bisbe de Poitiers, escriptor
- Ernest Guiraud i Camille Saint-Saëns: Frédégonde (1895, Louis Marie Alexandre Gallet)

Duc Garibald I de Baviera, fundador de la dinastia agilofinga
- Joseph Hartmann Stuntz: Garibald der Agilolfinger (1824, Cäsar Max Heigel)

Dagobert I, rei dels francs
- Laurent Grillet: Le roi Dagobert (1893, pantomima)
- Marcel Rousseau: Le bon roi Dagobert (1927, André Riviore, comèdia musical)

Sigebert I, rei merovingi d'Austràsia
- Francesco Gasparini: La Fredegonda (1704, F. Silvani)
- Reinhard Keiser: Fredegunda (1715)

Carles Martel, duc i príncep franc
- Jacques Offenbach: Geneviève de Brabant

Abd-ar-Rahman ibn Abd-Al·lah al-Ghafiqí, valí de l'Àndalus, invasor de França
- Franz Schoberlechner: Gli arabi nelle Gallie (1819)
- Giovanni Pacini: Gli arabi nelle Gallie, o sia Il trionfo della fede (1827, 8-3, T. alla Scala, Milà; Luigi Romanelli),[1] com a Agobar
- Stefano Pavesi: Gli arabi nelle Gallie (1827, 4-10, T. San Carlo, Nàpols; Luigi Romanelli)
- Giovanni Pacini: L'ultimo dei Clodovei (1855, 30-1, T. italien, París; Luigi Romanelli), revisió de Gli arabi nelle Gallie amb set nous números.

Sant Guntram, rei de Borgonya
- César Franck: Ghiselle (1889)

Sant Corentí de Quimper, eremita bretó, sant
- Édouard Lalo: Le Roi d'Ys

Sant Hubert de Lieja, bisbe de Maastricht i de Lieja
- René Defossez: La conversion de Saint Hubert (1933, òpera-cantata)

Genoveva de Brabant i Sigfrid de Trèveris, personatges llegendaris, comtes palatins
- Francesco Provenzale?: La Geneviefa (1666)
- Alessandro Scarlatti, Giovanni Lorenzo Lulier i Carlo Francesco Pollarolo: La santa Genuinda. overo L'innocenza difesa dall'inganno (1684, Pietro Ottoboni?), "dramma sacro per musica"
- Giacomo Sellitto: La Gineviefa (1745, Lorenzo Brunassi)
- Matthäus Fischer: Genoveva (1811)
- Robert Schumann: Genoveva (1848)
- Carlo Pedrotti: Genoveffa del Brabante (1854)
- Bernhard Scholz: Golo (1875, B. Scholz)
- Erik Satie: Geneviève de Brabant (1899, José-Patricio Contamine de Latour, òpera per a titelles)

Duc Teodó II de Baviera
Sant Rupert de Salzburg, bisbe
- Johann Gregor Schreyer: Orthodoxiae primogenitus in Boiaria, sive Theodo III. Dux Bavariae a Ruperto Episcopo ad Fidem Catholicam conversus (1752)

### Regnes itàlics
Odoacre, primer rei bàrbar d'Itàlia
- Alessandro Scarlatti: Odoacre (1694, Novello Bonis)
- Giovanni Lorenzo Lulier: Fausta restituita al impero (1697)
- Giovanni Porta: Teodorico (1720, D. A. Salvi di Lucignani)
- Giovanni Battista Lampugnani: Antigono (1736)

Teodoric el Gran, rei dels ostrogots
- Carlo Pallavicino: Ricimero re de' Vandali (1684)
- Alessandro Scarlatti: Odoacre (1694, Novello Bonis)
- Giovanni Lorenzo Lulier: Fausta restituita al impero (1697)
- Giovanni Porta: Teodorico (1720, D. A. Salvi di Lucignani)
- Giovanni Battista Lampugnani: Antigono (1736)
- Felix Draeseke: Dietrich von Bern (1877, no estrenada ; F. Draeseke) 
(com a Dietrich von Bern, personatge llegendari creat a partir de la figura real)
- Felix Draeseke: Herrat (1885, estr. 1892, 10-3, Hofteather, Dresde ; F. Draeseke) ; nova versió de Dietrich von Bern
- Siegfried Wagner: Banadietrich (1909, S. Wagner) (com a Dietrich von Bern)

Amalasunta, reina dels ostrogots
- Johann Hugo von Wilderer: Amalasunta (1713, Stefano Benedetto Pallavicini)
- Fortunato Chelieri: Amalassunta, regina dei goti (1719)
- Antonio Caldara: Amalasunta (1726, tardor, Schloss Questenberg, Jaromerice; Nicodemo Blinoni)
- Stefano Gobatti: I goti (1873, Stefano Interdonato)
- André Messager: Isoline (com a La Reine Amalasonthe)

Tòtila, rei ostrogot
- Giovanni Legrenzi: Totila (1677)
- Francesco Gasparini: Totila in Roma (1696, M. Noris)
- Xaver Scharwenka: Mataswintha (1896, Ernst Koppel)

Alboí, rei dels longobards
- Carlo Francesco Pollarolo: Alboino in Italia (1691, Giulio Cesare Corradi)
- Marc' Antonio Ziani: L'Alboino (1707)
- Johann Friedrich Reichardt: Rosamunda (1801, Filistri da Caramondani)

Rosamunda, reina dels longobards
- Carlo Francesco Pollarolo: Alboino in Italia (1691, Giulio Cesare Corradi)
- Johann Friedrich Reichardt: Rosamunda (1801, Filistri da Caramondani)
- Giuseppe Lillo: Rosmunda in Ravenna (1837)
- Jules Alary: Rosmunda (1840)
- Francesc Porcell i Guàrdia: Rosamunda in Ravenna (1844, La Corunya)
- Joan Carreras i Dagàs: Rosamunda in Ravenna (1848, Girona)

Helmichis, amant de Rosamunda i rei longobard
- Carlo Francesco Pollarolo: Alboino in Italia (1691, Giulio Cesare Corradi)
- Giuseppe Lillo: Rosmunda in Ravenna (1837) (com a Almachilde)
- Jules Alary: Rosmunda (1840) (com a Almachilde)

Flaví Longí, exarca de Ravenna
- Giuseppe Lillo: Rosmunda in Ravenna (1837) (com a Itulbo)
- Jules Alary: Rosmunda (1840) (com a Itulbo)

Agilulf, rei longobard
- Antonio Draghi: Gundeberga (1672)

Teodelinda, reina, esposa d'Agilulf
Adaloald, rei longobard, fill d'Agilulf i Teodelinda
- Giacomo Maccari: L'Adaloaldo furioso (1727, carnevale, T. San Mosè, Venècia ; Antonio Maria Lucchini)[2]

Gundeperga, reina dels longobards
Arioald, espòs seu
- Antonio Draghi: Gundeberga (1672)
- Giacomo Maccari: L'Adaloaldo furioso (Ariold apareix com a Antario) (1727, carnevale, T. San Mosè, Venècia ; Antonio Maria Lucchini)[2]

Rodoald, rei longobard
Aripert I, rei longobard
- Carlo Pallavicino: Il re infante (1683)
- Domenico Gabrielli: Rodoaldo, re d'Italia (1685)

Aripert I, rei longobard
- Carlo Ambrogio Lonati: Ariberto e Flavio, regi de Longobardi (1684)
- Alessandro Scarlatti: Flavio Cuniberto (1693, Matteo Noris)
- Luigi Mancia: Flavio Cuniberto (1695)
- Alessandro Scarlatti: Flavio Cuniberto, segona versió (1702, Matteo Noris)

Pertari, rei dels longobards (s. VII)
Rodelinda, reina, esposa seva
Duc Grimoald I de Benevent
- Carlo Francesco Pallarolo: Flavio Bertarido re dei Langobardi (1706, Stefano Ghisi)
- Georg Friedrich Haendel: Rodelinda HWV 19 (1725, 13-2, King's Theatre, Londres; Nicola Francesco Haym)
- Giacomo Antonio Perti: Rodelinda (1710, A. Salvi)
- Giovanni Antonio Canuti: Rodelinda (1724)
- Giuseppe Boniventi: Il Bertarido re de' Longobardi  (1727)
- Georg Philipp Telemann: Flavius Bertaridus, König der Langobarden (1729, Christoph Gottlieb Wendt i Georg Ph. Telemann)
- Bartolomeo Cordans: Rodelinda (1731)
- Ferdinand Kauer: Die Fürsten der Longobarden (1808)

Flavi Cunipert, rei dels longobards
- Giovanni Domenico Partenio: Flavio Cuniberto (1682)
- Alessandro Scarlatti: Flavio Cuniberto (1693, Matteo Noris)
- Luigi Mancia: Flavio Cuniberto (1695)
- Alessandro Scarlatti: Flavio Cuniberto, segona versió (1702, Matteo Noris)
- Carlo Francesco Pallarolo: Flavio Bertarido, re dei Langobardi (1706, Stefano Ghisi)
- Georg Friedrich Haendel: Flavio, re de' longobardi (1723, 14-5, King's Theatre, Londres; Nicola Francesco Haym)
- Ferdinand Kauer: Die Fürsten der Longobarden (1808)

Liutpert, rei longobard
- Carlo Pallavicino: Il re infante (1683)

Teodat, rei dels ostrogots
- Giovanni Legrenzi: Totila (1677)

Vitigès, rei dels ostrogots
- Giovanni Legrenzi: Totila (1677)
- Giovanni Battista Bassani: Vitige, rè de' Vandali (1686)
- Francesco Antonio Pistocchi: I rivali generosi (1710, A. Zeno)
- Giacomo Facco: I rivali generosi (1712)
- Giuseppe Vignati: I rivali generosi (1726, Apostolo Zeno)
- Xaver Scharwenka: Mataswintha (1896, Ernst Koppel)

Matasunta, noble ostrogoda, esposa de Vitigès
- Xaver Scharwenka: Mataswintha (1896, Ernst Koppel)

Desideri d'Ístria, rei longobard
- Reinhard Keiser: Desiderius, König der Longobarde (1709, 26-7, Schaus Platz, Hamburg; Barthold Feind)
- Antonio Buzzi: Ermengarda (1855)

Ermengarda, la seva filla
- Antonio Sartorio: L'Ermengarda regina de' longobardi (1669, Pietro Dolfin)
- Antonio Buzzi: Ermengarda (1855)

Adalgis o Adelchis, príncep longobard
- Reinhard Keiser: Desiderius, König der Longobarde (1709, 26-7, Schaus Platz, Hamburg; Barthold Feind)
- Giuseppe Apolloni: Adelchi (1852)

### Península Ibèrica
Roderic, rei visigot
- Carlo Francesco Pollarolo: Il Roderico (o L'Anagilde) (1685, G. B. Bottalino)
- Francesco Gasparini: Roderico (1686)
- Reinhard Keiser: La forza della virtú, oder Die Macht der Tugend (1700)
- Georg Friedrich Haendel: Vincer se stesso è la maggior vittoria o Rodrigo HWV 5 (1707, tardor, Teatro Civico Accademico, Florència; Francesco Silvani)
- Antonio Caldara: L'Anagilda (1711, 4-1, Palazzo Ruspoli, Roma; Girolamo Gigli)
- Luca Antonio Predieri: Il duello d'amore e di vendetta (1718, F. Silvani)[3]
- Baldassare Galuppi: L'odio placato (1729, 27-12, T. San Samuele, Venècia; Francesco Silvani)[4]
- Antonio Pampani: L'Anagilda (1735)
- Sigismund Thalberg: Florinda, or, The Moors in Spain (1851, E. Scribe)
- Spiridon Xindas: Il conte Giuliano (1857)
- Henry Charles Litolff: Rodrique de Tolède (1860)
- Amilcare Ponchielli: Roderigo, re dei Goti (1863, 26-12, T. Municipale, Piacenza ; Francesco Guidi)
- Pere Miquel Marquès: Florinda (1880, sarsuela)
- José María Ponce de León: Florinda, o La Eva del imperio godo español (1880, 22-11, T. Coliseo, Bogotà (Colòmbia) ; Rafael Pombo)[5]
- Leandro Ruiz: Florinda, o La cava baja (1887, 1-12, T. Eslava, Madrid ; Salvador María Granés),"[6] ópera española... con gotas"
- Manuel Giró i Ribé: Florinda (1901)
- Alberto Ginastera: Don Rodrigo (1964)

Egilona, esposa seva
- Luca Antonio Predieri: Il duello d'amore e di vendetta (1718, F. Silvani) (com a Esilena)
- Baldassare Galuppi: L'odio placato (1729, 27-12, T. San Samuele, Venècia; Francesco Silvani),[4] com a Esilena

Anagilda i Sanç, cunyada i nebot llegendaris del rei Roderic
- Carlo Francesco Pollarolo: Il Roderico (o L'Anagilde) (1685, G. B. Bottalino)
- Reinhard Keiser: La forza della virtú, oder Die Macht der Tugend (1700)]
- Antonio Caldara: L'Anagilda (1711, 4-1, Palazzo Ruspoli, Roma; Girolamo Gigli)
- Antonio Pampani: L'Anagilda (1735)

Comte Julià de Ceuta, enemic de Roderic
- Carlo Francesco Pollarolo: Il Roderico (o L'Anagilde) (1685, G. B. Bottalino)
- Luca Antonio Predieri: Il duello d'amore e di vendetta (1718, F. Silvani)
- José María Ponce de León: Florinda, o La Eva del imperio godo español (1880, 22-11, T. Coliseo, Bogotà (Colòmbia) ; Rafael Pombo)[5]

Un fill del rei Vítiza
- Luca Antonio Predieri: Il duello d'amore e di vendetta (1718, F. Silvani), com a Luanco
- Baldassare Galuppi: L'odio placato (1729, 27-12, T. San Samuele, Venècia; Francesco Silvani),[4] com a Evanco

Rei Pelai I d'Astúries
- Luca Antonio Predieri: Il duello d'amore e di vendetta (1718, F. Silvani)
- Johann Adolf Hasse: Alfonso (1738, 11-5, Hofoper, Dresden; Stefano Benedetto Pallavicino)
- Gaspare Spontini: Pélage, ou Le roi et la paix (1814, 23-8, Opéra, París; Victor-Joseph Etienne de Jouy)
- Carlo Coccia: La solitaria delle Asturie, ossia La Spagna ricuperata (1838, 6-3, T. alla Scala, Milà; Felice Romani)
- Saverio Mercadante: La solitaria delle Asturie, ossia La Spagna ricuperata (1840, 12-3, T. La Fenice, Venècia ; F. Romani)
- Giuseppe Gerli: Il Pelagio (1842, Sevilla;[7] Giuseppe Antongini)[8]
- Luigi Ricci: La solitaria delle Asturie, ossia La Spagna ricuperata (1845, 20-2, T. Imperial, Odessa, Rússia; F. Romani)
- Temistocle Solera: La hermana de Pelayo (1853)
- Spiridon Xindas: Il conte Giuliano (1857)
- Saverio Mercadante: Pelagio (1857, 12-2, T. San Carlo, Nàpols ; Marco D'Arienzo)
- Amilcare Ponchielli: Roderigo, re dei Goti (1863, 26-12, T. Municipale, Piacenza ; Francesco Guidi)
- Pere Miquel Marquès: Florinda (1880, sarsuela)
- Eduardo Viscasillas Blanque: Página goda (també coneguda com a Pelayo) (1899, 17-1, T. Principal, Saragossa; Luis Ram de Viu)
- Manuel Giró i Ribé: Florinda (1901)
- Tomás Bretón: Covadonga (1901, 22-1, T. Circo Parish, Madrid ; Marcos Zapata, Eusebio Sierra), sarsuela
- Angelo Bignotti: Florinda (1907)

Ermessinda, filla de Pelagi (a les òperes apareix com a germana seva)
- Johann Adolf Hasse: Alfonso (1738, 11-5, Hofoper, Dresden; Stefano Benedetto Pallavicino)
- Gaspare Spontini: Pélage, ou Le roi et la paix (1814, 23-8, Opéra, París; Victor-Joseph Etienne de Jouy)
- Giuseppe Gerli: Don Pelayo (1844, com a Ormesinda)
- Temistocle Solera: La hermana de Pelayo (1853)
- Saverio Mercadante: Pelagio (1857, 12-2, T. San Carlo, Nàpols ; Marco D'Arienzo), com a Bianca
- Tomás Bretón: Covadonga (1901, 22-1, T. Circo Parish, Madrid ; Marcos Zapata, Eusebio Sierra), sarsuela
- Angelo Bignotti: Florinda (1907)

Teodosi de Goñi, cabdill basc
- Jesús Guridi: Amaya (1920, 23-5, Coliseo Alba, Bilbao ; José María Arroita Jáuregui)[9]

#### al-Andalus
Musa ibn Nusair, cabdill musulmà, conqueridor del regne visigot 
- Sigismund Thalberg: Florinda, or, The Moors in Spain (1851, com a Munuzza)
- Spiridon Xindas: Il conte Giuliano (1857)
- Tomás Bretón: Covadonga (1901, 22-1, T. Circo Parish, Madrid ; Marcos Zapata, Eusebio Sierra), sarsuela

Abd-ar-Rahman ibn Abd-Al·lah al-Ghafiqí, valí de l'Àndalus, invasor de França
- Franz Schoberlechner: Gli arabi nelle Gallie (1819)
- Giovanni Pacini: Gli arabi nelle Gallie, o sia Il trionfo della fede (1827, 8-3, T. alla Scala, Milà; Luigi Romanelli)[1]
- Stefano Pavesi: Gli arabi nelle Gallie (1827, 4-10, T. San Carlo, Nàpols; Luigi Romanelli)
- Giovanni Pacini: L'ultimo dei Clodovei (1855, 30-1, T. italien, París; Luigi Romanelli), revisió de Gli arabi nelle Gallie amb set nous números.

Hussayn ibn Yahya al-Ansarí, valí de Saragossa
- Auguste Mermet: Roland à Roncesvaux (1864)

Al-Mansur Ibn Abi Aamir, o Almansur, cabdill i militar d'al-Andalus
- Aleksandr Olenin: Al'manzor (1902)
- Fritz Behrend: Almansor (1931)

### Regnes britànics
Rei Artur, llegendari rei de Bretanya
- Henry Purcell: King Arthur (1691, 5, Queen's Theatre, Dorset Garden, Londres; John Dryden)
- Thomas Arne: King Arthur, or The British Worthy (1770)
- Thomas Simpson Cooke: King Arthur and the Knights of the Round Table (1834)
- Federico Ricci: Griselda (1847, F. M. Piave)
- Augusta Holmès: Lancelot du Lac (1875, inacabada)
- Giulio Cottrau: Griselda (1878)
- August Klughardt: Iwein (1878)
- Frederick Corder: La morte d'Arthur (1879)
- Karl Goldmark: Merlin (1886)
- Max Vogrich: King Arthur (1893)
- Ernest Chausson: Le Roi Arthus (1895, estr. 1903, 30-11; T. Monnaie, Brussel·les; E. Chausson)
- Amadeu Vives i Roig: Artús (1897, 19-5, T. Novedades, Barcelona; Sebastià Trullol)
- Wilhelm Kienzl: Don Quixote (1898, paper mut)
- Joseph Parry: King Arthur (1899, inacabada)
- Victorin de Joncières: Lancelot (1900)
- Isaac Albéniz: Merlin (1902, estr. 1950, 18-12, T. Tívoli, Barcelona, versió abreviada; 1998, 20-6, Auditorio Nacional, Madrid, versió concertant; 2003, 28-5, T. Real, Madrid; Francis Burdett Money Coutts)
- Marcel Rousseau: Le roi Arthur (1903, Ferdinand Beissier)
- Felix Draeseke: Merlin (1905, estr. 1913, 18-4, Hofteather, Gotha ; F. Draeseke)[10]
- Paul Ladmirault: Myrdhin (1909-1921, no estrenada)
- Gian Francesco Malipiero: Lancelotto del Lago (1914-1915, sense estrenar; G. F. Malipiero)
- Rutland Boughton: The birth of Arthur (1909), The round table (1916), The lily maid (1934), Galahad (1944), Avalon (1945)
- Willem Pijper: Merlijn (1952, S. Vestdijk)
- Grażyna Bacewicz: Przygoda Króla Artura (L'aventura del rei Artur) (1959, òpera per a ràdio ; Edward Fiszer)
- Frederick Loewe: Camelot (1960, musical)
- Luboš Fišer: Lancelot (1961)
- Richard Blackford: Sir Gawain and the Green Knight (1978)
- Harrison Birtwistle: Gawain (1991)
- Concetta Anastasi: La spada nella roccia (2018, 9-12, T. Regio, Parma ; Ziki Paki)[11]

Ginebra, esposa del rei Artur de Bretanya
- Federico Ricci: Griselda (1847, F. M. Piave)
- Augusta Holmès: Lancelot du Lac (1875, inacabada)
- Giulio Cottrau: Griselda (1878)
- Ernest Chausson: Le Roi Arthus (1895, estr. 1903, 30-11; T. Monnaie, Brussel·les; E. Chausson), com a Guenièvre)
- Victorin de Joncières: Lancelot (1900)
- Marcel Rousseau: Le roi Arthur (1903, Ferdinand Beissier)
- Felix Draeseke: Merlin (1905, estr. 1913, 18-4, Hofteather, Gotha ; F. Draeseke)[10]
- Frederick Loewe: Camelot (1960, musical)
- Harrison Birtwistle: Gawain (1991)

Mordred, personatge llegendari, fill d'Artur
- Karl Goldmark: Merlin (1886)
- Ernest Chausson: Le Roi Arthus (1895, estr. 1903, 30-11; T. Monnaie, Brussel·les; E. Chausson)
- Isaac Albéniz: Merlin (1902, estr. 1950, 18-12, T. Tívoli, Barcelona, versió abreviada; 1998, 20-6, Auditorio Nacional, Madrid, versió concertant; 2003, 28-5, T. Real, Madrid; Francis Burdett Money Coutts)
- Willem Pijper: Merlijn (1952, S. Vestdijk)

Rei Marc de Cornualla (s. VI)
- Richard Wagner: Tristan und Isolde (1865, 10-6, Hoftheater, Múnic; R. Wagner)
- Charles Tournemire: La légende de Tristan (1925-1926; estrena: 2020, 7-5, Theater Ulm, cancel·lada; Albert Pauphilet)
- Frank Martin: Le vin herbé (1940, oratori profà)
- Gillian Karawe Whitehead: Tristan and Iseult (1978, Malcolm Crowthers, Michael Hill)

Tristany, nebot seu, cavaller llegendari
- Federico Ricci: Griselda (1847, F. M. Piave)
- Richard Wagner: Tristan und Isolde (1865, 10-6, Hoftheater, Múnic; R. Wagner)
- Giulio Cottrau: Griselda (1878, com a Tristano il Saggio)
- Conrado del Campo: La tragedia del beso (1915, Carlos Fernández Shaw) (una de les veus interiors)
- Charles Tournemire: La légende de Tristan (1925-1926, Albert Pauphilet)
- Frank Martin: Le vin herbé (1940, oratori profà)
- Gillian Karawe Whitehead: Tristan and Iseult (1978, Malcolm Crowthers, Michael Hill)
- Armin Schibler: La folie de Tristan (1980, Maria de França, Joseph Bédier, A. Schibler), misteri musical
- Claude Vivier: Kopernikus, rituel de mort (1908, 8-5, Monument-national, Montreal, Canadà ; C. Vivier)[12]
- Francesco Pennisi: Tristan (1995), com a Apparizione di Tristano

Dimpna d'Irlanda, princesa màrtir i santa
- Francesco Provenzale: La vittoria fugitiva col trionfo del martirio di S. Timpna (1672, Giuseppe Castaldo)

Suibhne mac Colmáin, rei llegendari del Dál nAraidi
Sant Ronan Finn, monjo irlandès
- Noah Mosley: Mad King Suibhne' (2017, 11-3, Bentley, Bentley, Regne Unit; Ivo Mosley)

### Escandinàvia
Alf i Alfhild, llegendaris prínceps dànics
- Carlo Pallavicino: L'amazzona corsara, ovvero L'Alvilda, regina de Goti (1686)
- Antonio Vivaldi: Alvida regina de' Goti RV 696 (1731, primavera, Spork T., Praga; G. C. Corradi), pastitx amb àries de diversos autors; partitura perduda.

Horvendill, llegendari senyor dels juts
Gerutha, filla del rei llegendari Hrœrekr Ringslinger de Dinarmarca
Amleth, son fill
- Francesco Gasparini: Ambleto (1705, 26-12, T. San Cassiano, Venècia ; A. Zeno, P. Pariati)
- Domenico Scarlatti: Ambleto (1715, A. Zeno, P. Pariati)
- Giuseppe Vignati, Carlo Balliani i G. Cozzi: Ambleto (1719, A. Zeno, P. Pariati)
- Giuseppe Carcani: Ambleto (1742, carnestoltes, T. Sant'Angelo, Venècia ; A. Zeno, P. Pariati)[13]
- Luigi Caruso: Amleto (1790, F. Dorsene Aborigeno da Ducis)
- Gaetano Andreozzi: Amleto (1792, Giuseppe Maria Foppa)
- Ignaz Schuster: Hamlet, Prinz vom Tandelmarkt (1807, paròdia)
- Saverio Mercadante: Amleto (1822, 26-2, T. alla Scala, Milà; F. Romani)
- Antonio Buzzolla: Amleto (1848, Giovanni Peruzzini)
- Alexandre Stadtfeld: Hamlet (1857)
- Luigi Moroni: Amleto (1860)
- Franco Faccio: Amleto (1865, 30-5, T. Carlo Felice, Gènova ; revisió: 1871, 12-2, T. alla Scala, Milà ; Arrigo Boito)
- Ambroise Thomas: Hamlet (1868, Michel Carré i Jules Barbier); respectivament, com a Hamlet, Gertrude i Hamlet.
- Arthur Sullivan: Rosencrantz and Guildenstern (musical, 1874, L. Sullivan)
- Jean-Louis-Aristide Hignard: Hamlet (1888)
- Edward Keurvels: Hamlet (1891)
- Alfredo Grandi: Amleto (comèdia musical, 1898)
- Mario Zafred: Amleto (1961, Lilyan i M. Zafred)
- Alek'si Mačavariani: Hamlet (1967, Guram Meliva)
- Sandor Szokolay: Hamlet (1968)
- Humphrey Searle: Hamlet (1968, H. Searle)
- Pascal Bentoiu: Hamlet (1974, P. Bentoiu)
- Hermann Reutter: Hamlet (1980, H. Reutter)
- Wolfgang Rihm: Die Hamletmaschine (1987, Musiktheater in 5 Teilen, Heiner Müller)
- Sergej Michajlovič Slonimskij: Gamlet (1993, Jakov Gordin)
- Vladimir A. Kobekin: Gamlet Datsij, ili Rosskijskaia komedia (2008, 14-11, Moskovskij muzikalinij teatr imeni K. S. Stanislavskogo i Vl. I. Nemirovitxa-Dantxenko, Moscou (Rússia); V. Kobekin)
- Christian Jost: Hamlet: 12 musikdramatische Tableaux (2009, 21-6, Komische Oper Berlin, Berlín (Alemanya); C. Jost)
- Nancy Van de Vate: Hamlet (2009; estr. 2015, 18-4, Opera Theatre, Oxford (Mississippi, EUA); N. Van de Vate)
- Pierre Thilloy: Le jour des meurtres dans l'histoire d'Hamlet (2011, 23-3, Opéra-théâtre de Metz Métropole, Metz (França); a partir de Bernard-Marie Koltès)
- Anno Schreier: Hamlet (2016, Thomas Jonigk)

Hugi Guðmundsson: Hamlet in absentia (2017, 21-3, Den Fynske opera, Odense; H. Guðmundsson)
- Brett Dean: Hamlet (2017, 11-6, Glyndebourne ; Matthew Jocelyn)[14]

### Imperi Romà d'Orient i regnes orientals
Emperador Lleó I el Traci
- Giovanni Porta: Teodorico (1720, D. A. Salvi di Lucignani)
- Giovanni Battista Lampugnani: Antigono (1736)

Zenó, emperador romà d'Orient
- Bernardo Sabadino: Zenone il tiranno (1687, Lotto Lotti)
- Franz Schnizer: Ambitio infelix, sive Zeno orientis imperator tragoedia (1776)

Simeó Estilita el Vell, eremita i sant
- Gian Carlo Menotti: The egg (1976)

Justí, emperador romà d'Orient
Emperador Anastasi I Dicor
Ariadna, esposa de l'emperador Zenó
Vitalià, militar romà d'Orient
- Giovanni Legrenzi: Giustino (1683, Nicolò Beregan)
- Luigi Mancia: Giustino (1695)
- Johann Christian Schiefferdecker: Justinus (1700)
- Domenico Scarlatti: Il Giustino (1703, Convò)
- Antonio Vivaldi: Il Giustino RV 717 (1724, carnestoltes, T. Capranica, Roma; Nicolò Beregan, Pietro Pariati)[15]
- Georg Friedrich Haendel: Giustino (1737, 16-2, Covent Garden Theatre, Londres; Nicolò Beregan i Pietro Pariati)

Justinià I, emperador romà d'Orient
- Pellegrino Tomeoni: Il Narsete, generale di Giustiniano imperatore (1770, llibretista desconegut)
- François-André Danican Philidor i Henri-Montan Berton: Bélisaire (1796, 3-10, Opéra-comique, Salle Favart, París; Auguste-Louis Bertin d'Antilly, a partir de Jean-François Marmontel)
- Gaetano Donizetti: Belisario (1836, 4-2, T. La Fenice, Venècia; Salvatore Cammarano)[16]
- Xavier Leroux: Théodora (1907)

Emperadriu Teodora, esposa de Justinià
- Xavier Leroux: Théodora (1907)

Belisari, general romà d'Orient
Antonina, esposa seva
- Francesco Antonio Pistocchi: I rivali generosi (1710, A. Zeno)
- Giacomo Facco: I rivali generosi (1712)
- Giuseppe Vignati: I rivali generosi (1726, Apostolo Zeno)
- Marianus Königsperger: Bellisarius, die von dem Neyd verfinsterte Welt-Ehr (1736)
- François-André Danican Philidor i Henri-Montan Berton: Bélisaire (1796, 3-10, Opéra-comique, Salle Favart, París; Auguste-Louis Bertin d'Antilly, a partir de Jean-François Marmontel)
- Gaetano Donizetti: Belisario (1836, 4-2, T. La Fenice, Venècia; Salvatore Cammarano)[16]

Belisari, general romà d'Orient
- Giovanni Legrenzi: Totila (1677)
- Xavier Leroux: Théodora (1907)

Narses, general romà d'Orient
- Pellegrino Tomeoni: Il Narsete, generale di Giustiniano imperatore (1770, llibretista desconegut)

Flavi Longí, prefecte, exarca de Ravenna
- Francesc Porcell i Guàrdia: Rosamunda in Ravenna (1844, La Corunya)
- Joan Carreras i Dagàs: Rosamunda in Ravenna (1848, Girona)

Justí II, emperador romà d'Orient
Sofia, emperadriu
- Carlo Francesco Pollarolo: Alboino in Italia (1691, Giulio Cesare Corradi) (Sofia hi apareix com a Sestilia)

Zenó, emperador romà d'Orient
- Tomaso Albinoni: Zenone, imperator d'Oriente

Tiberi II, emperador romà d'Orient
- Domenico Gabrielli: Il Mauritio (1687)
- Francesco Gasparini: Tiberio imperatori di Oriente (1702, G. D. Pallavicini)
- Alessandro Scarlatti: Tiberio imperatori di Oriente (1702, G. D. Pallavicini)
- Antonio Orefice: Il Maurizio (1708)

Flavi Tiberi Maurici, emperador
- Pietro Andrea Ziani: L'Heraclio (1671, N. Beregan)
- Domenico Gabrielli: Il Mauritio (1687)
- Francesco Gasparini: Tiberio imperatori di Oriente (1702, G. D. Pallavicini)
- Alessandro Scarlatti: Tiberio imperatori di Oriente (1702, G. D. Pallavicini)
- Antonio Orefice: Il Maurizio (1708)
- Reinhard Keiser: Die wiederhergestelte Ruh, oder Die gecrönte Tapferkeit des Heraclius (1712)

Flavi Focas, emperador romà d'Orient
- Pietro Andrea Ziani: L'Heraclio (1671, N. Beregan)
- Nicolaus Adam Strungk: Phocas (1696, Christian Ludwig Boxberg)
- Francesco Gasparini i Antonio Pollarolo: L'Eraclio (1712, Bernadoni)
- Reinhard Keiser: Die wiederhergestelte Ruh, oder Die gecrönte Tapferkeit des Heraclius (1712)
- Antonio Maria Bononcini: I veri amici (1715)

Heracli, emperador
- Pietro Andrea Ziani: L'Heraclio (1671, N. Beregan)
- Nicolaus Adam Strungk: Phocas (1696, Christian Ludwig Boxberg)
- Francesco Gasparini i Carlo Francesco Pollarolo: L'Eraclio (1712, P. A. Bernardoni)
- Reinhard Keiser: Die wiederhergestelte Ruh, oder Die gecrönte Tapferkeit des Heraclius (1712)

Irene d'Atenes, emperadriu consort, esposa de Lleó IV el Khàzar
- Antonio Gianettini: Irene e Costantino (1681)
- Antonio Lotti: Irene augusta (1713)

Constantí VI, emperador
- Georg Muffat: Maria Armena (1679)
- Antonio Gianettini: Irene e Costantino (1681)
- Antonio Lotti: Irene augusta (1713)

Maria d'Àmnia, emperadriu consort, esposa de Constantí VI
- Georg Muffat: Maria Armena (1679)

### Pèrsia
Còsroes I, rei de Pèrsia
- Domenico Gabrielli: Il Mauritio (1687, com a Cosdroe)
- Antonio Orefice: Il Maurizio (1708)

Ormazd IV, rei de Pèrsia
- Antonio Caldara: Ormisda re di Persia (1721, 4-11, Hoftheater, Viena; Apostolo Zeno)
- Giuseppe Maria Orlandini: Ormisda (1722)
- Antonio Pollarolo: Cosröe (1723, A. Zeno)
- Bartolomeo Cordans: Ormisda (1728)

Còsroes II, emperador sassànida
- Antonio Caldara: Ormisda, re di Persia (1721, 4-11, Hoftheater, Viena; Apostolo Zeno)
- Giuseppe Maria Orlandini: Ormisda (1722)
- Antonio Pollarolo: Cosröe (1723, A. Zeno)
- Bartolomeo Cordans: Ormisda (1728)
- Friedrich Ernst Fesca: Cantemire (1820, 27-4, Karlsruhe)
- Antonio Bazzini: Turanda (1867, 13-1, T. alla Scala, Milà; Antonio Gazzoletti)[17]

Còsroes II, emperador sassànida
Kavadh II emperador, son fill
- Leonardo Vinci: Siroe re di Persia (1726, Carnestoltes, T. Grimani, Venècia ; Pietro Metastasio)[18]
- Nicola Porpora: Siroe, re di Persia (1727, 2, T. delle Dame, Roma; P. Metastasio)
- Giovanni Porta: Siroe, re di Persia (1727, P. Metastasio)
- Domenico Sarro: Siroe, re di Persia (1727, P. Metastasio)
- Antonio Vivaldi: Siroe, re di Persia RV 735 (1727, 4, T. Publico, Reggio Emilia; P. Metastasio), partitura perduda.[19]
- Georg Friedrich Haendel: Siroe, rè di Persia (1728, 17-2, King's Theatre, Londres; Nicola Francesco Haym i Pietro Metastasio)
- Andrea Stefano Fiorè: Siroe (1729)
- Giovanni Battista Pescetti i Baldassare Galuppi: Siroe, rè di Persia (1731; P. Metastasio)
- Antonio Bioni: Siroe, re di Persia (1732)
- Johann Adolf Hasse: Siroe (1733, 2-5, Bolonya; P. Metastasio)
- Gaetano Latilla: Siroe (1733)
- Antonio Pampani: Siroe (1738)
- Antonio Vivaldi: Siroe, re di Persia RV 735, segona versió (1738, T. Bonaccosi, Ferrara; Agostino Mosca),[19] partitura perduda.
- Davide Pérez: Siroe, re di Persia (1740; segona versió: 1752)
- Giuseppe Scarlatti: Siroe (1742, P. Metastasio)
- Gennaro Manna: Siroe, re di Persia (1743)
- Paolo Scalabrini: Siroe, re di Persia (1743, estiu, T. im Ball-Hauss, Linz; P. Metastasio)[20]
- Antonio Maria Mazzoni: Siroe, re di Persia (1746)
- Georg Christoph Wagenseil: Siroe, re di Persia (1748, P. Metastasio)
- Gioacchino Cocchi: Siroe, re di Persia (1750)
- Nicola Conforto: Il Siroe (1752)
- Francesco Antonio Uttini: Siroe (1752, P. Metastasio)
- Baldassare Galuppi: Siroe (1754, 10-2, T. Argentina, Roma; P. Metastasio)
- Giovanni Battista Lampugnani: Siroe, re di Persia (1755)
- Pasquale Errichelli: Siroé, Ré di Persia (1758)
- Niccolò Piccinni: Siroe, re di Persia (1759, P. Metastasio)
- Hermann Friedrich Raupach: Siroė (1760, Pietro Metastasio)
- Johann Adolf Hasse: Siroe (1763, Hofoper, Dresden; P. Metastasio)
- Antonio Boroni: Siroe, re di Persia (1764)
- Pietro Alessandro Guglielmi: Siroe, re di Persia (1764)
- Antonio Tozzi: Siroe (1767, P. Metastasio)
- Tommaso Traetta: Siroe (1767, P. Metastasio)
- Giuseppe Sarti Siroe (1779, 26-12, T. Regio, Torí; P. Metastasio)

Còsroes IV, emperador sassànida
- Antonio Bazzini: Turanda (1867, 13-1, T. alla Scala, Milà; A. Gazzoletti)[21]

### Aràbia
- Peter von Winter: Maometto (1817, 28-1, La Scala, Milà; Felice Romani)

## Alta Edat Mitjana: s. VIII-X

### Imperis carolingi i otònida
Teodoric IV, rei dels francs
- Carlo Francesco Pallarolo: Alfonso primo (1694, M. Noris)

Widukind de Saxònia, cabdill saxó
- Vincenzo Manfredini: Carlo Magno (1763)
- Józef Elsner: Karol Wielki i Witykind (1807, 5-12, Varsòvia; Tekla Teresa Łubieńska)
- Giuseppe Nicolini: Carlo Magno (1813)
- Eugenio Torriani: Carlo Magno (1852, Anibale Cressoni)
- Adolf von Doss: Witikind ou La conversion des Saxons (1880)

Wicbert, fill de Widukind
- Giovanni Pacini: La sacerdotessa d'Irminsul (1820, 11-5, T. Grande, Trieste; Felice Romani), com a "Clodomiro, figlio di Vitikindo"

Duc Gosbert de Francònia
Sant Quilià de Würzburg
- Georg Joachim Joseph Hahn: Gosbertus primus christianus Franconiae dux (1757)

Bonifaci de Fulda, bisbe i evangelitzador
- Virgilio Mazzocchi: San Bonifatio (1638)

Pipí I el Breu, rei dels francs
Berta de Laon, esposa seva
- François-André Danican Philidor, H. Botson, François-Joseph Gossec i Ignaz Vitzthumb: Berthe (1775, 18-1, T. La Monnaie, Brussel·les; Roger-Timothée Régnard de Pleinchesne), "opéra-comique"
- Prosper Didier Deshayes: Berthe et Pépin (1787, 3-11, Salle Favart, Opéra-comique, París; Roger-Timothée Régnard de Pleinchesne), "drame melé d'ariettes"
- Victorin de Joncières: La reine Berthe (1878)

Berta de Laon, esposa de Pipí el Breu
- Émile Mathieu: L'enfance de Roland (1895)

Carlemany, emperador dels francs
- Carlo Pallavicino: Carlo re d'Italia (1682)
- Domenico Gabrielli: Carlo il Grande (1688)
- Johann Georg Conradi: Der tapffere Kayser Carolus Magnus und dessen Erste Gemahlin Hermingardi (1692)
- Reinhard Keiser: Desiderius, König der Longobarde (1709, 26-7, Schaus Platz, Hamburg; Barthold Feind)
- Agostino Steffani: Tassilone (1709, S. B. Pallavicino)
- Giovanni Battista Costanzi: Carlo Magno (1728)
- Georg Philipp Telemann: Die Last-tragende Liebe, oder Emma und Eginhard (1728, Christoph Gottlieb Wendt)
- Vincenzo Manfredini: Carlo Magno (1763)
- Johann Adolf Hasse: Il Ruggiero, o vero L'eroica gratitudine (1771, 16-10, Milà; Pietro Metastasio)[22]
- Józef Elsner: Karol Wielki i Witykind (1807, 5-12, Varsòvia; Tekla Teresa Łubieńska)
- Franz Schubert: Fierrabras (1823; estrena: 1897, 9-2, Hoftheater, Karlsruhe; Josef Kupelwieser)
- Giuseppe Nicolini: Carlo Magno (1813)
- Alessandro Gandini: Ruggiero, ossia L'eroica gratitudine (1820, 4-11, T. di Corte, Mòdena; Pietro Metastasio)[23]
- Carl Maria von Weber: Oberon (1826, 12-4, Covent Garden T., Londres; James Robinson Planché)
- Eugenio Torriani: Carlo Magno (1852, Anibale Cressoni)
- Antonio Buzzi: Ermengarda (1855)
- Joaquim Casimiro Júnior: A coroa de Carlos Magno(1859)
- Viktor E. Nessler: Irmingard (1876)
- Willem de Haan: Die Kaiserstochter (1885)
- Melesio Morales: Carlo Magno (ca. 1890, no estrenada)
- Émile Mathieu: L'enfance de Roland (1895)
- Henri Rabaud: La fille de Roland (1904, Paul Ferrier)
- Bernard Rogers: The marriage of Aude (1931, Charles Rodda)
- Paul Dessau: Lanzelot (1969)
- François Pantillon: Die Richterin (1991), com a Die Kaiser

Einhard, escriptor de la cort carolíngia
- Georg Philipp Telemann: Die Last-tragende Liebe, oder Emma und Eginhard (1728, Christoph Gottlieb Wendt)
- Franz Schubert: Fierrabras (1823; estrena: 1897, 9-2, Hoftheater, Karlsruhe; Josef Kupelwieser)
- Willem de Haan: Die Kaiserstochter (1885)

Rotllà, comandant i cavaller franc 
- Jean-Baptiste Lully: Roland (1685, Philippe Quinault)
- Agostino Steffani: Orlando generoso (1691, Bartolomeo Ortensio Mauro)
- Domenico Scarlatti: L'Orlando, ovvero La gelosa pazzia (1711, Carlo Sigismondo Capece)
- Giovanni Alberto Ristori: Orlando furioso (1713, Grazio Braccioli)
- Antonio Vivaldi: Orlando finto pazzo RV 727 (1714, 11, T. Sant'Angelo, Venècia; Grazio Braccioli)[24]
- Nicola Porpora: L'Angelica (1720, 28-8, Palazzo del Principe di Torella, Nàpols; P. Metastasio), "serenata per musica da cantarsi"
- Antonio Bioni: Orlando furioso (1724, Grazio Braccioli)
- Antonio Vivaldi: Orlando furioso RV 728 (1727, tardor, T. Sant'Angelo, Venècia; Grazio Braccioli)[25]
- Georg Friedrich Haendel: Orlando (1733, 27-1, King's Theatre, Londres; anònim, a partir de Carlo Sigismondo Capeces)
- Gaetano Latilla: Angelica ed Orlando (1735, F. A. Tullio)
- Paolo Scalabrini: Angelica e Medoro (1746, 25-4, Theater am Gänsemarkt, Hamburg; P. Metastasio)[26]
- Niccolò Piccinni: Il nuovo Orlando (1764)
- Pietro Alessandro Guglielmi: Le pazzie di Orlando (1771, C.F. Badini)
- João de Sousa Carvalho: L'Angelica (1778, Palácio de Queluz o de Ajuda, Lisboa ; P. Metastasio), "serenata per musica da cantarsi"
- Pasquale Anfossi: Orlando paladino (1778, llibretista desconegut)
- Niccolò Piccinni: Roland (1778, Jean-François Marmontel)
- António Leal Moreira: Bireno ed Olimpia (1782, 21-8, Palácio de Queluz, Portugal; Gaetano Martinelli), serenata
- Franz Joseph Haydn: Orlando Paladino (1782, 6-12, Eszterháza; Nunziato Porta)
- Giuseppe Niccolini: Angelica e Medoro, ossia L'Orlando (1810, Gaetano Sertor)
- Franz Schubert: Fierrabras (1823; estrena: 1897, 9-2, Hoftheater, Karlsruhe; Josef Kupelwieser)
- Auguste Mermet: Roland à Roncevaux (1864)
- Émile Mathieu: L'enfance de Roland (1895)
- Henri Rabaud: La fille de Roland (1904, Paul Ferrier)

Hug de Bordeus, fill del comte Seguí II, base del llegendari Huon de Bordeus
- Pavel Vranický: Oberon, König der Elfen (1789, 7-11, Theater auf der Wieden, Viena; Friederike S. Seyler, revisat per Karl Ludwig Giesecke),[27] com a Huon
- Carl Maria von Weber: Oberon (1826, 12-4, Covent Garden T., Londres; James Robinson Planché), com a Huon de Bordeaux

Duc Tassiló III dels bavarii
- Agostino Steffani: Tassilone (1709, S. B. Pallavicino)

Lluís I el Pietós, emperador franc
- Giovanni Legrenzi: L'anarchia dell'imperio (1684)
- Giuseppe Fabbrini: Il Lodovico Pio (1687)
- Georg Caspar Schürmann: Ludovicus Pius (1726, Christian Ernst Simonetti)
- Giovanni Battista Costanzi: Carlo Magno (1728)

Emperador Lotari I
Rei Pipí I d'Aquitània
- Giovanni Legrenzi: L'anarchia dell'imperio (1684)
- Georg Caspar Schürmann: Ludovicus Pius (1726, Christian Ernst Simonetti)

Judit de Baviera, emperadriu consort de Lluís el Pietós
- Georg Caspar Schürmann: Ludovicus Pius (1726, Christian Ernst Simonetti)

Judit de Baviera, emperadriu consort de Lluís el Pietós
Emperador Lotari I
Emperador Carles II el Calb
Duc Bernat de Septimània
- Giuseppe Fabbrini: Il Lodovico Pio (1687)
- Benedetto Vinaccesi: L'innocenza giustificata (1699, Francesco Silvani)
- Giuseppe Maria Orlandini: L'innocenza difesa (1712),
:estrenada com a Carlo re d'Alemagna (1713)
- Giuseppe Maria Orlandini: La Giuditta di Baviera (1713)
- Alessandro Scarlatti: Carlo, re d'Alemagna (1716, Francesco Silvani, Giuseppe Papis)
- Andrea Stefano Fiorè: L'innocenza difesa (1722)
- Giuseppe Maria Orlandini: L'innocenza giustificata (1731)
- Niccolò Porpora: Carlo il Calvo (1738, primavera, T. delle Dame, Roma; anònim, a partir de Carlo, re d'Alemagna de Francesco Silvani)

Emperador Lluís II d'Itàlia
Engelberta d'Alsàcia, esposa seva
- Francesco Gasparini, Tommaso Albinoni: Engelberta (1708, A. Zeno, P. Pariati)
- Andrea Stefano Fiorè: Engelberta (1708)
- Francesco Mancini, Antonio Orefice: L'Engelberta, o sia La forza dell'innocenza (1709)
- Carlo Francesco Pallarolo: Engelberta o sia La forza dell'innocenza (1711, A. Zeno, P. Pariati)
- Giuseppe Paganelli: Engelberta (1743)

Rei Bosó de Provença
- Andrea Stefano Fiorè: Engelberta (1708)
- Francesco Gasparini, Tommaso Albinoni: Engelberta (1708, A. Zeno, P. Pariati)
- Francesco Mancini, Antonio Orefice: L'Engelberta o sia La forza dell'innocenza (1709)
- Carlo Francesco Pallarolo: Engelberta o sia La forza dell'innocenza (1711, A. Zeno, P. Pariati)
- Giuseppe Paganelli: Engelberta (1743)

Rei Odó I, rei de la França Occidental
- Saverio Mercadante: I normanni a Parigi (1832, 7-2, T. Regio, Torí; Felice Romani)

Rei Lluís V de França
Emma d'Itàlia, sa mare, esposa de Lotari I de França
Rei Hug I de França
Adelaida d'Anjou o Blanca, esposa de Lluís V
Folc II el Bo, comte d'Anjou
- Gaetano Donizetti: Ugo, conte di Parigi (1832, 13-3, T. alla Scala, Milà; Felice Romani)[28]
- Alberto Mazzucato: Luigi V re di Francia (1854)

Raül I de França, rei dels francs occidentals
- Francesco Gasparini, Giovanni Maria Cappelli: L'amore politico e generoso della regina Ermengarda (1713, anònim) (com a Ridolfo)

Enric I d'Alemanya, l'Ocellaire, duc de Saxònia i rei d'Alemanya
- Georg Caspar Schürmann: Heinrich der Vogler (1718, Johann Ulrich König)
- Richard Wagner: Lohengrin (1850, 28-8, Großherzogliches Hoftheater, Weimar ; R. Wagner)

Thankmar, fill i hereu seu
- Franz Volkert: Dankmar von Sachsen (1811, Joachim Perinet)

Emperador Otó I del Sacre Imperi Romano-Germànic
- Antonio Sartorio: Adelaide (1672, Pietro Dolfin)
- Antonio Draghi: Baldracca (1679)
- Marc' Antoni Ziani: La moglie nemica (1694, Francesco Silvani)
- Pietro Torri: Adelaide (1722, 18-10, Hoftheater, Munic ; Antonio Salvi)
- Nicola Porpora: Adelaide (1723, carnestoltes, T. Alibert, Roma; Antonio Salvi)
- Georg Philipp Telemann: Adelheid, oder Die ungezwungene Liebe (1725, Hoftheater, Bayreuth ; Johann Philipp Praetorius?)
- Luigi Tavelli i Francesco Silvani: Amore e sdegno (1726, carnevale, T. San Cassiano, Venècia ; Michelangelo Boccardi)[29]
- Georg Friedrich Haendel: Lotario (1729, 2-12, Haymarket, Londres; Antonio Salvi), com a Lotario
- Giuseppe Maria Orlandini: Adelaide (1729)
- Antonio Vivaldi: L'Adelaide (1735, carnestoltes, T. Filarmonico, Verona; Antonio Salvi), partitura perduda
- Gioacchino Cocchi: Adelaide (1743)
- Paolo Scalabrini i Filippo Finazzi: Adelaide (1744, 23-7, Theater am Gänsemarkt, Hamburg; Antonio Salvi)[30]
- Johann Simon Mayr: Adelasia ed Aleramo (1806, 26-12, T. alla Scala, Milà; Luigi Romanelli)
- Ferdinand Kauer: Adelheid, Königin von Italien (1811)
- Gioacchino Rossini: Adelaide di Borgogna, ossia Ottone, re d'Italia (1817, 27-12, T. Argentina, Roma; G. Schmidt)[31]
- Pietro Generali: Adelaide di Borgogna (1819)
- Ignaz Ritter von Seyfried: Adelheid von Italien (1823, 3-3, Burgtheater, Viena; August von Kotzebue)
- Alessandro Gandini: Adelaide di Borgogna al castello di Canossa (1841, 2-10, T. comunale, Mòdena; Carlo Malmusi)[32]
- Siegfried Wagner: Bruder Lustig (1905, S. Wagner)

Edita de Wessex, primera esposa d'Otó I
- Antonio Draghi: Baldracca (1679)
- Johann Simon Mayr: Adelasia ed Aleramo (1806, 26-12, T. alla Scala, Milà; Luigi Romanelli)

Santa Adelaida de Borgonya, emperadriu, segona esposa d'Otó I
- Antonio Sartorio: L'Adelaide (1672, Pietro Dolfin)
- Pietro Torri: Adelaide (1722, 18-10, Hoftheater, Munic ; Antonio Salvi)
- Nicola Porpora: Adelaide (1723, carnestoltes, T. Alibert, Roma; Antonio Salvi)
- Georg Philipp Telemann: Adelheid, oder Die ungezwungene Liebe (1725, Hoftheater, Bayreuth ; Johann Philipp Praetorius?), singspiel
- Georg Friedrich Haendel: Lotario (1729, 2-12, King's Theatre, Londres; Antonio Salvi)
- Giuseppe Maria Orlandini: Adelaide (1729)
- Antonio Vivaldi: L'Adelaide (1735, carnestoltes, T. Filarmonico, Verona; Antonio Salvi), partitura perduda
- Gioacchino Cocchi: Adelaide (1743)
- Paolo Scalabrini i Filippo Finazzi: Adelaide (1744, 23-7, Theater am Gänsemarkt, Hamburg; Antonio Salvi)[30]
- Ferdinand Kauer: Adelheid, Königin von Italien (1811)
- Gioacchino Rossini: Adelaide di Borgogna, ossia Ottone, re d'Italia (1817, 27-12, T. Argentina, Roma; G. Schmidt)[31]
- Pietro Generali: Adelaide di Borgogna (1819)
- Ignaz Ritter von Seyfried: Adelheide von Italien (1823, 3-3, Burgtheater, Viena; August von Kotzebue)
- Alessandro Gandini: Adelaide di Borgogna al castello di Canossa (1841, 2-10, T. comunale, Mòdena; Carlo Malmusi)[32]

Emperador Otó II del Sacre Imperi Romano-Germànic
- Antonio Lotti: Foca superbo (1716)
- Antonio Lotti: Teofane (1719; Stefano Pallavicini)
- Georg Friedrich Haendel: Ottone, re di Germania (1723, 12-1, King's Theatre, Londres; Nicola Francesco Haym)

Hedwiga de Baviera, esposa del duc Burcard III de Suàbia
Ekkehard II de Sankt Gallen, benedictí a Reichenau
- Johann Joseph Abert: Ekkehard (1878, J. V. von Scheffels)

Duc Enric II de Baviera
Emperador Otó III del Sacre Imperi Romano-Germànic
- Carlo Francesco Pallarolo: Ottone (1694, G. Frigimelica Roberti)

### Regnes itàlics
Pipí d'Itàlia, rei d'Itàlia
- Thomas Arne: King Pepin's campaign (1745)

Ermengarda de Tuscia, marquesa, esposa d'Adalbert I d'Ivrea
Autbert d'Asti, regent
- Francesco Gasparini, Giovanni Maria Cappelli: L'amore politico e generoso della regina Ermengarda (1713, anònim)

Eufemi de Messina, militar sicilià, proclamat emperador
- Michele Carafa: Eufemio di Messina (1822, 26-12, T. Argentina, Roma; Felice Romani)
- Francesco Morlacchi: I saraceni in Sicilia, ovvero Eufemio di Messina (1828, 28-2, T. La Fenice, Venècia; Felice Romani), revisada en 1832 com a Il rinegato
- Giuseppe Persiani: Eufemio di Messina, ovvero La distruzione di Catania (1829, 20-9, T. dal Giglio, Lucca; F. Romani)
- Francesco Morlacchi: Il rinegato (1832, 3, Hoftheater, Dresden; Felice Romani), revisió d'I saraceni in Sicilia (1828)
- Ramon Carnicer i Batlle: Eufemio di Messina, ossia I sarraceni in Sicilia (1832, 14-12, T. del Príncipe, Madrid ; Felice Romani)
- Carolina Uccelli: Eufemio di Messina (1833, Milà)
- Giovanni Pacini: Irene, ossia L'assedio di Messina (1833, 30-11, T. San Carlo, Nàpols; Gaetano Rossi),

Rei Berenguer II d'Itàlia
Adalbert II d'Ivrea, rei d'Itàlia
- Antonio Sartorio: Adelaide (1672, Pietro Dolfin)
- Francesco Gasparini, Giovanni Maria Cappelli: L'amore politico e generoso della regina Ermengarda (1713, anònim)
- Pietro Torri: Adelaide (1722, 18-10, Hoftheater, Munic ; Antonio Salvi)
- Nicola Porpora: Adelaide (1723, carnestoltes, T. Alibert, Roma; Antonio Salvi)
- Georg Philipp Telemann: Adelheid, oder Die ungezwungene Liebe (1725, Hoftheater, Bayreuth ; Johann Philipp Praetorius?)
- Georg Friedrich Haendel: Lotario (1729, 2-12, King's Theatre, Londres; Antonio Salvi)
- Giuseppe Maria Orlandini: Adelaide (1729)
- Antonio Vivaldi: L'Adelaide (1735, carnestoltes, T. Filarmonico, Verona; Antonio Salvi), partitura perduda
- Gioacchino Cocchi: Adelaide (1743)
- Paolo Scalabrini i Filippo Finazzi: Adelaide (1744, 23-7, Theater am Gänsemarkt, Hamburg; Antonio Salvi)[30]
- Ferdinand Kauer: Adelheid, Königin von Italien (1811)
- Gioacchino Rossini: Adelaide di Borgogna, ossia Ottone, re d'Italia (1817, 27-12, T. Argentina, Roma; G. Schmidt)[31]
- Pietro Generali: Adelaide di Borgogna (1819)
- Ignaz Ritter von Seyfried: Adelheide von Italien (1823, 3-3, Burgtheater, Viena; August von Kotzebue)

Adalbert II d'Ivrea, rei d'Itàlia
- Georg Friedrich Haendel: Ottone, re di Germania (1723, 12-1, King's Theatre, Londres; Nicola Francesco Haym)
- Alessandro Gandini: Adelaide di Borgogna al castello di Canossa (1841, 2-10, T. comunale, Mòdena; Carlo Malmusi)[32]

Aleram de Montferrat, marquès
Adelasia, esposa seva
- Johann Simon Mayr: Adelasia ed Aleramo (1806, 26-12, T. alla Scala, Milà; Luigi Romanelli)

Pere IV Candià, dux de Venècia
- Giovanni Battista Ferrari: Candiano quarto (1842)

### Península Ibèrica
Rei Alfons I d'Astúries
- Carlo Francesco Pallarolo: Alfonso primo (1694, M. Noris)

Rei Alfons II d'Astúries, el Cast
- Angelo Tarchi: Il conte di Saldagna (1787, Ferdinando Moretti)
- Niccolò Antonio Zingarelli: Il conte di Saldagna (1794)
- Charles Gounod: Le tribut de Zamora (1881, 1-4, Opéra Garnier, París; Adolphe d'Ennery): el llibret el presenta com Le roi i l'acció és a Astúries al s. X, però l'últim rei que va pagar el tribut fou Alfons II

Rei Fruela II d'Astúries
Rei Alfons IV de Lleó
- Franz Schubert: Alfonso und Estrella (1822, estr. 1854, 25-6, Hoftheater, Weimar ; Franz von Schober)[33]

Rei Garcia I de Lleó
- Albert Lortzing, Georg Meisinger i Carl Haffner: Rolands Knappen, oder Das ersehnte Glück (1849)

Rei Sanç Garcés I de Pamplona
- Francisco Escudero: Zigor! (1967) (com a Urko)

Bernat de Septimània, comte de Barcelona
- Giuseppe Fabbrini: Il Lodovico Pio (1687)

Comte Isern de Ribagorça
Balla, esposa seva
- Enric Morera: Bruniselda (1906, 25-8, T. Prado, Sitges; Artur Masriera) (Balla hi apareix com a Bruniselda)

Guifré el Pilós, comte de Barcelona

Frodoí, bisbe de Barcelona 
- Tomás Bretón: Garín (1892, 14-5, G. T. del Liceu, Barcelona; Cesare Fereal)[34]

Adelaida de Barcelona, abadessa de Sant Joan de les Abadesses,
:identificada erròniament com l'Adalaisa del mite del Comte Arnau
- Enric Morera i Viura: El comte Arnau (1905, 12-10, T. Principal, Barcelona; J. Carner), música incidental per a l'obra de Josep Carner i Puig-Oriol
- Felip Pedrell: El comte Arnau (1904, sense estrenar; Joan Maragall), "festival líric popular en dues parts"
- Isidre Corderas. La fi del comte Arnau (1993, òpera sense estrenar)

#### al-Andalus
Califa Abd-ar-Rahman III de Còrdova
Pelagi de Còrdova, jove cristià, màrtir
- Johann Caspar Ferdinand Fischer: Die lobsingende Unschuld, oder Der um den christlichen Glauben unter dem König Abdarameo gemarterte Pelagius (1721, drama escolar)

Muhammad al-Idrisi, cartògraf i viatger andalusí
- Karol Szymanowski: Król Roger (com a Edrisi)

### Regnes britànics
Leir de Britànnia, rei llegendari dels britons
- Henri Litolff: Le roi Lear (1891, inacabada, Jules i Eugène Adenis)
- Antonio Cagnoni: Rè Lear (1893, estr. 2009, Antonio Ghislanzoni)
- Alberto Ghislanzoni: Rè Lear (1937)
- Vito Frazzi: Rè Lear (1939, Giovanni Papini)
- Aribert Reimann: Lear (1978, Claus H. Henneberg)
- Darijan Bozic: Kralj Lear (1986, D. Bozic)
- Sulxan Nasije: Mepe Liri (1988, Giorgi Aleksije)
- Aulis Sallinen: Kuningas Lear (2000, A. Sallinen)

Rei Malcolm I d'Escòcia
- Giovanni Pacini: Malvina di Scozia (1851, 27-12, Teatro San Carlo, Nàpols; Salvadore Cammarano)[35]

Rei Duncan I d'Escòcia
- John Eccles: Macbeth (1694, masque)
- Richard Leveridge: Macbeth (1702)
- John Abraham Fischer: Macbeth (1780)
- André Hippolyte Chélard: Macbeth (1827)
- Giuseppe Verdi: Macbeth (1847)
- Wilhelm Taubert: Macbeth (1857, Friedrich Hartwig Eggers)
- Ernest Bloch: Macbeth (1910)
- Vincenzo Ferroni: Macbeth (1922)
- Bruno Maderna: Macbeth (1962, coreodrama)
- Herman Koppel: Macbeth (1970)
- Antonio Bibalo: Macbeth (1990)
- Iain Hamilton: The tragedy of Macbeth (1994)
- Salvatore Sciarrino: Macbeth (2002, 6-6, Festspiele, Schwetzingen; S. Sciarrino)
- Norbert Zehm: Cadence Macbeth: the rise of Prince Lulach (2010, 6-11, Tiroler Landestheater, Innsbruck (Àustria); Peter Wolf)

Rei Macbeth d'Escòcia
Gruoch, esposa seva, reina consort
- John Eccles: Macbeth (1694, masque)
- Richard Leveridge: Macbeth (1702)
- John Abraham Fischer: Macbeth (1780)
- André Hippolyte Chélard: Macbeth (1827)
- Giuseppe Verdi: Macbeth (1847)
- Wilhelm Taubert: Macbeth (1857, Friedrich Hartwig Eggers)
- Ernest Bloch: Macbeth (1910)
- Vincenzo Ferroni: Macbeth (1922)
- Bruno Maderna: Macbeth (1962, coreodrama)
- Herman Koppel: Macbeth (1970)
- Josep Soler i Sardà: Macbeth (1989)
- Antonio Bibalo: Macbeth (1990)
- Iain Hamilton: The tragedy of Macbeth (1994)
- Jan Sandström: Macbeth (1996, K. G. Johansson)
- Salvatore Sciarrino: Macbeth (2002, 6-6, Festspiele, Schwetzingen; S. Sciarrino)
- Norbert Zehm: Cadence Macbeth: the rise of Prince Lulach (2010, 6-11, Tiroler Landestheater, Innsbruck (Àustria); Peter Wolf)

Lulach, rei d'Escòcia
- Norbert Zehm: Cadence Macbeth: the rise of Prince Lulach (2010, 6-11, Tiroler Landestheater, Innsbruck (Àustria); Peter Wolf)

Cædmon, monjo poeta
- Peggy Glanville-Hicks: Caedmon (1933)

Teilo de Llandaff, bisbe i sant gal·lès
- William James Mathias: St. Teilo (1963, cantata-masque)

Rei Egbert de Wessex
- Leblanc: Ecbert premier roi d'Angleterre, ou La fin de l'heptarchie (1802, melodrama)

Ecgbert de York, arquebisbe
- Józef Deszczyński: Ekbert, czyli Połączenie się Anglików w jedno królestwo (1810, Ecgbert, o la unió dels anglesos en un poble)

Stigand, arquebisbe de Canterbury
- Frederic Hymen Cowen: Harold or the Norman Conquest

Alfred el Gran, rei anglo-saxó
- Thomas Arne: Alfred (1740 1-8, Drury Lane Theatre, Londres; James Thomson i David Mallett)
- Joseph Kemp: The siege of Isca, or The battles in the West (1810)
- Johann Simon Mayr: Alfredo il Grande, re degli Anglo Sassoni (1819, 26-12, T. della Società, Bèrgam; Bartolomeo Merelli sobre Gaetano Rossi)
- Gaetano Donizetti: Alfredo il grande (1823, 2-7, T. S. Carlo, Nàpols ; Andrea Leone Tottola)[36]
- Johann Philipp Samuel Schmidt: Alfred der Große, König von England (1830, Theodor Körner)
- Friedrich von Flotow: Alfred der Große (1835, T. Körner)
- Joachim Raff: König Alfred (1851, 9-3, Hofteather Weimar; Gotthold Logau)[37]
- Antonín Dvořák: Alfred (1870)
- Nicholas Comyn Gatty: King Alfred and the cakes (1928)

Ealhswith de Mèrcia, esposa d'Alfred el Gran
- Joseph Kemp: The siege of Isca, or The battles in the West (1810)
- Johann Philipp Samuel Schmidt: Alfred der Große, König von England (1830, Theodor Körner)

Guthrum el Vell, rei viking de Danelaw
- Joachim Raff: König Alfred (1851, 9-3, Hofteather Weimar; Gotthold Logau)[37]

Eduard el Vell, rei de Wessex
Edgiva de Kent, tercera esposa seva
- Antonio Orefice: La pastorella al soglio (1710)
- Giuseppe Maria Orlandini: La pastorella al soglio (1717)

Eduí el Bell, rei d'Anglaterra
- Marc' Antonio Zaini: Odoardo (1698, Apostolo Zeno)

Edgard el Pacífic, rei d'Anglaterra
- Marc' Antonio Zaini: Odoardo (1698, Apostolo Zeno), com a Odoardo
- Giovanni Paisiello: Elfrida (1792, 4-11, T. San Carlo, Nàpols; Ranieri de' Calzabigi)
- Johann Simon Mayr: Le due duchesse, ossia La caccia dei lupi (1814, 7-11, T. alla Scala, Milà; Felice Romani)
- Deems Taylor: The King's Henchman (1927, Edna St. Vincent Millay)

Elfrida, esposa seva
- Giovanni Paisiello: Elfrida (1792, 4-11, T. San Carlo, Nàpols; Ranieri de' Calzabigi)Etelred l'Indecís', rei d'Anglaterra
- Richard Wilson: Aethelred the Unready (2011, 22-1, Vassar College, Poughkeepsie, NY; R. Wilson)[38]

Harold Godwinson (Harold II), rei anglo-saxó d'Anglaterra
- Estanislao Mejía: Edith (1912, no estrenada)
- Frederic Hymen Cowen:  Harold or the Norman conquest
- Judith Weir: King Harald's Saga

Edith la Bella, esposa de Harold II
- Estanislao Mejía: Edith (1912, no estrenada)

### Escandinàvia
Ragnar Lodbrok, rei semillegendari de Dinamarca
- Johann Christian Schiefferdecker: Regnerus und Svanvite (1701)[39]

Bjǫrn Járnsíða, fill seu, rei llegendari de Suècia
- Édouard Dupuy: Björn Jernsida (1818, inacabada; Johan David Valerius)[40]

Guthrum el Vell, rei viking de Danelaw
- Joachim Raff: König Alfred (1851, 9-3, Hofteather Weimar; Gotthold Logau)[37]

Rei Sven Tveskæg de Dinamarca
- Reinhard Keiser: La costanza sforzata (1706)

Rei Olaf I de Noruega
- Reinhard Keiser: La costanza sforzata (1706)
- Ragnar Søderlind: Olav Tryggvason (2000, Bjørnstjerne Bjørnson, Knut Jørgen Moe)

Rei Olaf II de Noruega, sant
- Judith Weir: King Harald's Saga

Sant Magnus Erlendsson, senyor de les Òrcades
Rei Eystein I de Noruega
- Peter Maxwell Davies: The martyrdom de St Magnus (1976)

Rei Harald III de Noruega
- Heorhiy Maiboroda: Iaroslav Mudrij
- Judith Weir: King Harald's saga

### Regnes eslaus
Príncep Braslav de la Croàcia de Pannònia
- Eugen Suchoň: Svätopluk
- Alexander Moyzes: Svätopluk (1935, revisat en 1967 com Udatný král' )

Príncep Mislav de Croàcia
- Ivan Zajc: Mislav (1870, 2-10, Hrvatsko Narodno Kazaliste, Zagreb (Croàcia) ; Franjo Marković)[41]

Princesa Wanda, reina llegendària de Polònia
- Karol Kurpiński: Zamek na Czorsztynie, czyli Bojomir i Wanda (1819, 5-3, Varsòvia; Józef Wawrzyniec Krasiński)[42]
- Ferenc Doppler: Wanda (1853)
- Kazimierz Hofmann: Wanda, córka Krakusa (1871)
- Max Vogrich: Vanda (1875)
- Antonín Dvořák: Vanda (1876)
- Henryk Jarecki: Wanda (1881)

Popiel I, rei llegendari de Polònia
- Karol Kurpiński: Czaromysł książę słowiański, czyli Nimfy jeziora Gopło (1818, 27-3, Varsòvia; Alojzy Żółkowski)[42]

Rastislav, Svatopluk I, Svatopluk II,  Mojmír II, reis de la Gran Moràvia 
- Eugen Suchoň: Svätopluk (1960, Ivan Stodola, Eugen Suchoň, Jela Krčméra)

Přemysl, camperol bohemi, fundador de la dinastia regnant
Libuše, princesa bohèmia
- Tomaso Albinoni: Primislao, primo re di Boemia
- František Škroup: Libušin sňatek (fragments: 1835, 6-11, Stavovské divadlo, Praga; completa, 1850, 11-4, Stavovské divadlo, Praga; Josef Krasoslav Chmelenský)
- Bedřich Smetana: Libuše (1872, 11-6, Národní divadlo, Praga; Josef Wenzig)
- Leoš Janáček: Šárka (1887, estr. 1925)
- Zdenĕk Fibich: Šárka (1897)

Ludmila de Bohèmia, duquessa consort de Bohèmia
Duc Bořivoj I de Bohèmia
- Antonín Dvořák: Svatá Ludmila (1901)

Drahomíra, sobirana, esposa de Vratislav I de Bohèmia
Duc Boleslau I de Bohèmia
- Karel Šebor: Drahomíra (1867, Jindřich Böhm)
- Boleslav Vomáčka: Boleslav I (1957, Boleslav Vomáčka)

Rei Esteve I d'Hongria
- Ferenc Erkel: István király
- Rezső Kókai: István király (1942)

Askold i Dir, llegendaris cabdills de Kíev
- Aleksei Verstovski: Громобой (Gromoboi) (1854, estrena: 1857, Moscou ; Dmitri Lenski)[43]

Oleg de Kíev, fundador de la Rus de Kíev
- Carlo Canobbio, Giuseppe Sarti i V. A. Paškevič: НачальноеKókai, управление Олега (Nachalnoie upravlenije Olega, El primer regnat d'Oleg) (1790, 15-10, T. Hermitage, Sant Petersburg; Caterina II de Rússia)
- Aleksei Verstovski: Громобой (Gromoboi) (1854, estrena: 1857, Moscou ; Dmitri Lenski)[43]

Tsar Borís I de Bulgària
Tsar Vladímir de Bulgària
Tsar Simeó I el Gran de Bulgària
- František Zdeněk Skuherský: Vladimír, bohův zvolenec (1863, Josef Václav Frič)

Iaroslau I de Kíev el Savi, gran príncep de Kíev
- Heorhiy Maiboroda: Iaroslav Mudrij
- Julij Mejtus: Jaroslav Mudrij (1973)

Vladimir I, gran príncep de Kíev, i Rogneda de Polotsk, la seva consort
- Domenico Cimarosa: Volodimiro (1787, carnestoltes, T. Regio, Torí; Giandomenico Boggio)[44]
- Gottlob Bierey: Wladimir, Fürst von Nowgorod (1807)
- Aleksandr Serov: Rogneda (1865, Aleksandr N. Serov, Dmitrij Averkiev)
- Jaroslav Doubrava: Křest svatého Vladimíra (1950, El baptisme de Sant Vladimir)

### Imperi Romà d'Orient i regnes orientals
Lleó IV el Khàzar, emperador romà d'Orient
- Johann Adolf Hasse: Il Ruggiero, o vero L'eroica gratitudine (1771, 16-10, Milà; Pietro Metastasio)[22]
- Alessandro Gandini: Ruggiero, ossia L'eroica gratitudine (1820, 4-11, T. di Corte, Mòdena; Pietro Metastasio)[23]

Lleó V l'Armeni, emperador romà d'Orient
- Giuseppe Paganelli: La caduta di Leone, imperator d'Oriente (1723)

Teodora, emperadriu consort, esposa de Teòfil
- Domenico Gabrielli: Teodora Augusta (1686, Adriano Morselli)
- Alessandro Scarlatti: Teodora Augusta (1692, A. Morselli)
- Giuseppe Vignola: Teodora Augusta (1709, A. Morselli)

Emperadriu Zoe Carbonopsina, vídua de Lleó VI el Filòsof 
Emperador Constantí VII Porfirogènit
- Antonio Lotti: La forza del sangue (1711) (Constantí com a Eraclio)
- Luca Antonio Predieri: La Zoe (1736, F. Silvani)[45]

Nicèfor II Focas, emperador romà d'Orient
- Marc' Antonio Ziani: La moglie nemica (1694, Francesco Silvani)
- Antonio Lotti: Foca superbo (1716)
- Luigi Tavelli i Francesco Silvani: Amore e sdegno (1726, carnevale, T. San Cassiano, Venècia ; Michelangelo Boccardi)[29]

Teòfano, emperadriu, esposa de Romà II i de Nicèfor II
- Luigi Tavelli i Francesco Silvani: Amore e sdegno (com a Nicea) (1726, carnevale, T. San Cassiano, Venècia ; Michelangelo Boccardi)[29]

Teofania, filla de l'emperador Romà II, esposa d'Otó II del Sacre Imperi
- Marc' Antonio Ziani: La moglie nemica (1694, Francesco Silvani)
- Antonio Lotti: Foca superbo (1716)
- Antonio Lotti: Teofane (1719)
- Georg Friedrich Haendel: Ottone, re di Germania (1723, 12-1, King's Theatre, Londres; Nicola Francesco Haym)
- Luigi Tavelli i Francesco Silvani: Amore e sdegno (com a Teolinda) (1726, carnevale, T. San Cassiano, Venècia ; Michelangelo Boccardi)[29]

Emperador Basili II
- Antonio Lotti: Foca superbo (1716)
- Antonio Lotti: Teofane (1719)
- Georg Friedrich Haendel: Ottone, re di Germania (1723, 12-1, King's Theatre, Londres; Nicola Francesco Haym), Basili hi apareix com a Emireno.

Emperadriu Zoè Porfirogènita i Romà III
Emperador Constantí IX Monòmac
Teodora. emperadriu
- Antonio Lotti: Il comando non inteso, et ubbidito (1710)
- Domenico Sarro: Il comando non inteso ed obbedito (1713, Nicola Giuvo)

### Àsia
Manas, llegendari heroi kirguís
- Vladimir Aleksandrovič Vlasov: Manas (1946, Kubanyčbek Malikov i Aaly Tokombaev)

#### Califats islàmics
Harun ar-Raixid, califa abàssida de Bagdad
- François-Adrien Boïeldieu: Le calife de Bagdad (1800, 16-9, Opéra-comique Favart, París; Saint-Juste; Claude Godard d’Aucor)
- Thomas Attwood, John Moorehead: Il Bondocani, or The Caliph robber (1800, 15-11, Londres, Covent Garden; Thomas Dibdin)[46]
- Carl Maria von Weber: Abu Hassan (1811, 4-6, Residenztheater, Munic ; Franz Karl Hiemer ; paper parlat)
- Karol Kurpiński: Ruiny Babilonu, czyli Giafar i Zaida (1812, 6-3, Varsòvia; R.-C. Guilbert de Pixérécourt, traduït per . Józef Pawłowski), melodrama[47]
- Henry Rowley Bishop: The Aethiop,or The child of the desert(1812, 6-10, Covent Garden, Londres; William Dimond)
- Giacomo Meyerbeer: Wirt und Gast, oder Aus Scherz Ernst (1813, 6-1, Hofoper, Stuttgart; Johann Gottfried Wollbrück)
- Henry Rowley Bishop: Haroun al-Raschid (1813, Londres; William Dimond), revisió de The Aethiop
- Rayner Taylor, a partir de H. Bishop: The Aethiop, or The child of the desert(1814, 1-1, Chestnut Street T., Filadèlfia, EUA; William Dimond)
- Adalbert Gyrowetz: Aladin, oder Die Wunderlampe (1819, 7-2, Viena ; Ignaz Franz Castelli)
- Saverio Mercadante: Aminta ed Agira (1823, 23-4, T. Comunale, Reggio Emilia; llibretista desconegut), revisió d'Alfonso ed Elissa
- Auguste de Peellaert: Le barmécide, ou Les ruines de Babylone (1825, Brussel·les)
- Thomas S. Cooke: Abou Hassan (1825, 4-4, Drury Lane T., Londres; William Dimond)
- Gioacchino Rossini: Adina, ossia Il califfo di Bagdad (1826, 22-6, Teatro Nacional de São Carlos; Gherardo Bevilacqua-Aldobrandini)[48] com a Il califfo
- Carl Maria von Weber: Oberon (1826, 12-4, Covent Garden T., Londres; James Robinson Planché)
- Karl Guhr: Aladin, oder Die Wunderlampe (1830, Nationaltheater, Frankfurt am Main ; Karl Gollmick)
- Frank Musgrave: The Caliph of Bagdad (1858, 5-4, Londres, Adelphi Theatre; William Brough)[49]
- Rudolf Raimann: Harun al Raschid (1890)
- Felix Draeseke: Fischer und Kalif (1895, estr. 1905, 15-4, Neues Deutsches T., Praga ; F. Draeseke)

Muhammad al-Idrisi, cartògraf i viatger andalusí
- Karol Szymanowski: Król Roger (com a Edrisi)

Rabi'a al-'Adawiyya, mística sufí de Bàssora
- Ludger Vollmer: Crusades (2017, 14-1, Theater Freiburg; Tiina Hartmann)

## Segle XI
Papa Joan XIX
- Vladmir Ivanovič Martijnov: Upražnenija i tancy Gvido (Exercicis i dances de Guido) (1997, 27-6, Loccum, Alemanya; V. Martijnov)

Papa Gregori VII
- Gian Francesco Malipiero: Canossa (1914, 14-1, T. Costanzi, Roma; Silvio Benco), només se'n sent la veu

Papa Urbà II
- Ludger Vollmer: Crusades (2017, 14-1, Theater Freiburg; Tiina Hartmann)

Rei Roger I de Sicília
- Giacomo Meyerbeer: Robert le diable (1831, 21-11, Opéra, Salle La Pelletier, París; Eugène Scribe i Casimir Delavigne), paper mut, Le roi de Sicile

Guido d'Arezzo, monjo i músic italià
- Vladmir Ivanovič Martijnov: Upražnenija i tancy Gvido (1997)

### Península Ibèrica
Comte Guifré II de Cerdanya
Bernat Tallaferro, comte de Besalú
Abat Oliba, monjo i bisbe de Vic
- Jaume Pahissa i Jo: Canigó (1910, 12-6, Plaça de Braus, Figueres; Josep Carner), escena lírica
- Antoni Massana: Canigó (1934, est. 1936, Casal del Metge, Barcelona (amb piano); 1953, 21-5, Gran Teatre del Liceu, Barcelona; Josep Carner) (Bernat, com a Comte Tallaferro)[50]

Almodis de la Marca comtessa consort de Barcelona
Ramon Berenguer I, comte de Barcelona
- Joan Baptista Espadaler i Colomer: Almodis (1916 ca., no estr.)

Rei Sanç I d'Aragó i Pamplona
- Francesco Gasparini: Il miglior d'ogni amore per il peggiore d'ogni odio (1703, tardor, T. San Cassiano, Venècia ; Francesco Silvani)[51]

Rei Garcia V de Pamplona
- Carlo Francesco Pollarolo: La fede ne' tradimenti (1705, Giuseppe Beretta)
- Luca Antonio Predieri: La fede ne' tradimenti (1718, Girolamo Gigli)
- Domenico Sarro: La fede ne' tradimenti (1718, Girolamo Gigli, Giuseppe Papis)
- Luca Antonio Predieri: L'Anagilda (1719, Girolamo Gigli)
- Gaetano Maria Schiassi: La fede ne' tradimenti (1732, Girolamo Gigli, Giuseppe Papis)
- Giuseppe Sarti: L'Anagilda (1758, Det Kongelige Teater; Girolamo Gigli)
- Paolo Scalabrini: L'Anagilda (1772, Kongelige Teater, Copenhaguen; Gerolamo Gigli)[52]

Elvira Menéndez de Melanda, reina consort, esposa d'Alfons V de Lleó
- Giovanni Pacini: Il mulattiere di Toledo (1861, 25-5, T. Apollo, Roma; Giuseppe Cencetti)[53]

Rei Ferran I de Lleó i Castella
- Carlo Francesco Pollarolo: La fede ne' tradimenti (1705, Giuseppe Beretta)
- Jean-Baptiste Stuck: Il gran Cid (1715, Giovanni-Jacopo Alborghetti)[54]
- Francesco Gasparini: Il gran Cid (1717, J. Alberghetti)
- Luca Antonio Predieri: La fede ne' tradimenti (1718, Girolamo Gigli)
- Domenico Sarro: La fede ne' tradimenti (1718, Girolamo Gigli, Giuseppe Papis)
- Luca Antonio Predieri: L'Anagilda (1719, Girolamo Gigli)
- Leonardo Leo: Il Cid (1727)
- Giuseppe Sarti: L'Anagilda (1758, Det Kongelige Teater; Girolamo Gigli)
- Niccolò Piccinni: Il gran Cid (1766, G. Pizzi)
- Antonio Sacchini: Il Cidde (1769, Carnestoltes, T. Argentina, Roma ; Gioacchino Pizzi)[55]
- Paolo Scalabrini: L'Anagilda (1772, Kongelige Teater, Copenhaguen; Gerolamo Gigli)[52]
- Giuseppe Francesco Bianchi: Il gran Cidde (1773, G. Pizzi)
- Antonio Sacchini: Il Cid (1773, 19-1, The King's Theater at Haymarket, Londres; Giovan Gualberto Bottarelli)
- Giovanni Paisiello: Il gran Cid (1775, tardor, T. della Pergola, Florència; Giuseppe Giovacchino Pizzi i Giovan Gualberto Bottarelli)
- Antonio Sacchini: Chimène, ou Le Cid (1783, 18-11, T. du Château, Fointainebleau; Nicolas-François Guillard)
- Giuseppe Farinelli: Il Cid della Spagna (1802)
- Johann Caspar Aiblinger: Rodrigo und Ximene (1821)
- Karl Jakob Wagner: Chimene (1821, 16-12, Hoftheater, Darmstadt; Karl Christian Baur)
- Luigi Savi: Il Cid (1834, Ducale T., Parma ; Jacopo Ferretti)[56]
- Heinrich Neeb: Der Cid (1843, Frankfurt ; Karl Gollmick)[57]
- Louis Schindelmeisser: Der Rächer (1846, Otto Prechtler)
- Giovanni Pacini: Il Cid (1853, 12-3, T. alla Scala, Milà ; Achille de Lauzières)[58]
- Louis Théodore Gouvy: Der Cid (1853, Dresden, no estrenada fins 2011, Staatstheater, Saarbrücken ; Moritz Hartmann)[59]
- Peter Cornelius: Der Cid (1865)[60]
- Willy Böhme: Der Cid (1884, Sachsen-Anhalt ; Alfred Mannkopff)[61]
- Raffaele Coppola: Il Cid (1884, T. Concordia, Cremona ; R. Coppola)[62]
- Jules Massenet: Le Cid (1885, 30-11, Opéra, París; Adolphe-Philippe D'Ennery, Édouard Blau i Louis Gallet)
- Claude Debussy: Rodrigue et Chimène (1893, inacabada)
- Arturo Dúo Vital: El Campeador (1956-1958, sense estrenar; Guillermo Fernández-Shaw Iturralde, Rafael Fernández-Shaw Iturralde)[63]

Rei Sanç II de Castella
Vellido Dolfos, noble lleonès
- Giovanni Pacini: Elisa Valasco (1854, 3-1, T. Apollo, Roma; F. Piave), amb la música de Lorenzino de' Medici[64]

Rei Alfons VI de Castella
- Alessandro Scarlatti? o Carlo Francesco Pollarolo: Alfonso il sesto re di Castiglia (1696, Matteo Noris)
- Joaquín Gaztambide: La conquista de Madrid (1863, 23-12, T. Zarzuela, Madrid ; Luis Mariano de Larra), sarsuela[65]
- Juan Crespo, Manuel Quislant: El Cristo de la Luz (1910, 9-5, T. de las Novedades, Madrid ; Pablo Cases),[66] sarsuela
- Arturo Dúo Vital: El Campeador (1956-1958, sense estrenar; Guillermo Fernández-Shaw Iturralde, Rafael Fernández-Shaw Iturralde),[63] paper mut

Rodrigo Díaz de Vivar, "El Cid"
Ximena Díaz, esposa del Cid
- Jean-Baptiste Stuck: Il gran Cid (1715, Giovanni-Jacopo Alborghetti)
- Francesco Gasparini: Il gran Cid (1717, J. Alberghetti)
- Leonardo Leo: Il Cid (1727)
- Niccolò Piccinni: Il gran Cid (1766, G. Pizzi)
- Antonio Sacchini: Il Cidde (1769, Carnestoltes, T. Argentina, Roma ; Gioacchino Pizzi)[55]
- Giuseppe Francesco Bianchi: Il gran Cidde (1773, G. Pizzi)
- Antonio Sacchini: Il Cid (1773, 19-1, The King's Theater at Haymarket, Londres; Giovan Gualberto Bottarelli)
- Giovanni Paisiello: Il gran Cid (1775, tardor, T. della Pergola, Florència; Giuseppe Giovacchino Pizzi i Giovan Gualberto Bottarelli)
- Antonio Sacchini: Chimène, ou Le Cid (1783, 18-11, T. du Château, Fointainebleau; Nicolas-François Guillard)
- Giuseppe Farinelli: Il Cid della Spagna (1802)
- Tommaso Consalvo: Cimene (1814, Nàpols ; Giovanni Schmidt)
- Johann Caspar Aiblinger: Rodrigo und Ximene (1821, Múnic)
- Karl Jakob Wagner: Chimene (1821, 16-12, Hoftheater, Darmstadt; Karl Christian Baur)
- Luigi Savi: Il Cid (1834, T. Ducale, Parma ; Jacopo Ferretti)
- Nobert Burgmüller: Der Cid (1835, no estrenada ; Christian Dietrich Grabbe)
- Louis Schindelmeisser: Der Rächer (1846, Wiesbaden ; Otto Prechtler)
- Emil Mayer: Der Cid (1848, Linz ; Joseph Karl Schmidt)
- Louis Théodore Gouvy: Der Cid (1853, Dresden, no estrenada fins 2011, Staatstheater, Saarbrücken ; Moritz Hartmann)[59]
- Giovanni Pacini: Il Cid (1853, 12-3, T. alla Scala, Milà ; Achille de Lauzières)[58]
- Peter Cornelius: Der Cid (1865, 21-5, Hoftheater, Weimar ; P. Cornelius)
- George Bizet: Don Rodrigue (1873, inacabada)
- Raffaele Coppola: 'Il Cid (1884, T. Concordia, Cremona ; R. Coppola)[62]
- Jules Massenet: Le Cid (1885, 30-11, Opéra, París; Adolphe-Philippe D'Ennery, Édouard Blau i Louis Gallet)
- Willy Böhme: Der Cid (1884, Sachsen-Anhalt ; Alfred Mannkopff)[61]
- Claude Debussy: Rodrigue et Chimène (1893, inacabada ; Catulle Mendès) ; acabada per Edison Denisov (estrena 1993, Opéra, Lió)
- Ildebrando Pizzetti: Il Cid (1902, sense estrenar ; Annibale Beggi)
- Manuel Manrique de Lara: Rodrigo de Vivar (1906, inacabada)
- Johan Wagenaar: Der Cid (1916, Utrecht)
- Henry Washington Lee: El Cid Campeador (1917, Chicago)
- Arturo Dúo Vital: El Campeador (1956-1958, sense estrenar; Guillermo Fernández-Shaw Iturralde, Rafael Fernández-Shaw Iturralde)[63]
- Jean-Christophe Keck: La fille du Cid (1995, París ; Frank T’Hézan), opereta de cambra.

Elvira Alfons de Castella, filla d'Alfons VI
- Antonio Sacchini: Il Cidde (1769, Carnestoltes, T. Argentina, Roma ; Gioacchino Pizzi)[55]
- Arturo Dúo Vital: El Campeador (1956-1958, sense estrenar; Guillermo Fernández-Shaw Iturralde, Rafael Fernández-Shaw Iturralde),[63] paper mut

Ramon de Borgonya, espòs d'Urraca de Castella
- Georg Friedrich Haendel: Almira (1705; Elvira com a Almira, Ramon com a Raimondo, re di Mauritania)
- Reinhard Keiser: Der durchlauchtige Secretarius, oder Almira, Königin in Castilien (1706)
- Giovanni Paisiello: Il gran Cid (1775, tardor, T. della Pergola, Florència; Giuseppe Giovacchino Pizzi i Giovan Gualberto Bottarelli)
- Xan Carballal: O amor de Afonso Reimúndez (2019, 24-3, Auditorio Municipal “Pascual Veiga”, Mondoñedo; Pepe Peinó)[67]

Elvira Alfons de Castella, filla d'Alfons VI, esposa de Roger II de Sicília
- Georg Friedrich Haendel: Almira (1705; Elvira com a Almira, Ramon com a Raimondo, re di Mauritania)
- Reinhard Keiser: Der durchlauchtige Secretarius, oder Almira, Königin in Castilien (1706)
- Giovanni Paisiello: Il gran Cid (1775, tardor, T. della Pergola, Florència; Giuseppe Giovacchino Pizzi i Giovan Gualberto Bottarelli)

Zaida (muller d'Alfons VI),
- Juan Crespo, Manuel Quislant: El Cristo de la Luz (1910, 9-5, T. de las Novedades, Madrid ; Pablo Cases),[66] sarsuela

Álvar Fáñez, capità d'Alfons VI
- Apolinar Brull: Blanca de Saldaña (1887, 23-11, Teatro-Circo de Price, Madrid ; Ramón Ramírez Lumbreras),[68] sarsuela: "drama lírico en tres actos"

Reina Urraca I de Lleó
- Louis Schindelmeisser: Der Rächer (1846, Otto Prechtler)
- Willy Böhme: Der Cid (1884, Sachsen-Anhalt ; Alfred Mannkopff)[61]
- Arturo Dúo Vital: El Campeador (1956-1958, sense estrenar; Guillermo Fernández-Shaw Iturralde, Rafael Fernández-Shaw Iturralde)[63]
- Xan Carballal: O amor de Afonso Reimúndez (2019, 24-3, Auditorio Municipal “Pascual Veiga”, Mondoñedo; Pepe Peinó)[67]

Rei Garcia I de Galícia
- Joly Braga Santos: Dom Garcia (1971, Natália Correia; cantata escènica)

Arias Gonzalo, cavaller de Zamora, preceptor d'Urraca I
- Arturo Dúo Vital: El Campeador (1956-1958, sense estrenar; Guillermo Fernández-Shaw Iturralde, Rafael Fernández-Shaw Iturralde)[63]

### França actual
Robert I de Normandia el Diable, duc de Normandia
- Giacomo Meyerbeer: Robert le diable (1831, 21-11, Opéra, Salle La Pelletier, París; Eugène Scribe i Casimir Delavigne), paper mut, Le roi de Sicile

Sant Hug de Cluny, abat de Cluny
- Gian Francesco Malipiero: Canossa (1914, 14-1, T. Costanzi, Roma; Silvio Benco)

Adelaida d'Anjou  o Blanca d'Anjou, dama provençal, esposa del comte Guillem I de Provença
- Henri-Montan Berton, Adrien Boieldieu i Rodolphe Kreutzer: Blanche de Provence, ou Le cour des fées (1821, 1-5, Tuiléries, París; E. Théaulon de Lambert, De Rancé)

Ramon IV de Tolosa, comte de Tolosa
- Carlo Pallavicino: La Gierusalemme liberata (1687)
- Carlo Francesco Pallarolo: Gl'avvenimenti d'Erminia e di Clorinda (1693, Giulio Cesare Corradi)
- François i Jacques Foignet: Raymond de Toulouse, ou Le retour de la Terre Sainte (1802)
- Giuseppe Verdi: Jérusalem (1847, com a Le comte de Toulouse)

### Europa central
Emperador Conrad II del Sacre Imperi Romanogermànic
Gisela de Suàbia, esposa seva
- Karl Freiherr von Perfall: Junker Heinz (1886)

Emperador Enric V del Sacre Imperi Romanogermànic
- Johann Baptist Schenk: Erwine von Steinheim (1780, Alois Blumauer)

Lluís de Schauenburg el Saltador, comte de Turíngia
- Adolf Sandberger: Ludwig der Springer (ca. 1897, A. Sandberger)

Rei Boleslau II de Polònia
Mieszko Bolesławowic, fill seu
Sant Estanislau de Cracòvia, bisbe
- Ludomir Aleksander Różycki:  Bolesław Śmiały (1909, Aleksander Bandrowski)

### Flandes i Països Baixos
Comtessa Riquilda d'Hainaut
Comte Arnold III de Flandes
Comte Balduí II d'Hainaut
Comte Robert I de Flandes el Frisó
- Émile Louis Victor Mathieu: Richilde (1888)

Santa Godeleva de Gistel, noble flamenca
- Edgar Tinel: Godelieve (1897, Mathilda Ramboux)

### Illes Britàniques
Brian Boru, rei d'Irlanda
- Julian Edwards: Brian Boru (1896, 19-10, Nova York; Stanislaus Stangé)[69]

Leofric, comte de Mèrcia
'Godiva, esposa seva:
- Ludwig Roselius: Godiva (1933, L. Roselius)

Rei Guillem I d'Anglaterra i duc de Normandia
- George William Torrance: William of Normandy (1858, William Henry Craig)

Miquel Scot, científic escocès
- Franco Battiato: Il cavaliere dell'intelletto (1994, 20-9, Catedral, Palerm ; Manlio Sgalambro)

### Primera Croada
Pere l'Ermità, prevere, predicador de la Primera Croada
- Saverio Mercadante: La schiava saracena ovvero Il campo di Gerosolima (1848, 26-12, T. alla Scala, Milà; Francesco Maria Piave)
- Charles Gounod: La nonne sanglante (1854, 18-10, Opéra, Salle Le Peletier, París; Eugène Scribe i Germain Delavigne)
- Antonín Dvořák: Armida (1904, com a Petr)

Jofré de Bouillon, cavaller franc, cabdill de la Primera Croada i rei de Jerusalem
- Carlo Pallavicino: La Gierusalemme liberata (1687)
- Georg Friedrich Haendel: Rinaldo HWV 7 (1711, 24-2, Queen's Theatre, Londres; Giacomo Rossi), com a Goffredo
- Domenico Sarro: Armida al campo (1718, F. Silvani)
- Tommaso Traetta: Armida (1761, Giacomo Dubrazzo)
- Antonio Sacchini: Armida (1772, carnestoltes, T. Ducale, Milà; Giovanni De Gamerra)
- Vincenzo Righini i Antonio Tozzi: Armida (1782, 23-7, Palau Auersperg, Viena, a partir de Marco Coltellini)
- Giacomo Tritto: Armida (1786)
- Louis-Luc Loiseau de Persuis: La Jérusalem délivrée (1812)
- Gioacchino Rossini: Armida (1817, 11-11, T. San Carlo, Nàpols; Giovanni Schmidt)[70]
- Julius Benedict: Der Alte vom Berge o Die Kreuzfahrer (1847, 5, Praga; Gustav Schilling),[71] com a Conrad
- Saverio Mercadante: La schiava saracena ovvero Il campo di Gerosolima (1848, 26-12, T. alla Scala, Milà; Francesco Maria Piave)
- Antonín Dvořák: Armida (1904, com a Bohumir)
- Azio Corghi: Rinaldo & C. (1997, 31-10, T. Bellini, Catània ; A. Hill, a partir de G. Rossi)[72]
- Judith Weir: Armida (2005, 25-12, Londres, Channel 4; Margaret Williams), òpera per a televisió; com a Goffredo

Ademar de Monteil, legat papal
- Giuseppe Verdi: Jérusalem (1847)

Yaghi-Siyan, governador d'Antioquia
- Giuseppe Verdi: I Lombardi alla prima crociata (com a Acciano)

Rinald d'Este, cavaller italià, net d'Açó II d'Este, participant en la Primera Croada
- Francesca Caccini: Rinaldo innamorato (1623, perduda)
- Marco Marazzoli: L'Amore trionfante dello Sdegno (L'Armida) (1641)
- Jean-Baptiste Lully: Armide (1686, com a Rénaud)
- Carlo Pallavicino: La Gierusalemme liberata (1687)
- John Eccles: Rinaldo and Armida (1698, masque)
- John Dennis: Rinaldo and Armida (1698)
- Charles Hubert Gervais: Suite d'Armide ou Jérusalem délivrée (1704)
- Giovanni Maria Ruggieri: Armida abbandonata (1707, Francesco Silvani)
- Georg Friedrich Haendel: Rinaldo HWV 7 (1711, 24-2, Queen's Theatre, Londres; Giacomo Rossi), com a Goffredo
- Domenico Sarro: Armida al campo (1718, F. Silvani)
- Michele De Falco: Armida abbandonata (1719)
- Henri Desmarest: Renaud, ou La suite d'Armide (1722)
- Carl Heinrich Graun: Armida (1751)
- Giuseppe Sarti: Armida abbandonata (1759, Det Kongelige Teater, Copenhaguen; Leopoldo de Villati)
- Tommaso Traetta: Armida (1761, Giacomo Dubrazzo)
- Giuseppe Scarlatti: Armida (1765, Marco Coltellini)
- Niccolò Jommelli: Armida abbandonata (1770, revisió: 1773)
- Vincenzo Manfredini: Armida (1770)
- Antonio Salieri: Armida (1771, 2-6, Burgtheater o Kärntnertortheater, Viena; Marco Coltellini)
- Antonio Sacchini: Armida (1772, carnestoltes, T. Ducale, Milà; Giovanni De Gamerra)
- Giuseppe Gazzaniga: Armida (1773)
- Johann Gottlieb Naumann: Armida (1773)
- Luigi Maria Baldassare Gatti: Armida (1775)
- Antonio Tozzi: Rinaldo (1775, a partir de G. Bertati)
- Michele Mortellari: Armida (1776)
- Christoph Willibald Gluck: Armide (1777, 23-9, Académie royale de musique, París; Philippe Quinault) com a Rénaud
- Christoph Rheineck: Rinald (1779, Christoph Städele)
- Josef Mysliveček: Armida (1779)
- Luigi Cherubini: Armida abbandonata (1782, 25-1, T. della Pergola, Florència; B. Vitturi)
- Vincenzo Righini i Antonio Tozzi: Armida (1782, 23-7, Palau Auersperg, Viena, a partir de Marco Coltellini)
- Antonio Sacchini: Renaud (1783, 25-2, Académie Royale de Musique, París; Jean-Joseph Lebœuf da Simon-Joseph Pellegrin)
- Franz Joseph Haydn: Armida (1784, 26-2, Esterháza; llibretista desconegut, sobre el poema de T. Tasso)
- Johann Rudolf Zumsteeg: Armide (1785)
- Michele Mortellari: Armida abbandonata (1785)
- Alessio Prati: Armida abbandonata (1785, Gaetano Sertor)
- Giuseppe Sarti: Armida e Rinaldo (1786, 15-1, Hermitage, Sant Petersburg; Marco Coltellini)
- Giacomo Tritto: Armida (1786)
- Pietro Alessandro Guglielmi: Rinaldo (1789)
- Maria Theresia Paradis: Rinaldo und Alcina: die Insel der Verführung (1797)
- Giuseppe Mosca: Rinaldo ed Armida (1799)
- Johann Christian Friedrich Haeffner: Renaud (1801)
- Francesco Bianchi: Armida (1802, L. Da Ponte)
- Gioacchino Rossini: Armida (1817, 11-11, T. San Carlo, Nàpols; Giovanni Schmidt)[70]
- Marie-Félicie-Clémence de Grandval: Le bouclier de diamant (1898)
- Antonín Dvořák: Armida (1904)
- Azio Corghi: Rinaldo & C. (1997, 31-10, T. Bellini, Catània ; A. Hill, a partir de G. Rossi)[72]
- Judith Weir: Armida (2005, 25-12, Londres, Channel 4; Margaret Williams), òpera per a televisió; com a Rinaldo
- Jonathan Dawe: Armide (2008, 27-4, Zankel Hall at Carnegie Hall, Nova York; Heather Raffo)[73]

Tancred de Galilea, cabdill normand a la Primera Croada
- Girolamo Giacobbi: Il Tancredi (1615)
- Claudio Monteverdi: Il combattimento di Tancredi e Clorinda (1623)
- Carlo Pallavicino: La Gierusalemme liberata (1687)
- Carlo Francesco Pallarolo: Gl'avvenimenti d'Erminia e di Clorinda (1693, Giulio Cesare Corradi)
- André Campra: Tancrède (1702, 7-11, París, Opéra; Antoine Danchet)
- Charles Hubert Gervais: Suite d'Armide ou Jérusalem délivrée (1704)
- Giovanni Maria Ruggieri: Armida abbandonata (1707, Francesco Silvani)
- Domenico Sarro: Armida al campo (1718, F. Silvani)
- Giuseppe Sarti: Armida abbandonata (1759, Det Kongelige Teater, Copenhaguen; Leopoldo de Villati)
- Niccolò Jommelli: Armida abbandonata (1770, revisió: 1773)
- Luigi Cherubini: Armida abbandonata (1782, 25-1, T. della Pergola, Florència; B. Vitturi)
- Ignaz Holzbauer: Tancredi (1783, carnestoltes, Neues Hoftheater, Múnic; Balbis)[74]
- Alessio Prati: Armida abbandonata (1785, Gaetano Sertor)
- Louis-Luc Loiseau de Persuis: La Jérusalem délivrée (1812)
- Stefano Pavesi: Tancredi (1812, 18-1, T. alla Scala, Milà; Luigi Romanelli)
- Gioacchino Rossini: Tancredi (1813, 6-2, Venècia, T. La Fenice; Gaetano Rossi, amb afegits de Luigi Lechi)[75]
- Stewart Copeland: Holy Blood and Crescent Moon (1989)
- Lucia Ronchetti: Rivale (2017, 8-10, Staatsoper Unter der Linden, Berlín; L. Ronchetti, a partir d'Antoine Danchets)
- Claudio Ambrosini: Tancredi appresso il combattimento (2019, 26-7, T. Poliziano, Montepulciano ; C. Ambrosini)

Bohemon I d'Antioquia, príncep de Tàrent
- Julius Benedict: Der Alte vom Berge o Die Kreuzfahrer (1847, 5, Praga; Gustav Schilling)[71]
- Saverio Mercadante: La schiava saracena ovvero Il campo di Gerosolima (1848, 26-12, T. alla Scala, Milà; Francesco Maria Piave)

Ramon IV de Tolosa, comte de Tolosa
- Carlo Pallavicino: La Gierusalemme liberata (1687)
- Carlo Francesco Pallarolo: Gl'avvenimenti d'Erminia e di Clorinda (1693, Giulio Cesare Corradi)
- François i Jacques Foignet: Raymond de Toulouse, ou Le retour de la Terre Sainte (1802)
- Giuseppe Verdi: Jérusalem (1847, com a Le comte de Toulouse)
- Julius Benedict: Der Alte vom Berge o Die Kreuzfahrer (1847, 5, Praga; Gustav Schilling)[71]

Hassan-i-Sabbah, cabdill ismailita
- Julius Benedict: Der Alte vom Berge o Die Kreuzfahrer (1847, 5, Praga; Gustav Schilling)[71]

Al-Mustalí, califa fatimita d'Egipte
- Antonio Vivaldi: Armida al campo d’Egitto (1718, 15-2, T. San Moisè, Venècia; Giovanni Palazzi)[76]

### Escandinàvia
Rei Eric I de Dinamarca
- Johann Abraham Peter Schulz: Erik Ejegod (1790, Bagessen)
- F.L.Æ. Kunzen: Erik Ejegod (1798)

Ingegerd Olofsdotter de Suècia, filla del rei Olaf Skötkonung
- Heorhiy Maiboroda: Yaroslav Mudriy

### Estats eslaus
Petar Svačić, rei de Croàcia
Rei Kálmán I d'Hongria
- Jakov Gotovac: Petar Svačić (1969)

Duc Oldric de Bohèmia
- František Škroup: Oldřich a Božena (1828, 14-12, Stavovské divadlo, Praga; J. K. Chmelenský); 2a versió: 1933, 12-2, Stavovské divadlo, Praga

## Àsia
Sugawara no Takasue no musume, escriptora japonesa
- Péter Eötvös: Lady Sarashina (2008, Mari Mezei)

### Amèrica
Huemac, últim rei tolteca, llegendari
- Pascual De Rogatis: Huemac (1916)

## Segle XII
Rei Roger II de Sicília
- Henri-Montan Berton: Roger de Sicile ou, Le roi troubadour (1817)
- Karol Szymanowski: Król Roger (1926, 19-6, T. Wielki, Varsòvia ; Jarosław Iwaszkiewicz)

Rosalia de Palerm, eremita després canonitzada
- Francesco Provenzale: La colomba ferita: opera sacra di S. Rosalia (1670, Giuseppe Castaldo)
- Francesco Gasparini i Flavio Carlo Lanciani: La costanza nell'Amor Divino, ovvero La S. Rosalia (1696, Ottoboni)

Rei Guillem II de Sicília
- Siegfried Wagner: Rainulf und Adelasia (1923, Siegfried Wagner), com a príncep Wilhelm

Rainier de Pisa, mercader, eremita i monjo, sant
- Marianus Königsperger: S. Rainerius noxii pudoris victor (1739)
- Marianus Königsperger: S. Rainerius sacrilegi pudoris victor (1745)

Enric Dandolo, dux de Venècia
- Teodulo Mabellini: I veneziani a Costantinopoli (1844)
- Ludger Vollmer: Crusades (2017, 14-1, Theater Freiburg; Tiina Hartmann)

Guido da Lantriano, cònsol de Milà
- Antonio Buzzi: La lega lombarda (1850, 23-2, T. Principal, Barcelona ; Filippo Meucci), hi apareix com a Jacopo Manfredo.[77]

### Castella i Portugal
Diego Gelmírez, bisbe de Santiago de Compostel·la
Infanta Sança de Castella i de Barcelona
Pedro Froilaz, noble gallec, tutor d'Alfons VII de Lleó
- Xan Carballal: O amor de Afonso Reimúndez (2019, 24-3, Auditorio Municipal “Pascual Veiga”, Mondoñedo; Pepe Peinó)[67]

Teresa Alfons de Lleó, comtessa de Portugal
Rei Alfons I de Portugal
Egas Moniz, tutor d'Alfons I
- Joaquim Casimiro Júnior: Egas Moniz (1862, 7-10, T. de D. Maria II, Lisboa ; J. S. Mendes Leal)

Alfons VII de Lleó, l'Emperador
Berenguera de Barcelona, reina consort
- Joaquim Casimiro Júnior: Egas Moniz (1862, 7-10, T. de D. Maria II, Lisboa ; J. S. Mendes Leal)
- Xan Carballal: O amor de Afonso Reimúndez (2019, 24-3, Auditorio Municipal “Pascual Veiga”, Mondoñedo; Pepe Peinó)[67]

### Al-Àndalus
Averrois, filòsof i metge hispanomusulmà
Ibn Arabi, filòsof andalusí
- Marco Betta: Averroè, "tres escenes melodramàtiques" (1999, T. Vittorio Emmanuele, Messina ; Daniele Martino)[78]

### Aragó, Navarra i Corona d'Aragó
Comte Ramon Berenguer III de Barcelona
- Stefano Pavesi: Egilda di Provenza (1823, 26-12, T. San Carlo, Nàpols; Felice Romani)[79]
- Evangelista Pareira da Costa: Egilda di Provenza (1827, 1, T. São Carlos, Lisboa ; Felice Romani)[80]

Berenguera de Barcelona, filla de Ramon Berenguer III, reina consort de Lleó
- Joaquim Casimiro Júnior: Egas Moniz(1862, 7-10, T. de D. Maria II, Lisboa ; J. S. Mendes Leal)

Rei Alfons I d'Aragó i Pamplona
- Nicolas-Charles Bochsa: Alphonse d'Aragon (1814, 19-8, Opéra-comique, París ; Jean-Marie de Souriguière), "opéra comique"
- Xan Carballal: O amor de Afonso Reimúndez (2019, 24-3, Auditorio Municipal “Pascual Veiga”, Mondoñedo; Pepe Peinó)[67]

Rei Garcia Ramires de Pamplona
- Cristóbal Oudrid: El molinero de Subiza (1870, 21-12, T. de la Zarzuela, Madrid ; Luis Martínez Eguilaz), sarsuela, amb el nom de Gonzalo[81]

Rei Ramir II d'Aragó, el Monjo
- Joaquín Taboada Steger: La campana de Huesca (1912; Juan Redondo Menduiña), sarsuela en un acte.

Rei Alfons el Cast , d'Aragó
Ximena, germana seva
- Leandre Sunyer: Don Alfonso (il Casto) (1859, no estrenada ; J. B. Pietrasanta)[82]

Constança d'Aragó i de Castella, filla seva, casada amb l'emperador Frederic II
- Franco Battiato: Il cavaliere dell'intelletto (1994, 20-9, Catedral, Palerm ; Manlio Sgalambro)

### Occitània
Duc Guillem IX d'Aquitània, sobirà i trobador
- Étienne-Nicolas Méhul: Le prince troubadour, ou Le Grand Trompeur de dames (1813, 24-5, Opéra-comique, Paris ; Alexandre Duval)[83]

Comte Ramon Berenguer III de Barcelona, comte de Provença

Cecília de Provença, filla de Bertran II de Provença, com a Egilda
- Stefano Pavesi: Egilda di Provenza (1823, 26-12, T. San Carlo, Nàpols; Felice Romani)[79]
- Evangelista Pareira da Costa: Egilda di Provenza (1827, 1, T. São Carlos, Lisboa ; Felice Romani)[80]

Amaurí IV de Montfort, noble francès
Pere de Castellnou, legat papal
- Jules De Swert: Die Albigenser (1878, 1-10, Wiesbaden ; Wilhelm Rullmann)[84]
- Otto Feller: Die Albigenser (1895, Kuhnscher Saal, Dortmund; a partir de Lenau)

Jaufré Rudel, trobador provençal

Hodierna o Melissenda de Trípoli, filla o esposa de Ramon II de Trípoli, musa de Jaufré Rudel
- Vincenzo Ferroni: Rudello (1890, 1895, 28-3, Triest ; Modesto Zucchetti)
- Ricardo Castro Herrera: La legènde de Rudel (1906, 1-11, T. Arbeu, México (versió italiana) - 2014, 27-11, T. Ocampo, Morelia (versió original) ; Henri Brody (traductor a l'italià: E. Dognino)[85]
- Adolfo Gandino: Jaufré Rudel (1910, 11-1, T. La Fenice, Venècia ; Carlo Zangarini)
- Kaija Saariaho: L'amour de loin (2000, 15-8, Festsaal, Salzburg ; Amin Maalouf), com a Clémence

Guillem de Cabestany, trobador català
Ramon de Castell Rosselló, noble català
- Alexander Mackenzie: The troubadour (1886, 8-6, Drury Lane T., Londres; Francis Hueffer)
- George Benjamin: Written on skin (2012, 7-7, Festival, Ais de Provença; Martin Crimp); Guillem apareix com a "Boy", Ramon com a Protector

Bertran de Born, trobador occità
- Agnes Tyrrell: Bertran de Born (1880?, sense estrenar; Franz Keim)
- Felix Draeseke: Bertran de Born (1894, sense estrenar ; F. Draeseke)[86]

Ramon VI de Tolosa, comte de Tolosa
Beatriu de Carcassona-Besiers, esposa seva
- Angelo Catelani: Beatrice di Tolosa (1841, 25-11, T. de Corte, Mòdena ; Antonio Peretti)[87]

### França
Rei Lluís VI de França
- Carl Maria von Weber: Euryanthe (1823, 25-10, Kärntnertortheater, Viena; Helmina von Chezy)
- François-Auguste Gevaert: Quentin Durward (1858)

Felip II August, rei de França
- Michele Carafa: Gabriella di Vergy (1816, 3-7, T. del Fondo, Nàpols; Andrea Leone Tottola)
- Saverio Mercadante: Gabriella di Vergy (1828, 8-8, Teatro de São Carlos, Lisboa; Antonio Profumo)
- Gaspare Spontini: Agnese di Hohenstaufen (1827, 28-5, Königsliches Opernhaus, Berlín: només 1r acte; 1829, 12-6, Opernhaus, Berlín: completa ; Ernst Raupach)
- Gaetano Donizetti: Gabriella di Vergy (1838, est. 1869, 29-11, T. San Carlo, Nàpols; Andrea Leone Tottola)[88]
- Hilarión Eslava: La tregua di Ptolemaide (1842, 24-5, T. Principal, Cadis; Bertocchi), partitura perduda
- Michael William Balfe: Il talismano (1874)
- Friedrich Marpurg: Agnes von Hohenstaufen (1874, 14-3, Stadtstheater, Friburg de Brisgòvia ; Ernst Pasqué)
- Camille Saint-Saëns: Gabriella di Vergy (1884, C. Saint-Saëns)

Bernat de Claravall, monjo cistercenc, sant
- Ludger Vollmer: Crusades (2017, 14-1, Theater Freiburg; Tiina Hartmann)

Pere Abelard, filòsof, teòleg i erudit francès
- Henry Charles Litolff: Héloise et Abélard (1872, 17-10, T. des folies dramatiques, París; Clairville i W. Busnach),"[89] opéra comique"
- Gerard Victory: Eloise and Abelard (1973, Dublín)
- Charles Wilson: Héloise and Abelard (1973, 8-9, O'Keefe Centre, Toronto; Eugene Benson)[90]
- Jack Gaughan: Abelard and Heloise (1980, 6, Encompass Music Theatre, Nova York, EUA; Brian Wilson)
- Robert Ward: Abelard and Heloïse (1982, 19-2, Owens Auditorium, Charlotte, EUA ; Jan Hartmann)
- Peter Tahourdin: Héloise and Abelard (1993, 1-3, New Fortune Theatre, Perth, Austràlia; P. Tahourdin)[91]
- Ross Fiddes: Abelard and Heloise (versió de concert: 1998, Newcastle Theatre, Newcastle, Austràlia; escenificada: 2002, 10-10, Christchurch Cathedral, Newcastle; Paul Kavannagh),"[92] a musical drama"
- Stephen Harrison Paulus: Heloise and Abelard (2002, 24-4, Juilliard Opera Center, Nova York; Frank Corsaro)[93]

Heloïsa, amant i esposa d'Abelard, monja
- Henry Charles Litolff: Héloise et Abélard (1872, 17-10, T. des folies dramatiques, París; Clairville i W. Busnach),"[89] opéra comique"
- Franz Hummel: Luzifer (1987)
- Gerard Victory: Eloise and Abelard (1973, Dublín)
- Charles Wilson: Héloise i Abelard (1973, 8-9, O'Keefe Centre, Toronto; Eugene Benson)[90]
- Jack Gaughan: Abelard and Heloise (1980, 6, Encompass Music Theatre, Nova York, EUA; Brian Wilson)
- Robert Ward: Abelard and Heloïse (1982, 19-2, Owens Auditorium, Charlotte, EUA ; Jan Hartmann)
- Ross Fiddes: Abelard and Heloise (versió de concert: 1998, Newcastle Theatre, Newcastle, Austràlia; escenificada: 2002, 10-10, Christchurch Cathedral, Newcastle; Paul Kavannagh),"[92] a musical drama"
- Stephen Harrison Paulus: Heloise and Abelard (2002, 24-4, Juilliard Opera Center, Nova York; Frank Corsaro)[93]

Blondel de Nesle, trobador francès, llegendari company de Ricard I d'Anglaterra 
- André Grétry: Richard Coeur-de-lion (1784, 21-10, Comédie-italienne, París; Jean-Michel Sedaine)
- William Shield: Richard Coeur de Lion (1786, Leonard McNally)
- Anton Friedrich Fischer: Richard Löwenherz (1802)
- Felice Alessandro Radicati: Blondello, ossia Riccardo Cuor di Leone (1816, Leone Andrea Tottola)
- Saverio Mercadante: Ismalia, ossia Morte ed amore (1832, 27-10, T. alla Scala, Milà ; Felice Romani)
- Vicenç Cuyàs: La fattucchiera (1838, 17-7, T. de la Santa Creu, Barcelona ; Felice Romani)[94]
- Ramon Carnicer: Ismalia, ossia Morte ed amore (1838, Madrid ; Felice Romani)
- Stephen Oliver: Blondel (1983, 12-9, Bath ; Tim Rice), musical[95]

### Anglaterra
Rei Enric I d'Anglaterra
Matilde d'Anglaterra, la seva filla
Comte Jofré V d'Anjou
- Thomas Simpson Cooke: The Count of Anjou (1816)

Guillem de Malmesbury, cronista anglès
- Richard Wilson: Aethelred the Unready (2011, 22-1, Vassar College, Poughkeepsie, NY; R. Wilson)[38]

Rei Enric II d'Anglaterra
- Anton Schweitzer: Rosamunde (1780, Christoph Martin Wieland)
- Carlo Coccia: Rosmonda d'Inghilterra (1829, 28-2, T. La Fenice, Venècia; Felice Romani)
- Gaetano Donizetti: Rosmonda d'Inghilterra (1834, 27-2, T. della Pergola, Florència; Felice Romani),[96] com a Enrico II
- Otto Nicolai: Rosmonda d'Inghilterra (1839, 26-11, T. Grande, Trieste ; Felice Romani), estrenada com a Enrico II
- Raffaele Gentili: Rosamonda (1867, M. M. Marcello)
- Felix Draeseke: Bertran de Born (1894, sense estrenar ; F. Draeseke)[86]

Sant Thomas Becket, arquebisbe de Canterbury
- Ildebrando Pizzetti: Assassinio nella cattedrale (1958, 1-3, T. alla Scala, Milà; I. Pizzetti, sobre T. S. Eliot)

 Elionor d'Aquitània, reina consort, esposa d'Enric II d'Anglaterra
- Anton Schweitzer: Rosamunde (1780, Christoph Martin Wieland)
- Carlo Coccia: Rosmonda d'Inghilterra (1829, 28-2, T. La Fenice, Venècia; Felice Romani)
- Gaetano Donizetti: Rosmonda d'Inghilterra (1834, 27-2, T. della Pergola, Florència; Felice Romani)[96]
- Otto Nicolai: Rosmonda d'Inghilterra (1839, 26-11, T. Grande, Trieste ; Felice Romani), estrenada com a Enrico II
- Raffaele Gentili: Rosamonda (1867, M. M. Marcello)
- Gillian KaraweIl Whitehead:  Eleanor of Aquitaine (1982, Fleur Adcock), monodrama
- Carlisle Floyd: Flower and hawk (1972, 16-5, Houston Grand Opera, Houston ; C. Floid), monodrama per a soprano i orquestra

Rosamund Clifford, noble anglesa, amant d'Enric II
- Anton Schweitzer: Rosamunde (1780, Christoph Martin Wieland)

Rosamund Clifford, noble anglesa, amant d'Enric II
Walter Clifford, tutor d'Enric II
- Carlo Coccia: Rosmonda d'Inghilterra (1829, 28-2, T. La Fenice, Venècia; Felice Romani)
- Gaetano Donizetti: Rosmonda d'Inghilterra (1834, 27-2, T. della Pergola, Florència; Felice Romani)[96]
- Otto Nicolai: Rosmonda d'Inghilterra (1839, 26-11, T. Grande, Trieste ; Felice Romani), estrenada com a Enrico II
- Raffaele Gentili: Rosamonda (1867, M. M. Marcello)

Rei Ricard I d'Anglaterra, Cor de Lleó
- Antonio Lotti: Isacio tiranno (1710)
- Carmine Giordani: La vittoria d'amor coniugale (1712)
- Georg Friedrich Haendel: Riccardo Primo, re d'Inghilterra (1727, 11-11, King's Theatre, Londres; Paolo Antonio Rolli)
- André Grétry: Richard Coeur-de-lion (1784, 21-10, Comédie-italienne, París; Jean-Michel Sedaine)
- William Shield: Richard Coeur de Lion (1786, Leonard McNally)
- Anton Friedrich Fischer: Richard Löwenherz (1802)
- Felice Alessandro Radicati: Blondello, ossia Riccardo Cuor di Leone (1816, Leone Andrea Tottola)
- Moritz Hauptmann: Mathilde (1826, 19-2, Hoftheater, Kassel ; Caroline Pichler)
- Giovanni Pacini: Il talismano, o sia La terza Crociata in Palestina (1829, 10-6, T. alla Scala, Milà; Gaetano Barbieri)[97]
- Heinrich Marschner: Der Templer und die Jüdin (com a Black Knight) (1829, 22-12, Dresden, Sächsisches Hoftheater; Wilhelm August Wohlbrück)
- Giuseppe Nicolini: Malek Adel (1830)
- Carl Loewe: Malek-Adhel (1832 ; Caroline Pichler)
- Louis Schindelmeisser: Mathilde (1834 ; Caroline Pichler)[98]
- Heinrich Dorn: Das Banner von England (1841)
- Hilarión Eslava: La tregua di Ptolemaide (1842, 24-5, T. Principal, Cadis; Bertocchi), partitura perduda
- Adolphe Adam: Richard en Palestine (1844, 7-10, Salle Le Peletier, Opéra, París; Paul Foucher)
- Giuseppe Poniatowski: Malek Adhel (1846, D. Bancalari)
- Ventura Sánchez de Madrid: Malek Adel (1851, 29-1, T. Principal, Cadis; Carlo Pepoli)[99][100]
- Giovanni Persiani: Malek-Adhel (1855, 3-6, T. San Ferdinando, Chieti; Francesco Vicoli)
- Friedrich Wilhelm Grund: Mathilde (ca. 1874, sense estrenar)
- Michael William Balfe: Il talismano (1874)
- Sir Arthur Sullivan: Ivanhoe (1891, Julian Russell Sturgis)
- Stephen Oliver: Blondel (1983, 12-9, Bath ; Tim Rice), musical[95]

Berenguera de Navarra, esposa de Ricard I
- Antonio Lotti: Isacio tiranno (1710) (com a Costanza)
- Georg Friedrich Haendel: Riccardo Primo, re d'Inghilterra (1727, 11-11, King's Theatre, Londres; Paolo Antonio Rolli), com a Costanza di Navarra
- Giovanni Pacini: Il talismano, o sia La terza Crociata in Palestina (1829, 10-6, T. alla Scala, Milà; Gaetano Barbieri)[97]
- Giuseppe Nicolini: Malek Adel (1830)
- Heinrich Dorn: Das Banner von England (1841)
- Hilarión Eslava: La tregua di Ptolemaide (1842, 24-5, T. Principal, Cadis; Bertocchi), partitura perduda
- Ventura Sánchez de Lamadrid: Malek Adel (1851, 29-1, T. Principal, Cadis; Carlo Pepoli)[99][100]
- Giovanni Persiani: Malek-Adhel (1855, 3-6, T. San Ferdinando, Chieti; Francesco Vicoli)
- Michael William Balfe: Il talismano (1874)

Matilde, filla d'Enric II
- Moritz Hauptmann: Mathilde (1826, 19-2, Hoftheater, Kassel ; Caroline Pichler)
- Giovanni Pacini: I crociati a Tolemaide, ossia la morte di Malek-Adel (1828, 13-11, T. Grande, Trieste; Calisto Bassi)
- Giuseppe Nicolini: Malek Adel (1830)
- Carl Loewe: Malek-Adhel (1832 ; Caroline Pichler)
- Louis Schindelmeisser: Mathilde (1834 ; Caroline Pichler)[98]
- Giuseppe Poniatowski: Malek Adhel (1846, D. Bancalari)
- Ventura Sánchez de Lamadrid: Malek Adel (1851, 29-1, T. Principal, Cadis; Carlo Pepoli)[99][100]
- Friedrich Wilhelm Grund: Mathilde (ca. 1874, sense estrenar)

Robin Hood, personatge llegendari
- W. H. Birch: The Merrie Men of Sherwood Forest
- William Shield: Robin Hood or Sherwood Forest (1784, Leonard McNally i E. Lysaht)
- Pierre-Alexandre Monsigny: Robin et Marion (inacabada en 1817)
- Heinrich Marschner: Der Templer und die Jüdin (com a Lokslei) (1829, 22-12, Dresden, Sächsisches Hoftheater; Wilhelm August Wohlbrück)
- George Macfarren: Robin Hood (1860)
- Albert Dietrich: Robin Hood (1879)
- Reginald De Koven: Robin Hood (1890, 9-6, Chicago Opera House, Chicago ; Harry B. Smith), òpera còmica
- Sir Arthur Sullivan: Ivanhoe (com a Locksley) (1891, Julian Russell Sturgis)
- Moritz Fall: Robin Hood (1891, opereta)
- Michael Tippett: Robin Hood

Enric II el Jove, rei d'Anglaterra
Duc Geoffroi II de Bretanya
- Felix Draeseke: Bertran de Born (1894, sense estrenar ; F. Draeseke)[86]

Rei Joan I d'Anglaterra
- Adolf von Doss: Jean-sans-Terre (1875)
- Sir Arthur Sullivan: Ivanhoe (com a Prince John) (1891, Julian Russell Sturgis)
- Stephen Oliver: Blondel (1983, 12-9, Bath ; Tim Rice), musical[95]

### Europa central
Conrad III d'Alemanya
- Gustav Schmidt: Die Weiber von Weinsberg (1858, G. Schmidt)

Emperador Frederic I del Sacre Imperi Romanogermànic Barba-roja
- Carl David Stegmann: Heinrich der Löwe (1792, 15-7, Mainzischer Nationaltheater, Magúncia; Heinrich Gottlieb Schmieder)[101]
- Johanna Kinkel: Friedrich Barbarossa in Suza (1840)
- Matteo Salvi: I burgravi (1845)
- Gottfried Herrmann: Barbarossa, oder Die Himmelfahrtsnacht im Kyffhäuser (1846)
- Temistocle Solera: La Liga Lombarda (1847, 18-9, T. del Campillo, Granada; T. Solera)
- Giuseppe Verdi: La battaglia di Legnano (1849)
- Antonio Buzzi: La lega lombarda (1850, 23-2, T. Principal, Barcelona ; Filippo Meucci)[77]
- Edmund Kretschmer: Heinrich der Löwe (1877)
- Victorin de Joncières: Le chevalier Jean (1885)
- Erik Satie: Geneviève de Brabant (1899, José-Patricio Contamine de Latour, òpera per a titelles)

Emperador Enric VI del Sacre Imperi Romanogermànic
- Gaspare Spontini: Agnese di Hohenstaufen(1827, 28-5, Königsliches Opernhaus, Berlín: només 1r acte; 1829, 12-6, Opernhaus, Berlín: completa ; Ernst Raupach)
- Friedrich Marpurg: Agnes von Hohenstaufen (1874, 14-3, Stadtstheater, Friburg de Brisgòvia ; Ernst Pasqué)
- Siegfried Wagner: Rainulf und Adelasia (1923, Siegfried Wagner)

Duc Enric X de Baviera i II de Saxònia
- Ferdinand Kauer: Heinrich der Stolze, Herzog von Sachsen (1806)

Enric el Lleó, príncep alemany, duc de Saxònia i Baviera
- Agostino Steffani: Enrico il Leone (1689, Bartolomeo Ortensio Mauro)
- Carl David Stegmann: Heinrich der Löwe (1792, 15-7, Mainzischer Nationaltheater, Magúncia; Heinrich Gottlieb Schmieder)[101]
- Gaspare Spontini: Agnese di Hohenstaufen (1827, 28-5, Königsliches Opernhaus, Berlín: només 1r acte; 1829, 12-6, Opernhaus, Berlín: completa ; Ernst Raupach)
- Friedrich Marpurg: Agnes von Hohenstaufen (1874, 14-3, Stadtstheater, Friburg de Brisgòvia ; Ernst Pasqué)
- Edmund Kretschmer: Heinrich der Löwe (1877)

Clemència de Zähringen, esposa d'Enric el Lleó
- Carl David Stegmann: Heinrich der Löwe (1792, 15-7, Mainzischer Nationaltheater, Magúncia; Heinrich Gottlieb Schmieder)[101]

Comte Enric V del Palatinat, fill d'Enric el Lleó
Agnès de Hohenstaufen, esposa seva
- Gaspare Spontini: Agnese di Hohenstaufen (1827, 28-5, Königsliches Opernhaus, Berlín: només 1r acte; 1829, 12-6, Opernhaus, Berlín: completa ; Ernst Raupach)
- Friedrich Marpurg: Agnes von Hohenstaufen (1874, 14-3, Stadtstheater, Friburg de Brisgòvia ; Ernst Pasqué)

Albert I de Brandenburg l'Ós, marcgravi de Brandenburg
- Ferdinand Kauer: Albert der Bär, oder Die Weiber von Weinsberg (1806)

Leopold III de Babenberg, marcgravi d'Àustria

Agnès de Francònia, esposa seva
- Ferdinand Kauer: Die Leopoldsjagd (1808)

Leopold V d'Àustria el Virtuòs, duc d'Àustria
- Heinrich Dorn: Das Banner von England (1841)
- Michael William Balfe: Il talismano (1874)
- Stephen Oliver: Blondel (1983, 12-9, Bath ; Tim Rice), musical[95]

Hildegarda de Bingen, abadessa benedictina, escriptora mística i artista
Volmar de Disibodenberg, monjo benedictí, mestre seu
Riquilda de Stade, monja benedictina
Volmar, monjo, mestre d'Hildegarda
- Marta Lambertini: Hildegard (2002, 28-6, Centro Experimental del T. Colón, Buenos Aires ; Elena Vinelli)[102]

Hermann I de Turíngia, landgraf 
- Richard Wagner: Tannhäuser (1845, 19-10, Dresden, Hoftheater, R. Wagner)

Landgraf Lluís IV de Turíngia
- Eduard Lassen: Landgraf Ludwigs Brautfahrt o Le roi Edgard (1857)
- Ferenc Doppler, Ferenc Erkel, Karl Doppler: Erzsébet (1857)

Elisabet d'Hongria, esposa de Lluís IV de Turíngia, santa
- Richard Wagner: Tannhäuser (1845, 19-10, Dresden, Hoftheater, R. Wagner)
(sense ésser-ne la representació, el personatge d'Elisabet s'hi basa)
- Eduard Lassen: Landgraf Ludwigs Brautfahrt o Le roi Edgard (1857)
- Ferenc Doppler, Ferenc Erkel, Karl Doppler: Erzsébet (1857)

Walther von der Vogelweide, poeta alemany
- Richard Wagner: Tannhäuser (1845, 19-10, Dresden, Hoftheater, R. Wagner)
- Eduard Künneke: Walter von der Vogelweide (1945, no estrenada)
- Ludger Vollmer: Crusades (2017, 14-1, Theater Freiburg; Tiina Hartmann)

Tannhäuser, poeta alemany
- Richard Wagner: Tannhäuser (1845, 19-10, Dresden, Hoftheater, R. Wagner)
- Carl Amand Mangold: Tannhäuser (1843-1846)
- August Conradi: Münchhausen mit Tannhäuser und der Sängerkrieg auf der Wartburg (1856)

Wolfram von Eschenbach, poeta alemany
- Richard Wagner: Tannhäuser (1845, 19-10, Dresden, Hoftheater, R. Wagner)
- August Conradi: Münchhausen mit Tannhäuser und der Sängerkrieg auf der Wartburg (1856)

Rei Emeric I d'Hongria
- Rudolf Raimann: Imre Király (1891, Carl Gross)

Rei Andreu II d'Hongria
- Eduard Lassen: Landgraf Ludwigs Brautfahrt o Le roi Edgard (1857)

Gran Duc Leszek I de Polònia, el Blanc, 1194-1227
Goworek, voivoda de Sandomierz
- Józef Elsner: Leszek Biały czyli Czarowinca z Łysej Góry (1809, 2-12, Varsòvia; Ludwik Adam Dmuszewski), llibret perdut[103]

### Escandinàvia
Absaló, bisbe de Roskilde
- Zdenĕk Fibich: Pád Arkuna (1898), refeta com a Dargun (1900)

Stig Tokesen Hvide, cavaller danès
- Ole Olsen: Stig Hvide (1876)

Rei Sverre Sigurdsson
- Rudolf Raimann: König Sverre (1892, Carl Gross)

### Estats orientals i Imperi Romà d'Orient
Guiu de Lusignan, rei de Jerusalem
- Moritz Hauptmann: Mathilde (1826, 19-2, Hoftheater, Kassel ; Caroline Pichler)
- Giovanni Pacini: I crociati a Tolemaide, ossia la morte di Malek-Adel (1828, 13-11, T. Grande, Trieste; Calisto Bassi)
- Giuseppe Nicolini: Malek Adel (1830)
- Carl Loewe: Malek-Adhel (1832 ; Caroline Pichler)
- Louis Schindelmeisser: Mathilde (1834 ; Caroline Pichler)[98]
- Hilarión Eslava: La tregua di Ptolemaide (1842, 24-5, T. Principal, Cadis; Bertocchi), partitura perduda
- Giuseppe Poniatowski: Malek Adhel (1846, D. Bancalari)
- Giovanni Persiani: Malek-Adhel (1855, 3-6, T. San Ferdinando, Chieti; Francesco Vicoli)
- Aribert Reimann: Melusine (1970, Claus Hobe Henneberg)

Conrad de Montferrat, noble italià, rei de Jerusalem
- Saverio Mercadante: Emma d'Antiochia (1833, 8-3, T. La Fenice, Venècia; Felice Romani)

Rei Amalric II de Jerusalem
- Friedrich Wilhelm Grund: Mathilde (ca. 1874, sense estrenar) (com a Lusignan)

Al-Àfdal ibn Salah-ad-Din, soldà de Síria, fill de Saladí
- Niccola Vaccai: Saladino e Clotilde (1828, 4-2, T. alla Scala, Milà; Luigi Romanelli)[104]

Malik Al-Àdil I, soldà d'Egipte i de Síria
- Moritz Hauptmann: Mathilde (1826, 19-2, Hoftheater, Kassel ; Caroline Pichler)
- Giovanni Pacini: I crociati a Tolemaide, ossia la morte di Malek-Adel (1828, 13-11, T. Grande, Trieste; Calisto Bassi)
- Giuseppe Nicolini: Malek Adel (1830)
- Carl Loewe: Malek-Adhel (1832 ; Caroline Pichler)
- Louis Schindelmeisser: Mathilde (1834 ; Caroline Pichler)[98]
- Hilarión Eslava: La tregua di Ptolemaide (1842, 24-5, T. Principal, Cadis; Bertocchi), partitura perduda
- Giuseppe Poniatowski: Malek Adhel (1846, D. Bancalari)
- Giovanni Persiani: Malek-Adhel (1855, 3-6, T. San Ferdinando, Chieti; Francesco Vicoli)
- Friedrich Wilhelm Grund: Mathilde (ca. 1874, sense estrenar)

Averrois, filòsof i metge hispanomusulmà
Ibn Arabi, filòsof andalusí
- Marco Betta: Averroè, "tres escenes melodramàtiques" (1999, T. Vittorio Emmanuele, Messina ; Daniele Martino)[78]

Isaac Comnè, sobirà de Xipre
- Antonio Lotti: Isacio tiranno (1710)
- Carmine Giordani: La vittoria d'amor coniugale (1712)
- Georg Friedrich Haendel: Riccardo Primo, re d'Inghilterra (1727, 11-11, King's Theatre, Londres; Paolo Antonio Rolli)

La Dama de Xipre, filla d'Isaac Comnè
- Antonio Lotti: Isacio tiranno (1710) (com a Pulcheria)
- Georg Friedrich Haendel: Riccardo Primo, re d'Inghilterra (1727, 11-11, King's Theatre, Londres; Paolo Antonio Rolli), com a Pulcheria

Emperador Aleix IV Àngel
- Teodulo Mabellini: I veneziani a Costantinopoli (1844)

+ Siegfried Wagner: Sonnenflammen (1912, est. 1918, S. Wagner)
Emperador Balduí I de Constantinoble
- Teodulo Mabellini: I veneziani a Costantinopoli (1844)
- Pančo Vladigerov: Car Kalojan (1936, Nikolaj Liliev, Fani Popova-Mutafova)

### Estats eslaus
Tsar Kaloian de Bulgària
Tsar Boril de Bulgària
- Pančo Vladigerov: Car Kalojan (1936, Nikolaj Liliev, Fani Popova-Mutafova)

#### Principats russos
Iaroslav Osmomisl, príncep de Halitx
- Józef Elsner: Leszek Biały czyli Czarowinca z Łysej Góry (1809, 2-12, Varsòvia; Ludwik Adam Dmuszewski), llibret perdut[103]

Vladímir III Igorèvitx, príncep de Putivl i Halych 
Vladimir Iaroslàvitx, príncep Galitskij, fill de Iaroslav Osmomisl, príncep de Halitx
- Stanisław Duniecki: Igor (1870, inacabada)
- Alexander Borodin: El príncep Igor (1869-1887, est. 1890, 4-11, T. Marijnskij, S. Petersburg; A Borodin)

Igor Sviatoslàvitx, príncep de Putivl, Novgorod-Seversk i Txèrnigov
- Stanisław Duniecki: Igor (1870, inacabada)
- Alexander Borodin: El príncep Igor (1869-1887, est. 1890, 4-11, T. Marijnskij, S. Petersburg; A Borodin)

Eufrosínia o Iaroslavna, filla de Iaroslav Osmomisl, príncep de Halitx

Kontxakovna, la seva filla
- Stanisław Duniecki: Igor (1870, inacabada)
- Alexander Borodin: El príncep Igor (1869-1887, est. 1890, 4-11, T. Marijnskij, S. Petersburg; A Borodin)

Gran príncep Rúrik II de Kíev
- Józef Elsner: Leszek Biały czyli Czarowinca z Łysej Góry (1809, 2-12, Varsòvia; Ludwik Adam Dmuszewski), llibret perdut[103]

Elisiv de Kíev
- Heorhiy Maiboroda: Iaroslav Mudrij

Príncep Demetri I de Moscou i de Vladímir
- Anton Rubinstein: Дмитрий Донской (Dmitrij Donskoij) (1852, 30-4, Bolxoi T., Moscou; Vladimir Sollogub, Vladimir Zotov)
- Vladimir Nikolaièvitx Kriukov: Dmitrij Donskoij (1947)

Dobrínia Nikítitx, heroïna llegendària de Kíev
- Aleksandr Serov: Rogneda

Iuri II, gran príncep de Vladímir
- Nikolai Rimski-Kórsakov: La ciutat invisible de Kitege i la donzella Fevrònia

## S. XIV

### Itàlia
Marco Querini
Bajamonte Tiepolo, nobles venecians, líders de la conjuració de 1310
- Ventura Sánchez de Lamadrid: La conjuración de Venecia (1840, 2-7, T. Principal, Cadis; Perini)[129]

Marino Faliero, dux de Venècia
- Ludwig Roselius: Doge und Dogaressa (1928, Ludwig Roselius)
- Gaetano Donizetti: Marino Faliero (1835, 19-3, T. Italien, París; Giovanni Emmanuele Bidera)[130]
- Franz von Holstein: Marino Faliero (1878, inacabada)

Marino Badoeri, bisbe de Venècia
- Ludwig Roselius: Doge und Dogaressa (1928, Ludwig Roselius)

Simone Boccanegra, primer Dux de Gènova
Gabriele Adorno, cinquè Dux de Gènova
- Giuseppe Verdi: Simon Boccanegra (1857, 12-3, T. La Fenice, Venècia ; Francesco Maria Piave)
- Giuseppe Verdi: Simon Boccanegra (segona versió: 1881, 24-3, T. alla Scala, Milà ; Arrigo Boito)

Giovanni Boccaccio, escriptor italià
- Franz von Suppé: Boccaccio (1879, (F. Zell, Richard Genée)
- Enric Granados i Campiña: Petrarca (1899, no estrenada ; Apel·les Mestres)
- Joan Manén: Giovanna di Napoli (1902, 22-1, G. Teatre del Liceu, Barcelona; Angelo Bignotti, traduït del de Maurice Chassang)

Francesco Petrarca, poeta
- Pierre-Joseph Candeille: Laure et Pétrarque (1778)
- François-Léonard Rouwijzer: Laure et Pétrarque (1780, Philippe Fabre d'Eglantine)
- Johann Christoph Kienlen: Petrarca und Laura (1816)
- Enric Granados i Campiña: Petrarca (1899, no estrenada ; Apel·les Mestres)

Ginevra degli Armieri, dama florentina
- Ferdinando Paër: Ginevra degli Almieri (1800, 2-9, Kärntnertortheater, Viena; Giuseppe Maria Foppa)
- Mario Peragallo: Ginevra degli Almieri (1937)

Elionor d'Arborea, noble catalana, jutgessa d'Arborea
- Carlotta Ferrari: Eleonora d'Arborea (1871, tardor, Civico Teatro, Càller, Sardenya; C. Ferrari)[131]
- Franco Oppo: Eleonora d'Arborea (1986, 4-7, Anfiteatro Romano, Càller, Sardenya ; Giuseppe Dessì i Marco Gagliardo)

### Milà
Guido della Torre, senyor de Milà
- Alessandro Nini: Ida della Torre (1837)

Mateu I Visconti, duc de Milà
- Michael William Balfe: Bianca, or, The Bravo's bride (1860)

Marc I Visconti, noble i militar milanès
Lodrisi Visconti, noble i militar
- Nicola Vaccai: Marco Visconti (1838, 27-1, T. Regio, Torí; L. Toccagni)
- Errico Petrella: Marco Visconti (1854, D. Bolognese, T. Grossi)

Galeàs I Visconti, duc de Milà
- Alessandro Nini: Ida della Torre (1837)

Assó Visconti, senyor de Milà
- Emilio Arrieta: Azón Visconti, sarsuela gran (1858, 12-11, T. de la Zarzuela, Madrid ; Antonio García Gutiérrez)

Margherita Visconti, noble milanesa
Francesco Pusterla, noble milanès, espòs seu
- Giovanni Pacini: Margherita Pusterla (1856, 25-2, T. San Carlo, Nàpols; Domenico Bolognese)[132]

Luchino Visconti, senyor de Milà
Galeàs II Visconti, senyor de Milà
- Giovanni Pacini: Margherita Pusterla (1856, 25-2, T. San Carlo, Nàpols; Domenico Bolognese)[132]

Joan I Visconti, duc de Milà
Valentina Visconti, filla seva
- Étienne Méhul, acabada per Joseph Daussoigne-Méhul: Valentine de Milan (1807-8, estr.: 1822. 28-11, T. Feydeau, París; Jean-Nicolas Bouilly)

Albert V d'Este, senyor de Ferrara i Mòdena
Maso degli Albizi, polític florentí
- Étienne Méhul, acabada per Joseph Daussoigne-Méhul: Valentine de Milan (1807-8, estr.: 1822. 28-11, T. Feydeau, París; Jean-Nicolas Bouilly), com a "Duc de Ferrare" i "Duc de Florence", respectivament

### Roma
Gian Francesco Brogni, cardenal italià
- Fromental Halévy: La juive (1835, 23-2, Opéra, Paris ; Eugène Scribe)

Joan XXIII de Pisa, antipapa
Papa Gregori XII
- Wilfried Hiller: Wolkenstein (2004)

Cola di Rienzo, tribú de Roma
- John Barnett: Rienzi (1828)
- Richard Wagner: Rienzi (1840, estr. 1842)
- Vladímir Nikítitx Kaixperov: Cola di Rienzi (1863)
- Luigi Ricci-Stoltz: Cola di Rienzi (1880, 21-2, T. La Fenice, Venècia; Giuseppe Carlo Bottura)

Stefano Colonna (1265–1348), figura política de Roma
- Richard Wagner: Rienzi (1840, estr. 1842)
- Vladímir Nikítitx Kaixperov: Cola di Rienzi (1863)
- Luigi Ricci-Stoltz: Cola di Rienzi (1880, 21-2, T. La Fenice, Venècia; Giuseppe Carlo Bottura)

Agnès de Montepulciano, dominica, santa
- Antonio Duni: Santa Inés de Montepoliciano (1727, sarsuela)

Santa Caterina de Siena, dominica, autora mística
- Edgar Tinel: Catharina (1909, Leo Tepe van Heemstede)
- Gustave Doret: Catherine de Sienne (ca. 1940, misteri)

### Nàpols i Sicília
Joana I de Nàpols, reina de Nàpols
- Antonio Granara: Giovanna prima di Napoli (1836)
- Hippolyte Monpou: La reine Jeanne (1840)
- Pier Antonio Coppola: Giovanna prima di Napoli (1842)
- Alessandro Nini: Odalisa (1842)
- Pietro Terziani: Giovanna I regina di Napoli (1844, C. Giuliani)
- Francesco Malipiero: Giovanna di Napoli (1847)
- Moritz Strakosch: Giovanna prima di Napoli (1851)
- Joan Manén: Giovanna di Napoli (1902, 22-1, G. Teatre del Liceu, Barcelona; Angelo Bignotti, traduït del de Maurice Chassang)
- Väinö Raitio: Kaksi kuningatarta (1937-1940, 1944; Lauri Haarla)

Andreu d'Hongria, rei consort de Nàpols, espòs de Joana I
Lluís I de Tàrent, segon espòs de Joana I
- Pier Antonio Coppola: Giovanna prima di Napoli (1842) (Andreu hi apareix com a Ugo; Lluís com a Enrico)
- Pietro Terziani: Giovanna I regina di Napoli (1844, C. Giuliani)
- Francesco Malipiero: Giovanna di Napoli (1847)
- Moritz Strakosch: Giovanna prima di Napoli (1851) (Andreu hi apareix com a Ugo; Lluís com a Riccardo)
- Joan Manén: Giovanna di Napoli (1902, 22-1, G. Teatre del Liceu, Barcelona; Angelo Bignotti, traduït del de Maurice Chassang)

Rei Frederic II de Sicília
- Reinhard Keiser: Der lächerliche Prinz Jodelet (1726, com a Prinz Frederich von Sizilien)

### Regnes ibèrics
Rei Dionís I de Portugal
Elisabet d'Aragó i de Sicília, esposa seva
- Giacomo Antonio Perti: Dionisio, rè di Portogallo (1707)

Infanta Blanca de Portugal, filla d'Alfons III de Portugal
- Alfredo Keil: Donna Bianca (1895, 10-3, Real Teatro de São Carlos, Lisboa ; César Féréal)

Rei Alfons IV de Portugal
- Giacomo Antonio Perti: Dionisio, rè di Portogallo (1707)
- Mariano Vázquez: La perla negra (1858, 30-9, T. de la Zarzuela, Madrid ; Luis Mariano de Larra),[133] sarsuela en tres actes

Constança de Portugal i d'Aragó, filla de Dionís I
- Giacomo Antonio Perti: Dionisio, rè di Portogallo (1707)

Rei Alfons IV de Portugal
Rei Pere I de Portugal
Inês de Castro, amant i esposa de Pere I de Portugal
- Giuseppe Giordani: Ines de Castro (1793, T. La Fenice, Venècia ; Cosimo Giotti)
- Francesco Bianchi: Ines de Castro (1794, 30-5, T. San Carlo, Nàpols ; L. de Sanctis)
- Niccolò Antonio Zingarelli: Ines de Castro (1798)
- Vittorio Trento: Ines de Castro (1803, Regio Teatro, Livorno ; Antonio Gasparini)[134]
- Pietro Carlo Guglielmi: Ines de Castro (1805, T. di Torre Argentina, Roma ; Filippo Tarducci Romano)
- Giuseppe Farinelli, Stefano Pavesi, Niccolò Antonio Zingarelli: Ines de Castro (1806, 11-10, T. San Carlo, Nàpols ; Gaetano Andreozzi)
- Marcos Portugal: Ines de Castro (1810, Roma)
- Stefano Pavesi: Ines de Almeida (1822, T. San Carlo, Nàpols ; Andrea Leone Tottola), com a Inés de Almeida
- Carlos Valentini: Ines de Castro (1827, Real Teatro S. João, Porto)
- Giuseppe Persiani: Ines de Castro (1835, 28-1, T. San Carlo, Nàpols ; S. Cammarano)[135]
- Manuel Inocêncio Liberato dos Santos: Ignes de Castro (1839, 8-7, T. São Carlos, Lisboa)[136]
- Fabio Marchetti: Ines de Castro (1840, 29-2, T. Sociale, Màntua; S. Cammarano)[137]
- Pier Antonio Coppola: Ines de Castro (1841, 26-12, T. São Carlos, Lisboa ; S. Cammarano)
- Francesco Pollini: Ines de Castro (inacabada, m. 1846)
- Luigi Gibelli: Don Pedro di Portogallo' (1849, 30-12, T. Sociale, Novara ; S. Cammarano)
- Giovanni Pacini: Malvina di Scozia (1851, T. San Carlo, Nàpols): per la censura, es canvien els noms dels personatges reials
- Franco Faccio: Ines de Castro (1859)
- Frédéric Gérolt: Inês de Portugal (1864, 2, T..., Nancy ; Duchêne, Nancy, Husson-Lemoine)
- Riccardo Eugenio Drigo: Don Pedro di Portogallo, ossia Ines de Castro (1868, T. Nuovo, Pàdua ; S. Cammarano)
- Franz Kullak: Inez de Castro' (1869, Berlín ; Wilhelm Fellechner)[138]
- Tomás Giribaldi: Inés de Castro (1884, Montevideo, Uruguai, no estrenada ; S. Cammarano)
- Vicent Lleó i Balbastre i Rafael Calleja: Inés de Castro, o Reinar después de morir (1903, 16-3, T. Lírico, Madrid ; José Juan Cadenas, a partir de Luis Vélez de Guevara), sarsuela en tres actes[139]
- Vicent Costa i Nogueras: Inés de Castro (1905, 18-5, T. Eldorado, Barcelona; R. Ginard de la Rosa)[140]
- Rui Coelho: Inês de Castro (1927, T. São Carlos, Lisboa ; António Patrício, a partir d'António Ferreira)
- Renzo Rossellini: La reine morte (1973, Renzo Rossellini a partir d'Henri de Montherlant); Alfons apareix com a Ferrante
- Thomas Pasatieri: Ines de Castro (1976, Baltimore)
- James MacMillan: Ines de Castro (1996, Edimburg)
- Daniel-Lesur: La reine morte (2005, pòstuma)
- Andrea Lorenzo Scartazzini: Wut (2006)
- James Rolfe: Inês, òpera de cambra (2009, 22-2, Queen of Puddings Music Theatre, Toronto, Canadà; Chamber opera; Paul Bentley)

Rei Pere I de Portugal
Pedro V Afonso, bisbe de Porto
- Francisco de Sá Noronha: L'Arco di Sant'Anna (1867)

Constança Manuel, segona esposa de Pere I de Portugal
- Vicent Lleó i Balbastre i Rafael Calleja: Inés de Castro, o Reinar después de morir (1903, 16-3, T. Lírico, Madrid ; José Juan Cadenas, a partir de Luis Vélez de Guevara), sarsuela en tres actes,[139] com a Blanca, infanta de Navarra

Elionor Telles de Menezes, reina consort de Portugal, esposa de Ferran I de Portugal
- João Marcelino Arroio: Leonora Telles (1945)

#### Corona d'Aragó
Elisabet d'Aragó i de Sicília, filla de Pere el Gran d'Aragó
- Giacomo Antonio Perti: Dionisio, rè di Portogallo (1707, Villa de Pratolino ; Antonio Salvi)[141]

Roger de Flor, soldat al servei dels reis d'Aragó
- Ruperto Chapí: Roger de Flor (1878, 11-2, T. Real, Madrid ; Mariano Capdepón)

Arnau II d'Erill i de Mur, baró d'Erill
Constança d'Aragó i d'Entença, esposa de Jaume III de Mallorca
Ot de Montcada i de Pinós, noble català
Ramon Berenguer, comte de Prades 
- Nicolau Guanyabens i Giral: Arnaldo di Erill (1859, 12-5, Gran T. del Liceu, Barcelona ; Joan Cortada i Sala), Constança hi apareix com a Clotilde i el comte de Prades com a Guillem

Arnau Ramon de Biure, abat de Sant Cugat del Vallès
Berenguer de Saltells, assassí de l'abat
- Joan Alavedra: Pedra i sang (2000, 25-12, Monestir, Sant Cugat del Vallès ; Josep M. Jaumà), tragicomèdia musical

Gilabert de Centelles i de Castellet, governador de Mallorca
- Johann Joseph Abert: Die Almohaden (1890, 13-4, Leipzig ; Adolf Krönen)[142]

Benet XIII d'Avinyó, antipapa
- Wilfried Hiller: Wolkenstein (2004, 6-3, Openhaus, Nuremberg ; Felix Mitterer)

Nicolau Eimeric, inquisidor general
- Francesc Cassú: Llull (2006, estr. 2018, 23-11, Auditori, Girona ; Jaume Cabré)[110]

Pere Arnau o Arnau de Montmur, senyor català, base del mite del Comte Arnau, noble del Ripollès
- Felip Pedrell: El comte Arnau (1904, sense estrenar; Joan Maragall), "festival líric popular en dues parts", música incidental sobre el poema de Maragall
- Enric Morera i Viura: El comte Arnau (1905, 12-10, Barcelona, Teatre Principal; Josep Carner), música incidental per a l'obra de teatre de Carner
- Isidre Corderas. La fi del comte Arnau (1993, òpera sense estrenar)

Ramon Vidal de Besalú, trobador
- José Casares: La flor de Besalú (1874 ; Manuel Cañete),[143] sarsuela en tres actes

### Castella
Rei Ferran IV de Castella
- Giacomo Antonio Perti: Dionisio, rè di Portogallo (1707)
- Valentín Zubiaurre: Don Fernando el Emplazado (1869, est. 1871, 12-5, T. Alhambra, Madrid; Ricardo Castelvecchio, Ernesto Palermi)[144]
- Tomás Bretón: El anillo de Fernando IV (1877), sarsuela

Juan y Pedro Carvajal, cavallers de Calatrava, cortesans de Ferran IV de Castella
- Valentín Zubiaurre: Don Fernando el Emplazado (1869, est. 1871, 12-5, T. Alhambra, Madrid; Ricardo Castelvecchio, Ernesto Palermi)

Rei Alfons XI de Castella
- Georges Onslow: L'alcalde de La Vega (1824, 10-8, Opéra-comique, París), com a Roi Alphonse
- Gaetano Donizetti: La Favorite (1840, 2-12, Théâtre de l'Académie Royale de Musique, París; Alphonse Royer i Gustave Vaëz)[145]

Elionor de Guzmán, amant del rei Alfons XI de Castella i mare d'Enric II
- Gaetano Donizetti: La Favorite (1840, 2-12, Théâtre de l'Académie Royale de Musique, París; Alphonse Royer i Gustave Vaëz)[145]

Rei Pere I de Castella, "el Cruel"
- Carlo Francesco Pollarolo: La forza della virtù (1692, 29-12, T. San Giovanni Crisostomo, Venècia ; Domenico David), com a Ferdinando[146]
- Giacomo Antonio Perti: La forza della virtù (1694, T. Malvezzi, Bolonya ; D. David)[147]
- Reinhard Keiser: Die Macht der Tugend (1700, carnaval, Schauplazt am Gänsemarkt, Hamburg ; Friedrich Christian Bressand, a partir de D. David)
- Bernardo Sabadino: La virtù coronata, o sia Il Fernando (1714), com a Fernando
- Francesco Feo: La forza della virtù (1719, 22-1, Nàpols ; Francesco Antonio Tullio)
- Gaetano Donizetti: Maria Padilla (1841, 26-12, T. alla Scala, Milà; Gaetano Rossi),[148] com a Don Pedro, principe di Castiglia
- Hilarión Eslava: Pietro il Crudele (1843, només se'n conserva un cor ; L. Bertocchi)
- Ferdinand Poise: Le Roi Don Pèdre (1857, Eugène Cormon, Eugène Grangé)
- Rafael Taboada y Mantilla: La juglaresa (1867, Madrid ; Ángel Lasso de la Vega),[149] sarsuela
- Manuel Fernández Caballero: El lego de San Pablo (1906, 22-12, T. de la Zarzuela, Madrid ; Manuel Fernández de la Puente),[150] sarsuela

Maria de Padilla, amant i esposa de Pere I de Castella
Blanca de Borbó, reina consort, esposa de Pere I
- Carlo Francesco Pollarolo: La forza della virtù (1692, 29-12, T. San Giovanni Crisostomo, Venècia ; Domenico David);[146] Maria com a Anagilda, Blanca com a Clotilde
- Giacomo Antonio Perti: La forza della virtù (1694, T. Malvezzi, Bolonya ; D. David)[147]
- Reinhard Keiser: Die Macht der Tugend (1700, carnaval, Schauplazt am Gänsemarkt, Hamburg ; Friedrich Christian Bressand, a partir de D. David)
- Bernardo Sabadino: La virtù coronata, o sia Il Fernando (1714); Maria com a Anagilda, Blanca com a Clotilde
- Francesco Feo: La forza della virtù (1719, 22-1, Nàpols ; Francesco Antonio Tullio)
- Gaetano Donizetti: Maria Padilla (1841, 26-12, T. alla Scala, Milà; Gaetano Rossi)[148]
- Pierre-Alexandre-Joseph Doche: Maria Padilla (1837, vodevil)

João Afonso de Albuquerque, noble portuguès, favorit de Pere I de Castella
- Gaetano Donizetti: Maria Padilla (1841, 26-12, T. alla Scala, Milà; Gaetano Rossi)[148]
- Pierre-Alexandre-Joseph Doche: Maria Padilla (1837, vodevil)

Fadrique Alfonso, senyor d'Haro
- Manuel Fernández Caballero: El lego de San Pablo (1906, 22-12, T. de la Zarzuela, Madrid ; Manuel Fernández de la Puente),[150] sarsuela

Rei Enric III de Castella
- Amadeu Vives i Roig: La villana (1927, 1-10, T. de la Zarzuela, Madrid ; Federico Romero, Guillermo Fernández-Shaw), sarsuela gran

Joan de Castella i d'Aragó "el de Tarifa", infant de Castella
- Marco Aurelio Mariali: Gusmano il Buono, ossia L'assedio di Tarifa (1847)
- Gualtiero Sanelli: Gusmano (1857, Giovanni Peruzzini)

Alonso Pérez de Guzmán, noble castellà, conegut com a Guzmán el Bueno
- Marco Aurelio Mariali: Gusmano il Buono, ossia L'assedio di Tarifa (1847)
- Baltasar Saldoni: Guzman il Buono (1855, sense estrenar ; Domingo Anacri)
- Gualtiero Sanelli: Gusmano (1857, Giovanni Peruzzini)
- Tomás Bretón: Guzmán el Bueno (1876, 11, T. de Apolo, Madrid ; Antonio Arnao),[151] òpera en un acte

Pedro Alonso Pérez de Guzmán y Coronel , fill de Guzmán el Bueno, executat davant son pare
- Marco Aurelio Mariali: Gusmano il Buono, ossia L'assedio di Tarifa (1847)
- Gualtiero Sanelli: Gusmano (1857, Giovanni Peruzzini)

Blanca de Castella, infanta, casada amb Pere I de Portugal
- Giuseppe Persiani: Ines de Castro (1835, 28-1, T. San Carlo, Nàpols ; S. Cammarano)

Macías O Namorado, joglar gallec
Hernán Pérez de Padilla, senyor de Porcuna
- Felipe Gutiérrez y Espinosa: Macías (1871, estr. 1977, 9, T. Tapia, San Juan de Puerto Rico ; Martín Travieso y del Rivero)
- Stefano Gobatti: Massias (1900)

### França
Comte Gastó III de Foix
- Jean-Philippe Rameau: La princesse de Navarre (1745, 23-2, Grande Écurie, Palau de Versailles; Voltaire)

Elisabet de França i de Navarra, filla de Felip IV de França, esposa d'Eduard II d'Anglaterra
- Gaetano Donizetti: L'assedio di Calais (1836, 19-11, T. San Carlo, Nàpols, Salvatore Cammarano),[152] esposa d'Eduard III en l'òpera; en realitat, n'era la mare
- Henry Charles Litolff: Les templiers (1886)
- Rudolf Wagner-Régeny: Die Bürger von Calais (1939, Caspar Neher)
- Andrea Lorenzo Scartazzini: Edward II. (2017, Thomas Jonigk)
- George Benjamin: Lessons of love and violence (2018, 10-5, Royal Opera House, Londres; Martin Crimp, a partir de Marlowe)

Margarida de Borgonya i de França, esposa del rei Lluís X de França
- Antonio Luján: Margarita de Borgoña (1849, Granada: no s'estrenà; llibretista desconegut)

Rei Felip VI de França
- Conradin Kreutzer: Der Edelknecht (1842, 21-6, Wiesbaden; Charlotte Birch-Pfeiffe)

Joan I de La Marca, comte de Vendôme
- Francesco Gnecco: Adelaide di Guesclino (1800; hi apareix com a Carlo, duca di Vendôme)

Eustache de Saint-Pierre, Jean d'Aire
Pierre de Wissant i Jacques de Wissant, burgesos de Calais, ostatges al setge de Calais (1346).
- Gaetano Donizetti: L'assedio di Calais (1836, 19-11, T. San Carlo, Nàpols, Salvatore Cammarano)[152]
- Rudolf Wagner-Régeny: Die Bürger von Calais (1939, Caspar Neher)
- Aulis Sallinen: Kuningas lähtee Ranskaan (El rei sortí cap a França) (1984, Paavo Haavikko i Heidi Krüger)

Jean Froissart, cronista francès
- Aulis Sallinen: Kuningas lähtee Ranskaan (El rei sortí cap a França) (1984, Paavo Haavikko i Heidi Krüger)

Rei Joan II de França el Bo
- Francesco Morlacchi: Gianni di Parigi (1818, 29-5, T. alla Scala, Milà; Felice Romani), com a Gianni di Parigi, figlio del re Filipo
- Gaetano Donizetti: Gianni di Parigi (1839, 10-9, T. alla Scala, Milà; Felice Romani)[153]

Guillaume Cale, cabdill dels pagesos durant la Jacquerie de 1358
- Édouard Lalo i Arthur Coquard: La Jacquerie (1895)

Étienne Marcel, cap dels mercaders de París en la revolta de 1358
- Camille Saint-Saëns: Étienne Marcel (1879, 8-2; Grand-Théâtre, Lió; Louis Marie Alexandre Gallet)

Rei Carles V de França
- Camille Saint-Saëns: Étienne Marcel (1879, 8-2; Grand-Théâtre, Lió; Louis Marie Alexandre Gallet)

Duc Lluís I d'Orleans
- Étienne Méhul, acabada per Joseph Daussoigne-Méhul: Valentine de Milan (1807-8, estr.: 1822. 28-11, T. Feydeau, París; Jean-Nicolas Bouilly)

### Illes Britàniques
Rei Eduard II d'Anglaterra
- Gioachino Rossini, Louis Niedermeyer: Robert Bruce (1846, 30-9, Salle Le Peletier, Opéra, París; Alphonse Royer i Gustave Vaëz),[154] pastitx
- Andrea Lorenzo Scartazzini: Edward II. (2017, Thomas Jonigk)
- George Benjamin: Lessons of love and violence (2018, 10-5, Royal Opera House, Londres; Martin Crimp, a partir de Marlowe)

Elisabet de França, reina consort d'Eduard II d'Anglaterra i mare d'Eduard III
- Gaetano Donizetti: L'assedio di Calais (1836, 19-11, T. San Carlo, Nàpols, Salvatore Cammarano),[152] esposa d'Eduard III en l'òpera; en realitat, n'era la mare
- Henry Charles Litolff: Les templiers (1886)
- Rudolf Wagner-Régeny: Die Bürger von Calais (1939, Caspar Neher)
- Andrea Lorenzo Scartazzini: Edward II. (2017, Thomas Jonigk)
- George Benjamin: Lessons of love and violence (2018, 10-5, Royal Opera House, Londres; Martin Crimp, a partir de Marlowe)

Piers Gaveston, noble anglès, amant i favorit d'Eduard II d'Anglaterra
- Andrea Lorenzo Scartazzini: Edward II. (2017, Thomas Jonigk)
- George Benjamin: Lessons of love and violence (2018, 10-5, Royal Opera House, Londres; Martin Crimp, a partir de Marlowe)

Roger Mortimer, comte de March, regent d'Anglaterra i amant d'Elisabet de França, reina consort d'Anglaterra
- James Paisible: King Edward III. (1700)
- Giacomo Gotifredo Ferrari: Isabelle de Salisbury (1791)
- Gaetano Donizetti: L'assedio di Calais (1836, 19-11, T. San Carlo, Nàpols, Salvatore Cammarano)[152]
- Aulis Sallinen: Kuningas lähtee Ranskaan (El rei sortí cap a França) (1984, Paavo Haavikko i Heidi Krüger)
- George Benjamin: Lessons of love and violence (2018, 10-5, Royal Opera House, Londres; Martin Crimp, a partir de Marlowe)

Rei Eduard III d'Anglaterra
- James Paisible: King Edward III. (1700)
- Giacomo Gotifredo Ferrari: Isabelle de Salisbury (1791)
- Gaetano Donizetti: L'assedio di Calais (1836, 19-11, T. San Carlo, Nàpols, Salvatore Cammarano)[152]
- Aulis Sallinen: Kuningas lähtee Ranskaan (El rei sortí cap a França) (1984, Paavo Haavikko i Heidi Krüger)
- George Benjamin: Lessons of love and violence (2018, 10-5, Royal Opera House, Londres; Martin Crimp, a partir de Marlowe), com a "Young King".

Felipa d'Hainaut, reina consort, esposa seva
- Aulis Sallinen: Kuningas lähtee Ranskaan (El rei sortí cap a França) (1984, Paavo Haavikko i Heidi Krüger)

Eduard de Woodstock, el "Príncep Negre"
- Johann Peter Salomon: Windsor Castle, or The Fair Maid of Kent (1796, William Pearce)

Joana de Kent, esposa d'Eduard de Woodstock, el «Príncep Negre»
- Johann Peter Salomon: Windsor Castle, or The Fair Maid of Kent (1796, William Pearce)
- Alan Dudley Bush: Wat Tyler (1952)

William de Montacute, segon comte de Salisbury
Elizabeth de Mohun, comtessa consort
- James Paisible: King Edward III. (1700)
- Giacomo Gotifredo Ferrar: Isabelle de Salisbury (1791)

Rei Ricard II d'Anglaterra
- Reginald De Koven: The Canterbury pilgrims
- Alan Dudley Bush: Wat Tyler (1952)

Rei Robert I d'Escòcia, "Robert the Bruce"
- Charles Simon Catel: Wallace, ou Le ménestrel écossais (1817, 24-3,Opéra-comique, París; Jean-Victor Fontanes de Saint-Marcellin)[155]
- Giovanni Pacini: Vallace, o sia L'eroe scozzese (1820, 14-2, T. alla Scala, Milà; Felice Romani)
- Gioachino Rossini, Louis Niedermeyer: Robert Bruce (1846, 30-9, Salle Le Peletier, Opéra, París; Alphonse Royer i Gustave Vaëz)[154]
- Adolf von Doss: Robert Bruce (1878, Dialogoper)

William Wallace, cavaller escocès, conegut com a Braveheart
- Charles Simon Catel: Wallace, ou Le ménestrel écossais (1817, 24-3,Opéra-comique, París; Jean-Victor Fontanes de Saint-Marcellin)[155]
- Giovanni Pacini: Vallace, o sia L'eroe scozzese (1820, 14-2, T. alla Scala, Milà; Felice Romani)

James Douglas, senyor de Douglas, soldat escocès, conegut com a "Black Douglas"
- Gioachino Rossini, Louis Niedermeyer: Robert Bruce (1846, 30-9, Salle Le Peletier, Opéra, París; Alphonse Royer i Gustave Vaëz)[154]

Geoffrey Chaucer, poeta anglès 
- Reginald De Koven: The Canterbury pilgrims

Wat Tyler, cabdill anglès d'una revolta de pagesos
- Alan Dudley Bush: Wat Tyler (1952)

Christine Carpenter, mística anglesa, eremita de Shere
- Robert Saxton: Caritas' (1991)

Enric IV d'Anglaterra
- Baldassare Galuppi: Il re alla caccia (1763, tardor, T. San Samuele, Venècia; Carlo Goldoni), "dramma giocoso"[156]
- Ignaz von Seyfried: Die rote und die weisse Rose (1810, 19-10, T. an der Wien, Viena; Ignaz Franz Castelli); Enric hi apareix com a comte de Derby el 1399, però els fets no corresponen a la història real
- Johann Simon Mayr: La rosa bianca e la rosa rossa (1813, 21-2, T. San Agostino, Gènova; Felice Romani); Enric hi apareix com a comte de Derby el 1399, però els fets no corresponen a la història real

Richard Whittington, mercader i banquer anglès

### Flandes i Països Baixos
Comte Lluís II de Flandes
- Daniel Auber: Les chaperons blancs (1836, 9-4, Opéra-Comique, Salle de la Bourse, París; Eugène Scribe)[157]
- Auguste de Peellaert: Louis de Male (1838, T. La Monnaie, Brussel·les; Jacques Vanderbelen i Eugène Vanderbelen)
- François-Auguste Gevaert: Hugues de Zomerghem (1848) (com a Louis de Male)

### Europa central
Guillem Tell, heroi nacional suís (hi ha dubtes sobre la seva historicitat)
Albrecht Gessler, lloctinent imperial a Suïssa, potser llegendari
- Giovanni Domenico Freschi: Il cittadino amante della patria, overo Il Tello (1680)
- André Grétry: Guillaume Tell (1791, 9-4, Comédie-italienne, París; Jean-Michel Sedaine, sobre Antoine-Marin Lemierre)
- Benjamin Carr: The archers, or The mountaineers of Switzerland (1796, 18-4, John Street Theatre, Nova York ; William Dunlap)[158]
- Adolphe Adam: Les trois cantons, ou La Confédération suisse (1829, 16-6, T. du Vaudeville, París; Ferdinand de Villeneuve, Charles Désiré Dupeuty), "comédie en tres actes"
- Gioachino Rossini: Guillaume Tell (1829, 3-8, Opéra, París; Étienne de Jouy i Hippolyte Bis)[159]
- Ramon Carnicer i Batlle: Guglielmo Tell (1834, 11, Madrid; partitura perduda)[160]
- Gustave Doret: Tell (1914)

Arnold von Winkelried, heroi suís, probablement llegendari
Petermann von Gundoldingen, comandant de l'exèrcit suís
- Louis Lacombe: Winkelried (1892)

Heinrich Seuse, místic alemany
- Waldemar von Baussnern: Dichter und Welt (1897, 4-6, Grossherzogliches Hoftheater, Weimar; Julius Petri)

Valdemar de Brandenburg el Gran, marcgravi de Brandenburg
- Paul Höffer: Der falsche Waldemar (1934)

Rodolf II, comte palatí del Rin
- Ignaz Holzbauer: Günther von Schwarzburg (1777, 5-1, Hoftheater, Mannheim; Anton Klein)[161]

Joan el Cec, rei de Bohèmia
- Aulis Sallinen: Kuningas lähtee Ranskaan (El rei sortí cap a França) (1984, Paavo Haavikko i Heidi Krüger)

Günther von Schwarzburg, rei alemany
Carles IV del Sacre Imperi Romanogermànic

Elisabet de Bohèmia, reina consort, mare de Carles IV 
- Ignaz Holzbauer: Günther von Schwarzburg (1777, 5-1, Hoftheater, Mannheim; Anton Klein),[161] la reina com a Asberta

Emperador Venceslau I d'Alemanya
Sofia de Baviera, segona esposa seva
- Carl Loewe: Johann Huss (1840, oratori)
- Emil Hlobil: Král Václav IV. (1981)

Duc Leopold III d'Àustria
- Benjamin Carr: The archers, or The mountaineers of Switzerland (1796, 18-4, John Street Theatre, Nova York ; William Dunlap)[158]
- Karol Kurpiński: Jadwiga, królowa Polska (1814, 23-12, Teatr Warszawskim, Varsòvia; J.U. Niemcewicz)[47]

### Regnes eslaus i balcànics
Rei Venceslau IV de Bohèmia
Sofia de Baviera, segona esposa seva
- Carl Loewe: Johann Huss (1840, oratori)
- František Zdeněk Skuherský: Smrt krále Václava IV. (1868, inacabada; Josef Wenzig)
- Emil Hlobil: Král Václav IV. (1981)

Rei Ladislau I de Polònia, 1320-33
- Józef Elsner: Król Łokietek, czyli Wiśliczanki (1818, 3-4, Teatr Narodowy, Varsòvia; Ludwik Adam Dmuszewski)[162]

Reina Eduvigis de Polònia
- Karol Kurpiński: Jadwiga królowa Polska (1814)
- Henryk Jarecki: Jadwiga, królowa polska (1886)

Dymitr de Goraj, noble polonès
- Henryk Jarecki: Jadwiga, królowa polska (1886)

Rei Ladislau II Jagelló, gran duc de Lituània
- Karol Kurpiński: Jadwiga, królowa Polska (1814, 23-12, Teatr Warszawskim, Varsòvia; J.U. Niemcewicz)[47]
- Józef Elsner: Jagiełło w Tenczynie (1820, 1-1, Teatr Narodowy, Varsòvia; Aleksander Chodkiewicz)[163]
- Henryk Jarecki: Jadwiga, królowa polska (1886)

Anna de Celje, segona esposa seva
- Józef Elsner: Jagiełło w Tenczynie (1820, 1-1, Teatr Narodowy, Varsòvia; Aleksander Chodkiewicz)[163]

Duc Siemowit IV de Masòvia
- Karol Kurpiński: Jadwiga królowa Polska (1814)

Konrad von Wallenrode, gran mestre de l'Orde Teutònic
- Karol Kurpiński: Jadwiga, królowa Polska (1814, 23-12, Teatr Warszawskim, Varsòvia; J.U. Niemcewicz)[47]
- Amilcare Ponchielli: I lituani (1874, 7-3, T. alla Scala, Milà; Antonio Ghislanzoni), el personatge Walter és Wallenrode, que hi apareix com a "Corrado Wallenrod"
- Ignacy Feliks Dobrzyński: Konrad Wallenrod (Krzyżacy) (1865, inacabada)
- Władysław Żeleński: Konrad Wallenrod (1885, Zygmunt Sarnecki, Władyslaw Noskowski)

Esteve Dušan el Poderós, rei de Sèrbia (1331-1355)
- Davorin Jenko: Dušan Silni (1890)

Miloš Obilić, cavaller serbi, potser llegendari
- Petar Konjović: Ženidba Miloša Obilića/Vilin veo (1917)

### Escandinàvia
Santa Brígida de Suècia, religiosa i fundadora sueca
- Väinö Raitio: Kaksi kuningatarta (1937-1940, 1944; Lauri Haarla)
- Daniel Börtz: Den heliga Birgittas död och mottagande i himmelen  (Mort i pujada al cel de Santa Brígida) (1973)
- Sven-David Sandström: På Finsta sommaren år 1316 (A Finsta, l'estiu de l'any 1316) (1973)
- Carl Unander-Scharin: Byrgitta (2003, 26-7, castell, Vadstena, Suècia; Magnus Carlbring)

Valdemar IV de Dinamarca, rei de Dinamarca entre 1340 i 1375 
- Andreas Hallén: Valdemarskatten

### Imperi Romà d'Orient
Chiara Zorzi, duquessa vídua d'Atenes
Bartolomeo Contarini, amant seu
Francesc I Acciaiuoli, duc d'Atenes
- Henri Février: Gismonda (1918) (la duquessa s'identifica amb Gismonda; Contarini amb Zaccaria Franco)

Andrònic II Paleòleg, emperador
- Joan Altisent: En Tirant lo Blanc a Grècia (1958, Joan Sales)

Andrònic II Paleòleg, emperador
Miquel IX Paleòleg, príncep
Maria de Bulgària
- Ruperto Chapí: Roger de Flor (1878, 11-2, T. Real, Madrid ; Mariano Capdepón)

### Imperi otomà
Osman I, soldà otomà
- Paraixkev Hadjiev: Lud Gidija (1959, 30-11, Opera, Sòfia (Bulgària) ; Ivan Genov)[164]

## S. XV

### Estats italians
Francesc Foscari, dux de Venècia
Jacopo Foscari, son fill
Lucrezia Contarini, esposa de Jacopo
Giacomo Loredan, noble venecià
- Giuseppe Verdi: I due Foscari (1844, Francesco M. Piave)
- Mateo Torres Serrato: Los dos Foscari (1863)
- Max Zenger: Die Foscari (1863, 11-1, Königlich Hof- und Nationaltheater, Munic ; Gustav H. Gans zu Putlitz)

Antonio Loredan, noble venecià, cabdill de la defensa de Shköder
- Ndre Zadeja: Rrethimi i Shkodrës (1937?, Seminarin Papnor të jezuitëve Teatrit, Shköder ; N. Zadeja)

Poliziano (Angelo Ambrogini), poeta i humanista italià
- Ruggero Leoncavallo: I Medici (1893, 10-11, T. Dal Verme, Milà; R. Leoncavallo)

Cosme de Mèdici, governant de Florència
- Fromental Halévy: Guido et Ginevra (1838)

Julià de Mèdici, fill de Lorenzo el Magnífic 

Llorenç de Mèdici, "Llorenç el Magnífic", estadista italià
- Ruggero Leoncavallo: I Medici (1893, 10-11, T. Dal Verme, Milà; R. Leoncavallo)

Girolamo Savonarola, predicador florentí
- Sir Charles Villiers Stanford: Savonarola (1884)
- Torsten Rasch: Die Formel (2018, 2-3, Stadttheater Bern, Berna; Doris Reckewell)[165]

Fra Angelico, pintor i frare florentí
- Paul Hillemacher: Fra Angelico (1924, quadre musical en un acte)

Silvestro Badoli, podestà de Florència
- Giovanni Pacini: Isabella ed Enrico (1824, 12-6, T. alla Scala, Milà; Luigi Romanelli)

Giovan Battista da Montesecco, condottiero

Francesco Salviati, arquebisbe de Pisa
- Franz Lachner: Benvenuto Cellini, oder Der Guss des Perseus (1849)
- Ruggero Leoncavallo: I Medici (1893, 10-11, T. Dal Verme, Milà; R. Leoncavallo)

Miquel Àngel Buonarotti, artista
- Nicolas Isouard: Michel-Ange (1802, 11-2, T. Opéra-comique, París; Delrieu)
- Teodulo Mabellini: Rolla (1840)
- Federico Ricci: Luigi Rolla (Michelangelo e Rolla) (1841, Salvatore Cammarano)
- Giovanni Bottesini: L'asedio di Firenze (1856)
- Rafael Taboada, Ángel Rubio: El laurel de oro (1877, 16-5, T. de Eslava, Madrid ; Salvador M. Granés, Calisto Navarro),[166] sarsuela
- Alfred Mendelsohn: Michelangelo (1964)
- Sylvano Bussotti: Nottetempo (1976)
- Benet Casablancas: L'enigma di Lea, com a Michele (2019, 9-2, Gran T. del Liceu, Barcelona ; Rafael Argullol)[167]

Vittoria Colonna, noble i escriptora
- Adolphe Adam: The Dark Diamond (1832, 5-11, Covent Garden, Londres; Thomas Wade)[168]
- Sylvano Bussotti: Nottetempo (1976)

Tommaso de' Cavalieri, noble i col·leccionista d'art
- Sylvano Bussotti: Nottetempo (1976)

Nicolau III d'Este, senyor de Ferrara
Laura Malatesta, coneguda com a Parisina, la seva esposa
Hug d'Este, fill de Nicolau i amant de Laura
- Gaetano Donizetti: Parisina d'Este (1833, 17-3, T. della Pergola, Florència; Felice Romani),[169] Nicolau hi apareix com a Azzo; Laura com a Parisina
- Tomás Giribaldi: La Parisina (1878, -9 ; T. Solís, Montevideo, Uruguai ; Felice Romani), partitura perduda
- Pietro Mascagni: Parisina (1913, 15-12, T. alla Scala, Milà ; Gabriele D'Annunzio)
- Giacomo Orefice: Ugo e Parisina (1915)

Francesca Bentivoglio, noble bolonyesa
Galeotto Manfredi, senyor de Faenza
- José Francisco Arroyo: Francesca Bentivoglio (1848, no estrenada)

Felip Maria Visconti, senyor de Milà, espòs de Beatrice di Tenda
- Georg Bronner: Beatrix (1702)
- Vincenzo Bellini: Beatrice di Tenda (1833, 16-3, T. La Fenice, Venècia; F. Romani)

Francesco Bussone da Carmagnola, militar del ducat de Milà
- Ambroise Thomas: Le comte de Carmagnola (1841, Eugène Scribe)

Beatrice di Tenda, noble italiana, senyora de Milà
- Georg Bronner: Beatrix (1702)
- Vincenzo Bellini: Beatrice di Tenda (1833, 16-3, T. La Fenice, Venècia; F. Romani)

Francesc I Sforza, duc de Milà
- Vincenzo Battista: Margherita d'Aragona (1844)

Lluís Maria Sforza, duc de Milà
- Lars Johan Werle: Lionardo (1988, Claes Fellbom)

Blanca Maria Sforza, princessa de Milà, esposa de l'emperador Maximilià I
- Beomseok Yi: Maximilian (2019, 3-1, Tiroler Festspiele, Erl ; Robert Prossen)[170]

Leonardo da Vinci, artista
- Joseph Augustine Wade: The Pupil of Da Vinci (1839, M. Lemon)
- Ebbe Hamerik: Leonardo da Vinci (1932)
- Paul Dessau: Einstein (1974)
- Francesco Hoch: Leonardo e/und Gantenbein (1985)
- Lars Johan Werle: Lionardo (1988, Claes Fellbom)

Lisa del Giocondo, dona italiana, model de Leonardo da Vinci
Francesco dal Giocondo, mercader florentí
- Max von Schillings: Mona Lisa (1915, Beatrice Dovsky, com a Mona Fiordalisa)
- Lars Johan Werle: Lionardo (1988, Claes Fellbom)

Juli II, papa
- Sylvano Bussotti: Nottetempo (1976)

Giordano Bruno, filòsof
- Sjarhej Al'bertavi Kartės: Džordano Bruno (1973, est. 1977)
- Paul Dessau: Einstein (1974)
- Mauricio Sotelo: Bruno o el teatro de la memoria (1994-, inacabada; José Ángel Valente, Giordano Bruno)
- Doru Popovici: Giordano Bruno (2003, D. Popovici)
- Francesco Filidei: Giordano Bruno (2015, Stefano Busellato)

Lorenzo Giustiniani, arquebisbe de Venècia i sant
- Marianus Königsperger: Sanctus Laurentius Justinianus (1737)

Alessandro Sforza, senyor de Pesaro
Sigismondo Pandolfo Malatesta, senyor de Rímini
- Alexei Fiodoròvitx L'vov: Bianca und Gualtiero (1845)

Reina Joana II de Nàpols
Marino Boffa, canceller de Nàpols
- Carlo Coccia: Giovanna II regina di Napoli (1840, 12-3, T. alla Scala, Milà ; Gaetano Rossi)[171]
- Enrico Petrella: Giovanna di Napoli (1869, A. Ghislanzoni)

Rei Ferran I de Nàpols
- Gaetano Donizetti: L'ange de Nisida (1839, estr. 2018, 18-6, Royal Opera House, Londres; Alphonse Royer, Gustave Vaëz)[172]

### Corona d'Aragó
Alfons el Benigne, rei de la Corona d'Aragó
Elionor de Castella i Portugal, esposa seva
- Matilde Salvador i Segarra: Vinatea (1974, 19-1, Gran T. del Liceu, Barcelona ; Xavier Casp)

Francesc de Vinatea, noble valencià oposat a Alfons el Benigne
- Matilde Salvador i Segarra: Vinatea (1974, 19-1, Gran T. del Liceu, Barcelona ; Xavier Casp)

Carles de Viana, príncep d'Aragó i de Navarra
- Tomás Fernández Grajal: El príncipe de Viana (1885, 2-2, T. Real, Madrid ; Mariano Capdepón)[173]

Rei Ferran II d'Aragó i V de Castella
- Georg Phillip Telemann: Ferdinand und Isabella (1703)
- Stanislas Champein: Isabelle et Fernand ou L'alcade de Zalaméa (1783)
- Adolphe Adam: Giralda, ou La nouvelle Psyché (1850, 20-7, Opéra-comique, Salle Favart II, París; Eugène Scribe), opéra comique; com a Prince d'Aragon
- Giuseppe Apolloni: L'ebreo (1855, 25-1, T. La Fenice, Venècia; Antonio Boni)
- František Škroup: Columbus (1855, estr. 1942, 3-2, Národní divadlo, Praga; Johann Carl Hickel)
- Karel Bendl: Lejla (1867)
- Manuel Fernández Caballero: El cepillo de las ánimas (1879, 24-11, T. de la Zarzuela, Madrid ; Emilio Álvarez)[174]
- Antônio Carlos Gomes: Cristoforo Colombo (1892, cantata)
- Moritz Moszkowski: Boabdil, der letzte Maurenkönig (1892)
- Carl Pflueger: 1492, "operatic extravaganza" (1893, 5-15, Palmer's T., Nova York ; R. A. Barnet)[175]
- Darius Milhaud: Christophe Colomb (1928)
- Erwin Dressel: Armer Columbus (1928)
- Werner Egk: Columbus, Bericht und Bildnis (òpera per a ràdio: 1933, 13-7, Bayerisches Rundfunk, Múnic; revisió per al teatre: 1942, 13-1, Städtische Bühnen Opernhaus, Frankfurt; W. Egk)
- Henri Collet: Font-aux-cabres (1938)
- Salvador Bacarisse: Font-aux-cabres (1962)
- Gian Carlo Menotti: La loca (1979, 3-6, San Diego, EUA, San Diego Opera; G.C. Menotti)
- Manuel Moreno-Buendía:[176] Fuenteovejuna (1981, sarsuela; paper mut)
- Lleonard Balada: Cristóbal Colón (1989, 24-9, Gran T. del Liceu, Barcelona ; Antonio Gala)
- Eduardo Alonso-Crespo: Juana, la loca (1991, 21-9, T. San Martín, Tucumán ; E. Alonso-Crespo)[177]
- Paul-Baudoin Michel: Jeanne la Folle (1993)
- Federico Ruiz: Los martirios de Colón (1993, 11-11, T. Teresa Carreño, Caracas; Aquiles Nazoa)
- Lleonard Balada: La muerte de Colón (1996, est. 2005, 15-1, Carnegie Music Hall, Pittsburgh ; L. Balada)

Lluís de Santàngel, tresorer de la Corona
- Erwin Dressel: Armer Columbus (1928, com a Ephraïm Santangel)

Pere Margarit, militar català, company de Colom en el segon viatge a Amèrica
- Carl Pflueger: 1492, "operatic extravaganza" (1893, 5-15, Palmer's T., Nova York ; R. A. Barnet)[175]

Pere de Cardona, bisbe d'Urgell
- Nino Rota: Torquemada (1943, Ernesto Trucchi), com a "Il vescovo d'Urgel)

### Corona de Castella
Rei Enric IV de Castella
Reina Joana de Portugal i d'Aragó
- Johann Mattheson: Die geheimen Begebenheiten Henrico IV, Königs von Castilien und Leon,
oder Die getheilte Liebe (1711)

Enrique de Villena, mestre de l'Orde de Calatrava
- Felipe Gutiérrez y Espinosa: Macías (1871, estr. 1977, 9, T. Tapia, San Juan de Puerto Rico ; Martín Travieso y del Rivero)

Pedro Madruga, senyor de Soutomaior, noble gallec
Blanca de Camiña, comtessa gallega, i Alfonso de Lanzós, noble gallec
- Marcial del Adalid: Inés e Bianca (1876-1878, estr. 2005, Achille de Lauzières)

Alfonso Carrillo de Acuña, canceller de Castella, arquebisbe d'Aragó
- Manuel Fernández Caballero: El cepillo de las ánimas (1879, 24-11, T. de la Zarzuela, Madrid ; Emilio Álvarez)[174]

Reina Isabel I de Castella
- Georg Phillip Telemann: Ferdinand und Isabella (1703)
- Stanislas Champein: Isabelle et Fernand, ou L'alcade de Zalaméa (1783)
- Vicent Martín i Soler: Una cosa rara
- Baltasar Saldoni: Boabdil, ultimo rey de Granada (1844, sense estrenar ; Miguel González Aurioles)[178]
- Emilio Arrieta: La conquista di Granata (1850, 10-10, Teatro del Real Palacio, Madrid ; Temistocle Solera); en la reestrena de 1855 (T. Real, Madrid) es presenta com a Isabel la Católica
- Adolphe Adam: Giralda, ou La nouvelle Psyché (1850, 20-7, Opéra-comique, Salle Favart II, París; Eugène Scribe), opéra comique; com a Reine de Castile
- Giuseppe Apolloni: L'ebreo (1855, 25-1, T. La Fenice, Venècia; Antonio Boni)
- František Škroup: Columbus (1855, estr. 1942, 3-2, Národní divadlo, Praga; Johann Carl Hickel)
- Emilio Arrieta: La dama del rey, sarsuela (1855, 7-2, T. del Circo, Madrid ; Francisco Navarro Villoslada), paper mut[179]
- Alberto Franchetti: Cristoforo Colombo
- Javier Gaztambide: La rendición de Granada (1891, Madrid ; Enrique Ceballos Quintana)[180]
- Antônio Carlos Gomes: Cristoforo Colombo (1892, cantata)
- Carl Pflueger: 1492, "operatic extravaganza" (1893, 5-15, Palmer's T., Nova York ; R. A. Barnet)[175]
- Ruperto Chapí: La leyenda dorada (1903, 13-2, T. Real, Madrid ; Sinesio Delgado), "revista fantástica"[181]
- Darius Milhaud: Christophe Colomb (1928)
- Erwin Dressel: Armer Columbus (1928)
- Werner Egk: Columbus, Bericht und Bildnis (òpera per a ràdio: 1933, 13-7, Bayerisches Rundfunk, Múnic; revisió per al teatre: 1942, 13-1, Städtische Bühnen Opernhaus, Frankfurt; W. Egk)
- Henri Collet: Font-aux-cabres (1938)
- Karl-Rudi Griesbach: Kolumbus (1958)
- Salvador Bacarisse: Font-aux-cabres (1962)
- Manuel de Falla, Ernesto Halffter: Atlàntida (1926-1961, est. 1961; 2a versió 1976, sobre textos de J. Verdaguer)
- Lleonard Balada: Cristóbal Colón (1989, 24-9, Gran T. del Liceu, Barcelona ; Antonio Gala)
- Eduardo Alonso-Crespo: Juana, la loca (1991, 21-9, T. San Martín, Tucumán ; E. Alonso-Crespo)[177]
- Lleonard Balada: La muerte de Colón (1996, est. 2005, 15-1, Carnegie Music Hall, Pittsburgh ; L. Balada)
- Antonio Braga: 1492 (1992, T. Nacional, Santo Domingo; A. Braga)
- Philip Glass: The voyage (1992)
- Paul-Baudoin Michel: Jeanne la Folle (1993)
- Federico Ruiz: Los martirios de Colón (1993, 11-11, T. Teresa Carreño, Caracas; Aquiles Nazoa)

Infant Joan d'Aragó, príncep, fill de Ferran II d'Aragó i Isabel I de Castella
- Vicent Martín i Soler: Una cosa rara
- Carl Pflueger: 1492, "operatic extravaganza" (1893, 5-15, Palmer's T., Nova York ; R. A. Barnet), paper mut[175]

Abu-l-Hàssan Alí ibn Sad Mulei Hacen, rei de Granada
- Giacomo Meyerbeer: L'esule di Granata (1822, 12-3, T. alla Scala, Milà; Felice Romani), com a Almanzor
- Gaetano Donizetti: Alahor in Granata (1826, 7-1, Reale T. Carolino, Palerm ; M.A.)[182]
- Emilio Arrieta: La conquista di Granata (1850, 10-10, Teatro del Real Palacio, Madrid ; Temistocle Solera)

Muhammad XII de Granada, o Boabdil, últim sobirà nassarita de Granada
- Giuseppe Nicolini: La conquista di Granata (1820)
- Giuseppe Balducci: Boabdil, re di Granata (1827), òpera de saló
- Baltasar Saldoni: Boabdil, último rey de Granada (1844, sense estrenar ; Miguel González Aurioles)[178]
- Lauro Rossi: Azema di Granata, ovvero Gli Abenceragi ed i Zegridi (1846, Calisto Bassi)
- Emilio Arrieta: La conquista di Granata (1850, 10-10, Teatro del Real Palacio, Madrid ; Temistocle Solera)
- Giuseppe Apolloni: L'ebreo (1855, 25-1, T. La Fenice, Venècia; Antonio Boni)
- Karel Bendl: Lejla (1868)
- Javier Gaztambide: La rendición de Granada (1891, Madrid ; Enrique Ceballos Quintana)[180]
- Moritz Moszkowski: Boabdil der letzte Maurenkönig (1892)
- Joaquín Taboada Steger: La rendición de Granada (1911, Madrid ; Juan Redondo Menduiña),[183] sarsuela per a nens

Gonzalo Fernández de Córdoba el Gran Capitán, comandant dels exèrcits de Castella
- Luigi Cherubini: Les abencérages (1813, 6-4, Opéra, París ; V.-J. E. de Jouy)
- Giuseppe Nicolini: La conquista di Granata (1820)
- Emilio Arrieta: La conquista di Granata (1850, 10-10, Teatro del Real Palacio, Madrid ; Temistocle Solera)
- Javier Gaztambide: La rendición de Granada (1891, Madrid ; Enrique Ceballos Quintana)[180]
- Moritz Moszkowski: Boabdil, der letzte Maurenkönig (1892)
- Emilio Serrano Ruiz: Gonzalo de Córdoba (1898, 6-12, T. Real, Madrid; E. Serrano)[184]

Diego de Cárcamo, preceptor de Gonzalo Fernández de Córdoba
- Emilio Serrano Ruiz: Gonzalo de Córdoba (1898, 6-12, T. Real, Madrid; E. Serrano)

Andrés Cabrera, marquès de Moya, conseller d'Isabel I
- Antonio José Cappa: Giovanna di Castiglia (1848, 2-12, Gran T. del Liceu, Barcelona; A.G.)[185]

Leonor de Ribera y Mendoza, duquessa de Medina-Sidonia
- Darius Milhaud: Christophe Coulomb (1930, segona versió 1955)

Diego Fernández de Córdoba y Carrillo de Albornoz, Conde de Cabra
- Baltasar Saldoni: Boabdil, último rey de Granada (1844, sense estrenar ; Miguel González Aurioles)[178]

Fernán Gómez de Guzmán, noble, comanador de Fuente Obejuna
Vilatans de Fuente Obejuna en el motí de 1476
- Henri Collet: Font-aux-cabres (1938)
- Salvador Bacarisse: Font-aux-cabres (1962)
- Francisco Escudero: Fuenteovejuna (1967, inacabada)
- Manuel Moreno-Buendía: Fuenteovejuna (1981, 16-1, T. de la Zarzuela, Madrid ; J. L. Martín Descalzo), sarsuela[186]
- Jorge Muñiz: Fuenteovejuna (2018, 9-9, Teatro Campoamor, Oviedo; Javier Almuzara)

Cardenal Gonzalo Jiménez de Cisneros, religiós franciscà i regent de Castella
- Carlo Pedrotti: Olema la schiava (1872, 4-5, T. Municipale, Mòdena; Francesco Maria Piave)[187]
- Gian Carlo Menotti: La loca (1979, 3-6, San Diego, EUA, San Diego Opera; G.C. Menotti)
- Igor Escudero: Los comuneros (2021, 2-10, Centro de Artes Escénicas y de la Música, Salamanca; I. Escudero)[188]

Tomás de Torquemada, inquisidor general
- Carlo Pedrotti: Olema la schiava (1872, 4-5, T. Municipale, Mòdena; Francesco Maria Piave)[187]
- Nino Rota: Torquemada (1943, Ernesto Trucchi)

Alonso de Quintanilla, noble castellà
- Carl Pflueger: 1492, "operatic extravaganza" (1893, 5-15, Palmer's T., Nova York ; R. A. Barnet)[175]

Toda de Larrea, dama bilbaïna, amant de Ferran el Catòlic
- Emilio Arrieta: La dama del rey, sarsuela (1855, 7-2, T. del Circo, Madrid ; Francisco Navarro Villoslada), com a Juana, Condesa de Larrea[179]

Pero Pardo de Cela, mariscal gallec enfrontat als reis
- Eduardo Rodríguez-Losada: O mariscal (1929, 31-5, T. Tamberlick, Vigo ; Vilar Ponte, Ramón Cabanilla)

### Amèrica
Itzcóatl, tatloani dels mexiques
Totoquihuatzin, rei de Taclopan
- Roberto Téllez Oropeza: Netzahualcóyotl (1952)

Nezahualcóyotl, rei de Texcoco i poeta
- Gustavo Campa: Le roi poète (1901 ; T. Principal, Mèxic)
- Roberto Téllez Oropeza: Netzahualcóyotl (1952)

#### Descobriment d'Amèrica
Cristòfor Colom, navegant, descobridor del Nou Món
- Bernardo Pasquini: Il Colombo, ovvera L'India scoperta (1690, 26-12, Teatro di Tor di Nona, Roma ; Pietro Ottoboni)
- Vincenzo Fabrizi: Il Colombo, o La scoperta delle Indie (1788, Teatro Capranica, Roma ; Michele Mallio)
- James Hewitt: Tammany, or The Indian chief (1794, 3-3, John Street Theater, Nova York ; Anne Kemble Hatton)
- Francesco Morlacchi: Colombo (1828, 21-6, T. Carlo Felice, Gènova; Felice Romani)
- Luigi Ricci: Colombo (1829, 27-6, T. Ducale, Parma ; F. Romani)
- Vincenzo Fioravanti: Colombo alla scoperta delle Indie (1829)
- Ramón Carnicer: Cristoforo Colombo (1831, 12-1, T. del Príncipe, Madrid ; Felice Romani)
- Ventura Sánchez Lamadrid: Cristoforo Colombo (1838, 6, T. Principal, Sevilla ; Felice Romani)
- Filippo Sangiorgi: Cristoforo Colombo (1840)
- Franz Xaver Gebel: Kolumb (ca. 1843, inacabada)
- Vincenzo Mela Colombo (1847, Verona)
- Carlo Emanuele Barbieri: Cristoforo Colombo (1848, 20-12, Königstädtisches Theater, Berlín; Emilie Seidel o Joseph Schüttky, traduït de Felice Romani)
- Giovanni Bottesini: Colón en Cuba (1848, 31-1, Gran Teatro Tacón, L'Havana, Cuba ; Ramón de Palma), partitura perduda
- F. L. de Casella: Cristóbal Colón (1855)[189]
- František Škroup: Columbus (1855, estr. 1942, 3-2, Národní divadlo, Praga; Johann Carl Hickel)
- Felicia Lacombe: Cristoforo Colombo (1865, 2, Théatre imperial, Niça ; F. Romani)
- Carlo Marcora: Colón (1869, Bahia, Brasil)
- Jacques Offenbach: Cristophe Colomb (1876), opereta
- Antonio Llanos y Berete: ¡Tierra! (1879, T. de la Zarzuela, Madrid ; José Campo-Arana), quadre lírico-dramàtic (sarsuela en un acte)
- V. Penco i Enrico Bignami: Cristoforo Colombo (1883, 9-12, T. Politeama, Gènova ; llibretista desconegut)[190]
- Raffaele Coppola: Colombo (1884, T. Concordia, Cremona)
- G. B. Polleri: Colombo fanciullo (1892, Gènova ; Luigi Morione)
- Antônio Carlos Gomes: Cristoforo Colombo (1892, cantata)
- Melesio Morales: Colombo a Santo Domingo (1892, T. Nacional, Mèxic)
- León Ribeiro: Colón (1892)
- Roberto Segura: Colón (1892, T. de les Escoles Pies, València ; Josep Felis),[191] sarsuela en tres actes
- Alberto Franchetti: Cristoforo Colombo (1892, 6-10, T. Carlo Felice, Gènova ; Luigi Illica)
- Antonio Llanos y Berete: Cristóbal Colón (1892, 4-11, T. de la Zarzuela, Madrid ; José Campo-Arana, C. L. Cuenca), òpera, refundició ampliada de ¡Tierra!
- Francesc Vidal i Careta: Cristóbal Colón (1892, Gran T. del Liceu, Barcelona ; Francisco de Francisco)
- Carl Pflueger: 1492, "operatic extravaganza" (1893, 5-15, Palmer's T., Nova York ; R. A. Barnet)[175]
- Arturo Ossandón de la Peña: Excelsior (1910, Valparaíso, Xile ; A. Ossandón),[192] melodrama lírico-fantàstic
- Erwin Dressel: Armer Columbus (1928, Kassel ; Arthur Zweininger)
- Darius Milhaud: Christophe Colomb (1930, Berlín revisada 1955)
- Werner Egk: Columbus, Bericht und Bildnis (òpera per a ràdio: 1933, 13-7, Bayerisches Rundfunk, Múnic; revisió per al teatre: 1942, 13-1, Städtische Bühnen Opernhaus, Frankfurt; W. Egk)
- Serguei Nikiforovitx Vasilenko: Christofor Kolumb (1933, Abraham Gol'denberg, Sergej Antimonov)
- Alberto Savinio: Cristoforo Colombo (1952, A. Savinio, òpera per a ràdio)
- Karl-Rudi Griesbach: Kolumbus (1958)
- Manuel de Falla, Ernesto Halffter: Atlàntida (1926-1961, est. 1961; 2a versió 1976, sobre textos de J. Verdaguer), paper mut
- Lleonard Balada: Cristóbal Colón (1989, 24-9, Gran T. del Liceu, Barcelona ; Antonio Gala)
- Karl-Erik Welin: Christopher Columbus (1991)
- Antonio Braga: 1492 (1992, T. Nacional, Santo Domingo; A. Braga)
- Philip Glass: The voyage (1992)
- Federico Ruiz: Los martirios de Colón (1993, 11-11, T. Teresa Carreño, Caracas; Aquiles Nazoa)
- Lleonard Balada: La muerte de Colón (1996, est. 2005, 15-1, Carnegie Music Hall, Pittsburgh ; L. Balada)
- Jorge Springinsfeld: Colón y Colón (2001, 22-8, Teatro Cúpula del Parque O'Higgins, Santiago de Xile; J. Springinsfeld)
- Lleonard Balada: La resurrección de Colón (2012, sense estrenar ; L. Balada)[193]

Rodrigo de Triana, mariner, primer a veure Amèrica
- Antonio Llanos y Berete: ¡Tierra! (1879, quadre lírico-dramàtic)
- Roberto Segura: Colón (1892, T. de les Escoles Pies, València ; Josep Felis),[191] sarsuela en tres actes
- Alberto Franchetti: Cristoforo Colombo

Beatriz Enríquez de Arana, esposa de Colom
- Lleonard Balada: Cristóbal Colón (1989, 24-9, Gran T. del Liceu, Barcelona ; Antonio Gala)
- Lleonard Balada: La muerte de Colón (1996, est. 2005, 15-1, Carnegie Music Hall, Pittsburgh ; L. Balada)

Fernando Colón, fill de Colom
- Bernardo Pasquini: Il Colombo, ovvera L'India scoperta (1690)
- Vincenzo Fabrizi: Il Colombo, ovvera L'India scoperta (1788)
- Francesco Morlacchi: Colombo (1828, 21-6, T. Carlo Felice, Gènova; Felice Romani)
- Luigi Ricci: Colombo (1829, 27-6, T. Ducale, Parma ; F. Romani)
- Ramón Carnicer: Cristoforo Colombo (1831, 12-1, T. del Príncipe, Madrid ; Felice Romani)
- Carlo Emanuele Barbieri: Cristoforo Colombo (1848, 20-12, Königstädtisches Theater, Berlín; Emilie Seidel o Joseph Schüttky, traduït de Felice Romani)
- F. L. de Casella: Cristóbal Colón (1855)
- V. Penco i Enrico Bignami: Cristoforo Colombo (1883, 9-12, T. Politeama, Gènova ; llibretista desconegut)[190]

Diego Colón, fill de Colom
- Roberto Segura: Colón (1892, T. de les Escoles Pies, València ; Josep Felis),[191] sarsuela en tres actes
- Karl-Rudi Griesbach: Kolumbus (1958)

Martín Alonso Pinzón, navegant castellà
- František Škroup: Columbus (1855, estr. 1942, 3-2, Národní divadlo, Praga; Johann Carl Hickel)
- Antonio Llanos y Berete: ¡Tierra! (1879, quadre lírico-dramàtic)
- Roberto Segura: Colón (1892, T. de les Escoles Pies, València ; Josep Felis),[191] sarsuela en tres actes
- Carl Pflueger: 1492, "operatic extravaganza" (1893, 5-15, Palmer's T., Nova York ; R. A. Barnet)[175]
- Arturo Ossandón de la Peña: Excelsior (1910, Valparaíso, Xile ; A. Ossandón),[192] melodrama lírico-fantàstic
- Lleonard Balada: Cristóbal Colón (1989, 24-9, Gran T. del Liceu, Barcelona ; Antonio Gala)

Antonio de Marchena, frare andalús, missioner 
- Antonio Llanos y Berete: ¡Tierra! (1879, quadre lírico-dramàtic)
- Roberto Segura: Colón (1892, T. de les Escoles Pies, València ; Josep Felis),[191] sarsuela en tres actes
- Lleonard Balada: Cristóbal Colón (1989, 24-9, Gran T. del Liceu, Barcelona ; Antonio Gala)

Bernat Boïl, frare mínim, missioner
Alonso de Ojeda, mariner i conquistador
Lluís de Santàngel, cortesà valencià, protector de Colom
- Antonio Braga: 1492 (1992, T. Nacional, Santo Domingo; A. Braga)

Francisco de Bobadilla, governador de les Índies
- V. Penco i Enrico Bignami: Cristoforo Colombo (1883, 9-12, T. Politeama, Gènova ; llibretista desconegut)[190]
- Julio Morales: Colombo a San Domingo (1892)

Pere Margarit, militar català, company de Colom en el segon viatge a Amèrica
- Carl Pflueger: 1492, "operatic extravaganza" (1893, 5-15, Palmer's T., Nova York ; R. A. Barnet)[175]

### Navarra
Lluís de Beaumont, comte de Lerín, conestable de Navarra
- Heinrich Marschner: Austin (1852, 25-1, Hoftheater, Hannover; Marianne Marschner)
- José Francisco Arroyo: Bianca di Mauleon (1846, Antonio Paterni)

Rei Francesc I de Navarra
- José Francisco Arroyo: Bianca di Mauleon (1846, Antonio Paterni)

### França
Rei Carles VI de França
- Fromental Halévy: Charles VI (1843)
- Josep Garcia Robles: Charles VI (187-, Col·legi Valldemia, Mataró)

Elisabet de Baviera, reina consort de Carles VI de França
- Fromental Halévy: Charles VI (1843)
- Emil von Reznicek: Die Jungfrau von Orleans (1887, E. von Reznicek)
- Giselher Klebe: Das Mädchen aus Domrémy (1976)

Olivier de Clisson, soldat bretó
Tanneguy du Chastel, oficial francès
- Fromental Halévy: Charles VI (1843)

Olivier de Clisson, soldat i noble bretó
- Étienne Méhul, acabada per Joseph Daussoigne-Méhul: Valentine de Milan (1807-8, estr.: 1822. 28-11, T. Feydeau, París; Jean-Nicolas Bouilly)

Caterina de Valois, filla de Carles VI, consort d'Enric V d'Anglaterra
- Albert Lortzing: Zum Grossadmiral (1847)

Rei Carles VII de França
- Rodolphe Kreutzer: Jeanne d'Arc à Orléans (1790, 10-5, Comédie-italienne, París; Pierre Jean Baptiste Choudard Desforges)
- Adalbert Gyrowetz: Agnes Sorel (1806, 4-12, Hoftheater, Viena ; Joseph Sonnleithner)
- Michele Carafa: Jeanne d'Arc, ou La délivrance d'Orléans (1821, 10-3, Opéra-comique, París; Emmanuel Théaulon i Armand Dartois)
- Auguste de Peellaert: Agnès Sorel (1824, Brussel·les)
- Nicola Vaccai: Giovanna d'Arco (1827, 17-2, T. La Fenice, Venècia; Gaetano Rossi)
- Giovanni Pacini: Giovanna d'Arco (1830, 14-3, T. alla Scala, Milà; Gaetano Barbieri)[194]
- Mary A'Beckett: Agnes Sorel (1835, 14-12, St. James' Theatre, Londres; Gilbert A. A'Beckett)
- Charles-Marie Widor: Jeanne d'Arc (1839, Auguste Dorchain)
- Johann Freiherr Vesque von Püttlingen: Johanna d'Arc (1840, Otto Prechtler)
- Fromental Halévy: Charles VI (1843)
- Giuseppe Verdi: Giovanna d'Arco (com a Carlo VII) (1845)
- Auguste Mermet: Jeanne d'Arc (1876)
- Emil von Reznicek: Die Jungfrau von Orleans (1887, E. von Reznicek)
- Piotr Ilitx Txaikovski: La donzella d'Orleans
- César Cui: Сарацин (Saratsin, El sarraí) (1899, 2-11, T. Mariinski, Sant Petersburg; Vladimir Vasilievitx Stasov)
- Arthur Honegger: Jeanne d'Arc au bûcher (1939, oratori dramàtic; paper parlat)
- Walter Braunfels: Szenen aus dem Leben der Heiligen Johanna (1943)
- Norman Dello Joio: The triumph de St. Joan (1950)
- Giselher Klebe: Das Mädchen aus Domrémy (1976)

Duc Lluís I d'Orleans
- Fromental Halévy: Charles VI (1843)

Comte Jean de Dunois, fill de Lluís d'Orleans
- Auguste de Peellaert: Agnès Sorel (1824, Brussel·les)

Agnès Sorel, amant del rei Carles VII de França
- Rodolphe Kreutzer: Jeanne d'Arc à Orléans (1790, 10-5, Comédie-italienne, París; Pierre Jean Baptiste Choudard Desforges)
- Adalbert Gyrowetz: Agnes Sorel (1806, 4-12, Hoftheater, Viena ; Joseph Sonnleithner)
- Michele Carafa: Jeanne d'Arc, ou La délivrance d'Orléans (1821, 10-3, Opéra-comique, París; Emmanuel Théaulon i Armand Dartois)
- Auguste de Peellaert: Agnès Sorel (1824, Brussel·les)
- Nicola Vaccai: Giovanna d'Arco (1827, 17-2, T. La Fenice, Venècia; Gaetano Rossi)
- Mary A'Beckett: Agnes Sorel (1835, 14-12, St. James' Theatre, Londres; Gilbert A. A'Beckett)
- Johann Freiherr Vesque von Püttlingen: Johanna d'Arc (1840, Otto Prechtler)
- Auguste Mermet: Jeanne d'Arc (1876)
- Emil von Reznicek: Die Jungfrau von Orleans (1887, E. von Reznicek)
- César Cui: Сарацин (Saratsin, El sarraí) (1899, 2-11, T. Mariinski, Sant Petersburg; Vladimir Vasilievitx Stasov)
- Piotr Ilitx Txaikovski: La donzella d'Orleans
- Giselher Klebe: Das Mädchen aus Domrémy (1976)

Santa Joana d'Arc, visionària i militar francesa
- Gaetano Andreozzi: Giovanna d'Arco (1789)
- Rodolphe Kreutzer: Jeanne d'Arc à Orléans (1790, 10-5, Comédie-italienne, París; Pierre Jean Baptiste Choudard Desforges)
- William Reeve: Joan of Arc, or The Maid of Orleans (1798, James Cartwright Cross), ballett-pantomima
- Michele Carafa: Jeanne d'Arc ou La délivrance d'Orléans (1821, 10-3, Opéra-comique, T. Feydeau, París; Emmanuel Théaulon i Armand Dartois)
- Giuseppe Nicolini: Giovanna d'Arco (1825)
- Nicola Vaccai: Giovanna d'Arco (1827, 17-2, T. La Fenice, Venècia; Gaetano Rossi)
- Giovanni Pacini: Giovanna d'Arco (1830, 14-3, T. alla Scala, Milà; Gaetano Barbieri)[194]
- Michael William Balfe: Joan of Arc (1837)
- Charles-Marie Widor: Jeanne d'Arc (1839, Auguste Dorchain)
- Johann Freiherr Vesque von Püttlingen: Johanna d'Arc (1840, Otto Prechtler)
- Giuseppe Verdi: Giovanna d'Arco (1845)
- Gilbert Duprez: Jeanne d'Arc (1865)
- Auguste Mermet: Jeanne d'Arc (1876)
- Piotr Ilitx Txaikovski: La donzella d'Orleans (1878)
- Emil von Reznicek: Die Jungfrau von Orleans (1887, E. von Reznicek)
- Xavier Leroux: 1814 (1918, 6-4, Casino, Montecarlo ; L. Augé de Lassus, A. Gandrey), "drame lyrique en un acte": hi apareix en el somni de l'Emperador[195]
- Alberto Pestalozza: Giovanna d'Arco (1921, òpera per a titelles)
- Arthur Honegger: Jeanne d'Arc au bûcher (1939, oratori dramàtic)
- Walter Braunfels: Szenen aus dem Leben der Heiligen Johanna (1943)
- Norman Dello Joio: The Triumph de St. Joan (1950)
- Norman Dello Joio: The trial of Rouen (1956)
- Henri Tomasi: Le triomphe de Jeanne d'Arc (1956, òpera-oratori)
- Hank Ruffin i Gary Ruffin: The survival of St. Joan (1971, òpera rock)
- Giselher Klebe: Das Mädchen aus Domrémy (1976)
- Roberto De Simone: Mistero e processo di Giovanna d'Arco (1989, melodrama)
- Philippe Boesmans: La passion de Gilles (1983)
- Galt MacDermot: The legend of Joan of Arc (1997)

Jacques d'Arc, granger francès, pare de Joana d'Arc
- Giovanni Pacini: Giovanna d'Arco (1830, 14-3, T. alla Scala, Milà; Gaetano Barbieri),[194] com a Tebaldo d'Arco
- Giuseppe Verdi: Giovanna d'Arco (com a Giacomo)
- Auguste Mermet: Jeanne d'Arc (1876)

Pierre Cauchon, bisbe francès 
- Norman Dello Joio: The Triumph de St. Joan (1950)
- Norman Dello Joio: The trial of Rouen (1956)
- Giselher Klebe: Das Mädchen aus Domrémy (1976)

Gilles de Rais, noble i assassí en sèrie francès
- Paul Ladmirault: Gilles de Retz (1893)
- Walter Braunfels: Szenen aus dem Leben der Heiligen Johanna (1943)
- Philippe Boesmans: La passion de Gilles (1983)

Rei Carles VIII de França
- Carl Pflueger: 1492, "operatic extravaganza" (1893, 5-15, Palmer's T., Nova York ; R. A. Barnet)[175]

Rei Lluís XI de França
- Rudolf Friml: The vagabond king (1925, 21-9. Casino Theatre, Broadway, Nova York ; W.H. Post, Brian Hooker)[196]

François Villon, poeta francès 
- Rudolf Friml: The vagabond king (1925, 21-9. Casino Theatre, Broadway, Nova York ; W.H. Post, Brian Hooker)[196]
- Ezra Pound i George Antheil: Le testament
- Sem Dresden: François Villon (1958)
- Tibor Frešo: François Villon (1983)

Renat I d'Anjou, el Bo (1409 -1480), comte de Provença i duc d'Anjou (1434-1480),
rei de Nàpols (1435-1442) i comte de Barcelona (1466-1472)
- Ferdinand Hérold: Le roi Réné, ou La Provence au XVe siècle (1824, 24-8, Opéra-comique, París; Gabriel-Alexandre Belle, Charles-Augustin Bassompierre (Sewrin))
- Edmond Audran: en:Gillette de Narbonne (1882, 11-11, Théâtre des Bouffes-Parisiens, París; Alfred Duru, Henri Chivot)
- Piotr I. Txaikovskij: Iolanta (1892)
- Julian Edwards: King René's Daughter (1893)
- Cornélie van Oosterzee: Jolanthe (ca. 1900)
- Fritz Behrend: König Renés Tochter (1919)

Violant d'Anjou , filla de Renat I

Ferri II de Vaudémont , comte de Vaudémont
- Ferdinand Hérold: Le roi Réné, ou La Provence au XVe siècle (1824, 24-8, Opéra-comique, París; Gabriel-Alexandre Belle, Charles-Augustin Bassompierre (Sewrin))
- Piotr I. Txaikovskij: Iolanta (1892)
- Julian Edwards: King René's Daughter (1893)
- Cornélie van Oosterzee: Jolanthe (ca. 1900)
- Fritz Behrend: König Renés Tochter (1919)

### Borgonya i Països Baixos
Duc Joan I de Borgonya Sense Por
- Fromental Halévy: Charles VI (1843)

Felip III de Borgonya, duc de Borgonya
- Jules Busschop: Le Toison d'or (1874)
- Emil von Reznicek: Die Jungfrau von Orleans (1887, E. von Reznicek)
- August Reuss: Herzog Philipps Brautfahrt (1909, Hans von Gumppenberg)
- Arthur Honegger: Jeanne d'Arc au bûcher (1939, oratori dramàtic; paper parlat)
- Giselher Klebe: Das Mädchen aus Domrémy (1976)

Carles I de Borgonya el Temerari, duc de Borgonya
- Giovanni Pacini: Carlo di Borgogna (1835, 21-2, T. La Fenice, Venècia; Gaetano Rossi)
- Alessandro Nini: Margherita di York (1841)
- Léo Delibes: Jean de Nivelle (1880) (hi apareix com a Comte de Charolais)
- Albert Roussel: Le Téméraire (1937, inacabada; Joseph Weterings)

Margarida de York, tercera esposa de Carles I de Borgonya
- Giovanni Pacini: Carlo di Borgogna (1835, 21-2, T. La Fenice, Venècia; Gaetano Rossi)
- Alessandro Nini: Margherita di York (1841)

Jean de Nivelle, noble francès
- Léo Delibes: Jean de Nivelle (1880)

Suster Bertken, reclosa i poeta neerlandesa
- Rob Zuidam: Suster Bertken (2010)

### Anglaterra
Rei Enric V d'Anglaterra
- Ferdinand Hérold: La gioventù di Enrico V (1815, 15-1, Real T. del Fondo, Nàpols; Georges Duval)
- Giovanni Pacini: La gioventù di Enrico V (1820, 26-12, T. Valle, Roma; Filippo Tarducci)[197]
- Francesco Morlacchi: La gioventù di Enrico V (1823, 4-10, Pillnitz; Felice Romani)
- Adolphe Adam, amb música de Jacques Meyerbeer, Ludwig Spohr i Carl Maria von Weber: Henri V et ses compagnons (1830, 27-2, Théâtre des Nouveautés, París; Romieu, Alphonse Royer), pastitx arranjat per Adam[198]
- Saverio Mercadante: La gioventù di Enrico V (1834, 25-11, T. alla Scala, Milà; Felice Romani)
- Albert Lortzing: Zum Grossadmiral (1847)
- Rutland Boughton: Agincourt (1924, 26-8, Glastonbury; R. Boughton), "dramatic scene"
- Gustav Holst: At the Boar's Head (1925, 3-4, Manchester, Palace Theatre; G. Holst), "musical interlude", com a Prince Hal
- Roland Auzet: Steve Five (King different) (2014, Fabrice Melquiot); el protagonista es basa en les figures d'Enric V i Steve Jobs

Tomàs de Clarència, duc de Clarence
- Adolphe Adam, amb música de Jacques Meyerbeer, Ludwig Spohr i Carl Maria von Weber: Henri V et ses compagnons (1830, 27-2, Théâtre des Nouveautés, París; Romieu, Alphonse Royer), pastitx arranjat per Adam; com a Prince de Lancastre[198]
- Saverio Mercadante: La gioventù di Enrico V (1834, 25-11, T. alla Scala, Milà; Felice Romani), com a Lancastro

Caterina de Valois, consort d'Enric V d'Anglaterra
- Albert Lortzing: Zum Grossadmiral (1847)

John Talbot , 1r comte de Shrewsbury, soldat anglès
- Rodolphe Kreutzer: Jeanne d'Arc à Orléans (1790, 10-5, Comédie-italienne, París; Pierre Jean Baptiste Choudard Desforges)
- Giuseppe Verdi: Giovanna d'Arco (com a Talbot)

Joan de Lancaster, duc de Bedford, regent de França
- Fromental Halévy: Charles VI (1843)

Sir John Falstof, cavaller anglès, base per al personatge de John Falstaff
- James Paisible: The humours of Sir Falstaff (1700, T. Betterton)
- Antonio Salieri: Falstaff, ossia Le tre burle (1799, 3-1, Kärntnertortheater, Viena; Carlo Propero Defranceschi)
- Adolphe Adam, amb música de Jacques Meyerbeer, Ludwig Spohr i Carl Maria von Weber: Henri V et ses compagnons (1830, 27-2, Théâtre des Nouveautés, París; Romieu, Alphonse Royer), pastitx arranjat per Adam[198]
- Michael William Balfe: Falstaff (1838, S. M. Maggione)
- Otto Nicolai: Die lustigen Weiber von Windsor (1849, Hermann Salomon Mosenthal)
- Joaquín Gaztambide: El sueño de una noche de verano (1852, 21-2, Teatro del Circo, Madrid; Patricio de la Escosura)[199]
- Adolphe Adam: Falstaff (1856, 18-1, T. Lyrique, París; Adolphe de Leuven i Henri Vernoy de Saint-Georges)
- Giuseppe Verdi: Falstaff (1893, A. Boito)
- Gustav Holst: At the Boar's Head (1925, 3-4, Manchester, Palace Theatre; G. Holst), "musical interlude"
- Ralph Vaughan Williams: Sir John in Love (1929, R. Vaughan Williams)

Rei Enric VI d'Anglaterra
- Giovanni Pacini: Margherita regina d'Inghilterra (1827, 19-11, T. San Carlo, Nàpols; Andrea Leone Tottola)[200]
- Arthur Honegger: Jeanne d'Arc au bûcher (1939, oratori dramàtic; paper parlat)

Margarida d'Anjou, reina consort d'Enric VI d'Anglaterra
Eduard de Westminster, príncep de Gal·les, fill seu
- Samuel Arnold: The battle of Hexham, or Days of old (1789, 11-8, Little Theatre of Haymarket, Londres; George Colman Jr.)[201]
- Joseph Weigl: Margaritta d'Anjou, ossia L'orfana d'Inghilterra (1819, Luigi Romanelli)
- Giacomo Meyerbeer: Margherita d'Anjou (1820, 14-11, T. alla Scala, Milà ; Felice Romani)[202]
- Giovanni Pacini: Margherita regina d'Inghilterra (1827, 19-11, T. San Carlo, Nàpols; Andrea Leone Tottola)[200]
- Igor Kujerić: Richard III (1987)
- Giorgio Battistelli: Richard III (2005, 30-1, Vlaamse Opera, Anvers ; Ian Burton)[203]

Eduard de Westminster, príncep de Gal·les
- Giacomo Meyerbeer: Margherita d'Anjou (1820, 14-11, T. alla Scala, Milà ; Felice Romani)[202]
- Giovanni Pacini: Margherita regina d'Inghilterra (1827, 19-11, T. San Carlo, Nàpols; Andrea Leone Tottola)[200]
- Jacques Offenbach: Whittington (1874, grand-opéra-bouffe-féerie)
- Giorgio Battistelli: Richard III (2005, 30-1, Vlaamse Opera, Anvers ; Ian Burton)[203]

Anna Neville, esposa seva, després casada amb Ricard III d'Anglaterra
- Flavio Testi: Riccardo III (1987, 27-1, T. alla Scala, Milà; F. Testi)[204]
- Giorgio Battistelli: Richard III (2005, 30-1, Vlaamse Opera, Anvers ; Ian Burton)[203]

Rei Eduard IV d'Anglaterra
- Igor Kujerić: Richard III (1987)
- Flavio Testi: Riccardo III (1987, 27-1, T. alla Scala, Milà; F. Testi)[204]
- Giorgio Battistelli: Richard III (2005, 30-1, Vlaamse Opera, Anvers ; Ian Burton)[203]

Elisabet Woodville, esposa seva
- Giorgio Battistelli: Richard III (2005, 30-1, Vlaamse Opera, Anvers ; Ian Burton)[203]

Jane Shore, amant d'Eduard IV d'Anglaterra
- Carlo Conti: Giovanna Shore (1829)
- Lauro Rossi: Giovanna Shore (1836, Felice Romani)
- Vincenzo Bonetti: Giovanna Shore (1853, T. Principal, Barcelona; Felice Romani)[205]

Jordi de Clarence, germà d'Eduard IV i de Ricard III d'Anglaterra
- Flavio Testi: Riccardo III (1987, 27-1, T. alla Scala, Milà; F. Testi)[204]
- Giorgio Battistelli: Richard III (2005, 30-1, Vlaamse Opera, Anvers ; Ian Burton)[203]

Rei Ricard III d'Anglaterra
- Giacomo Meyerbeer: Margherita d'Anjou (1820, 14-11, T. alla Scala, Milà ; Felice Romani)[202]
- Carlo Conti: Giovanna Shore (1829)
- Lauro Rossi: Giovanna Shore (1836, Felice Romani)
- Vincenzo Bonetti: Giovanna Shore (1853, T. Principal, Barcelona; Felice Romani)[205]
- Gaston Salvayre: Riccardo III (1883, Ludovic Halévy)
- Igor Kujerić: Richard III (1987)
- Flavio Testi: Riccardo III (1987, 27-1, T. alla Scala, Milà; F. Testi)[204]
- Giovanni Tamborrino: III Riccardi III (1995, Claudio Morganti)
- Giorgio Battistelli: Richard III (2005, 30-1, Vlaamse Opera, Anvers ; Ian Burton)[203]

Henry Clifford, desè baró de Clifford, noble i militar anglès
- Isaac Albéniz: Henry Clifford (1895, 8-5, Gran T. del Liceu, Barcelona; Francis Burdett Money-Coutts)

Margarida de York, filla de Ricard III, esposa de Carles I de Borgonya
- Alessandro Nini: Margherita di York (1841)

Perkin Warbeck, marxant flamenc, pretendent al tron d'Anglaterra
- Adolphe Adam: Perkins Warbec, ou Le commis marchard (1827, 15-5, T. du Vaudeville, París; Emmanuel Théaulon, Nicolas Brazier, Pierre-Frédéric-Adolphe Carmouche), vodevil històric en dos actes[206]

Lambert Simnel, pretendent al tron d'Anglaterra
John de la Pole, 1r comte de Lincoln, noble anglès
Richard Simon, prevere d'Oxford, conspirador
- Adolphe Adam, començada per Hippolyte Monpou: Lambert Simnel (1843, 14-9, Opéra-Comique, Salle Favart II, París; Eugène Scribe, Mélesville), opéra-comique[207]

Rei Enric VII d'Anglaterra
- Adolphe Adam, començada per Hippolyte Monpou: Lambert Simnel (1843, 14-9, Opéra-Comique, Salle Favart II, París; Eugène Scribe, Mélesville), opéra-comique[207]
- Gaston Salvayre: Riccardo III (1883, Ludovic Halévy)
- Giorgio Battistelli: Richard III (2005, 30-1, Vlaamse Opera, Anvers ; Ian Burton), com a Richdmond[203]

### Europa central
Johannes Gutenberg, orfebre, inventor de la impremta i impressor
Adolf II de Nassau, arquebisbe de Magúncia
- Carl Loewe: Gutenberg (1837, 14-8, Magúncia ; Ludwig Giesebrecht) oratori[208]
- Ferdinand C. Füchs: Gutenberg (1852, Otto Prechtler)

Segimon I del Sacre Imperi Romanogermànic
- Carl Loewe: Johann Huss (1840, oratori)
- Fromental Halévy: La juive
- Pietro Romulo Pignatta: Sigismondo primo al Diadema (1696, G. Grimani)
- Karel Horký: Jan Hus (1950)
- Wilfried Hiller: Wolkenstein (2004)

Anna de Baviera, emperadriur romanogermànica, reina de Roma i Baviera
- Ignaz Holzbauer: Günther von Schwarzburg (1777, 5-1, Hoftheater, Mannheim; Anton Klein)[161]

Ernest de Wittelsbach, duc de Baviera-Munic
- Georg Joseph Vogler: Albert der Dritte von Bayern (1781, 12, Nationaltheater, Stuttgart; Carl Theodor von Traitteur)

Albert III de Wittelsbach, duc de Baviera-Munic
Agnes Bernauer, amant seva
- Georg Joseph Vogler: Albert der Dritte von Bayern (1781, 12, Nationaltheater, Stuttgart; Carl Theodor von Traitteur)
- Franz Gleissner: Agnes Bernauerin (1781, melodrama)
- Ignaz von Seyfried: Agnes Bernauerinn (1797, 11-11, Freihaus-T. auf der Wieden, Viena ; Karl Ludwig Giesecke), òpera burlesca
- Karl August Krebs: Herzog Albrecht (1833, 8-10, Hamburg ; August Lewel), revisada com a Agnes, der Engel von Augsburg (1858, 17-1, Hoftheater, Dresden)
- Carl Binder: Agnes die Bäuerin, oder Biernigel unter den Wilden (1840, 6-8, T. in der Josephstadt, Viena ; Alois Just), paròdia en 2 actes
- Felix Mottl: Agnes Bernauer (1880, 28-3, Hoftheater, Weimar ; F. Mottl)
- Joseph Messner: Agnes Bernauer (der Engel von Augsburg) (1936, Salzburg ; Karl Neumayr)
- Leo Justinius Kaufmann: Agnes Bernauer (1944, inacabada ; Eduard Reinacher)
- Carl Orff: Die Bernauerin: ein bairisches Stück (1944, Folk Musical)

Frederic I del Palatinat, príncep elector
Clara Tott o Dettin, amant i esposa seva
- Max Meyer-Olbersleben: Clare Dettin (1893, 2-11, Hoftheater, Weimar; M. Meyer-Olbersleben)

Rudolf von Scherenberg, bisbe de Würzburg 
- Casimir von Pászthory: Tilman Riemenschneider (1957)

Oswald von Wolkenstein, poeta, músic i polític tirolès
Anna Hausmann, musa seva i Margarethe von Schwangau, esposa
- Wilfried Hiller: Wolkenstein (2004)

Elizabeth von Matsch, comtessa de Toggenburg
- Ignaz von Seyfried: Bertha von Werdenberg (1809, 21-9, T. an der Wien, Viena; Matthäus Stegmayer)

Frederic I de Brandeburg Hohenzollern, príncep elector
- Umberto Giordano: Der Roland von Berlin (1904)

Elector Frederic II de Saxònia
Kunz von Kauffungen, noble i militar saxó
- Ferdinand Kauer: Kunz von Kauffungen (1807)

Duc Eric I de Brunsvic-Lüneburg
- Adolphe Adam: La main de fer, ou Un mariage secret (1841, 26-10, Opéra-Comique, Salle Favart II, París; Eugène Scribe, Adolphe de Leuven)[209]

Duc Frederic IV d'Àustria
Ulrich Putsch, bisbe de Brixen
- Wilfried Hiller: Wolkenstein (2004)

Heinrich Reuss von Plauen, gran mestre de l'Orde Teutònic
Michael Küchmeister von Sternberg, gran mestre de l'Orde Teutònic
- Siegfried Wagner: Der Schmied von Marienburg (1920, est. 1923, S. Wagner)

Dalibor de Kozojed, cavaller txec
Rei Vladislau II de Bohèmia
- Bedřich Smetana: Dalibor (1868, 16-5, Prozatímní divadlo, Praga; Josef Wenzig, traduït per Ervin Špindler)

Jan Hus, líder religiós i polític bohemi
- Carl Loewe: Johann Huss (1840, oratori)
- Karel Horký: Jan Hus (1950)

Jan Žižka, militar bohemi, seguidor de Hus
- Eduard Sobolewski: Ziska vom Kelch (1851)

Ulric II de Rožmberka, noble bohemi
- Zdeněk Fibich: Blaník (1881)

László Hunyadi, estadista hongarès
- Ferenc Erkel: Hunyadi László (1844)
- Ferenc Erkel: György Brankovics (1874)

György Dózsa, pagès hongarès, cabdill de la revolta
- Ferenc Erkel: György Dózsa

János Hunyadi, noble i militar de Transsilvània
- József Ruzitska: Kemény Simon avagy Dicsőség a hazáért meghalni (1822, Károly Kisfaludy)
- Emmanuel Chabrier: Jean Hunyade (1867, H. Fouquier; inacabada)

Simon Kemény, soldat al servei de János Hunyadi
- József Ruzitska: Kemény Simon avagy Dicsőség a hazáért meghalni (1822, Károly Kisfaludy)

Rei Maties Corví d'Hongria
- Johann Melchior Caesar: Mathias Corvinus (1687)
- György Arnold: Mátyás királynak választása (L'elecció de Maties com a rei, 1830)
- Ferenc Erkel: Hunyadi László (1844, com a Mátyás Hunyadi)
- Mihály Mosonyi: Szép Ilonka (1861)
- Sándor Bertha: Corvin Mátyás  (1877)

Erzsébet Szilágyi, noble dona hongaresa, esposa de János Hunyadi
- Ferenc Erkel: Hunyadi László (1844)

Ladislau el Pòstum, duc d'Àustria, rei d'Hongria i de Bohèmia 
- Ferenc Erkel: Hunyadi László (com a László V)

Carles IV, emperador romanogermànic
- Ignaz Holzbauer: Günther von Schwarzburg (1777, 5-1, Hoftheater, Mannheim; Anton Klein),[161] com a Karl, rei de Bohèmia
- Vítězslav Novák: Karlštejn (1916)

Elisabet de Pomerània, reina consort, esposa de Carles IV de Bohèmia
- Vítězslav Novák: Karlštejn (1916)

Jordi de Poděbrady, rei de Bohèmia
- Osvald Chlubna: Jiří z Kunštátu a Poděbrad (1942)

Comte Hermann II de Celje
Frederic II de Celje, ban de Croàcia
Veronika de Desenice, esposa seva
- Danilo Švara: Veronika Deseniška (1946, Danilo Švara)

### Estats balcànics
Đurađ Branković, dèspota de Sèrbia
- Ferenc Erkel: György Brankovics (1874)

George Kastrioti Skanderbeg, heroi albanès
- Antonio Vivaldi: Scanderbeg (1718, 22-6, T. delle Pergola, Florència; Antonio Salvi), se'n conserven 4 àries
- François Francœur, François Rebel: Scanderberg (1735, Antoine Houdar de La Motte)
- Prenk Jakova: Gjergj Kastrioti-Skënderbeu (1968, 17-1, Teatri Kombetar i Operas dhe i Baletit, Tirana, Albània; Llazar Siliqi)

### Escandinàvia
Bengt Skytte, oficial suec
- Wilhelm Peterson-Berger: The Doomsday prophets

### Imperi Romà d'Orient
Andrònic V Paleòleg, emperador
- Francesco Gasparini: Il Trace in catena (1717, A. Salvi)

Constantí XI Paleòleg, últim emperador romà d'Orient
- Manolis Kalomiris: Konstantinos Palaiologos (1961)
- György Selmeczi: Byzantium (2014, G. Selmeczi)

### Imperio otomà
Timur o Tamerlà, fundador de la dinastia timúrida
- Marc' Antonio Ziani: Il gran Tamerlano (1689, Giulio Cesare Corradi)
- Johann Philipp Förtsch: Bajazeth und Tamerlan (1690)
- Alessandro Scarlatti: Il gran Tamerlano (1706, Antonio Salvi)
- Francesco Gasparini: Tamerlano (1711, Agostino Piovene)
- Francesco Ciampi: Tamerlano (1716)
- Francesco Gasparini, Giovanni Porta: Il Trace in catena (1717, A. Salvi)
- Fortunato Chelieri: Tamerlano (1720)
- Leonardo Leo: Bajazete, imperador de'Turchi (1722)
- Iain Hamilton: Tamberlaine
- Georg Friedrich Haendel: Tamerlano (1724, 31-10, Londres, Haymarket King's Theatre; N. F. Haym, a partir del d'A. Piovene)
- Giovanni Antonio Giai: Il Tamerlano (1727)
- Nicola Porpora: Tamerlano (1730, carnestoltes, T. Regio, Torí; A. Piovene, a partir de Jacques Pradon)
- Giovanni Porta: Il gran Tamerlano (1730, A. Piovene)
- Giuseppe Clemente de Bonomi: Il Tamerlano (1732, Thurn-Valsassina Palac, Ljubljana, Eslovènia; Agostino Piovene), partitura perduda
- Antonio Vivaldi, amb àries pròpies i de Johann Adolf Hasse, Geminiano Giacomelli, Nicola Porpora i Riccardo Broschi: Bajazet, o Il Tamerlano (1735, carnestoltes, T. Filarmonico, Verona; Agostino Piovene), pastitx
- Giovanni Battisa Casali: Il Bajazette (1741)
- Gioacchino Cocchi: Bajazette (1743)
- Egidio Duni: Baiazette o Tamerlano (1743)
- Giovanni Battista Lampugnani: Il gran Tamerlano (1746)
- Niccolò Jommelli: Bajazette (1753)
- Gioacchino Cocchi i Giovanni Battista Pescetti: Tamerlano (1754, A. Piovene)
- Giuseppe Sarti: Il gran Tamerlano (1764, començament, Det Kongelige Teater, Copenhaguen; Agostino Piovene)
- Pietro Alessandro Guglielmi: Tamerlano (1765)
- Giuseppe Scarlatti: Bajazet (1765, Agostino Piovene)
- Josef Mysliveček: Il gran Tamerlano (1771)
- Antonio Sacchini: Tamerlano (1773, 6-5, King’s Theatre at Haymarket, Londres; Giovan Gualberto Bottarelli, a partir d'A. Piovene)
- Johann Friedrich Reichardt: Tamerlan (1786, M. de Mandenville)
- Ferdinando Paër: La Rossana (1795, Carnevale, T. alla Scala, Milà ; Aurelio Aureli)[210]
- Peter Winter: Tamerlan (1802, Etienne Morel de Chédeville)
- Johann Simon Mayr: Tamerlano (1812, 26-12, T. alla Scala, Milà; Luigi Romanelli)
- Giuseppe Nicolini: Il Tamerlano (1813)
- Michele Carafa: Tamerlano (1822, no representada; Jacopo Ferretti)
- Ignaz von Seyfried: Timur der Tartarchan (1822, 14-9, T. an der Wien, Viena; Joseph Ritter von Seyfried)
- Pietro Casella: 'Il Tamerlano (1840)
- Giacomo Puccini, acabada per Franco Alfano: Turandot (1926, 25-4 T. alla Scala, Milà; Giuseppe Adami i Renato Simoni), com a Timur
- Iain Hamilton: Tamburlaine (1977)

Baiazet I , soldà otomà
- Marc' Antonio Ziani: Il gran Tamerlano (1689, Giulio Cesare Corradi)
- Johann Philipp Förtsch: Bajazeth und Tamerlan (1690)
- Alessandro Scarlatti: Il gran Tamerlano (1706, Antonio Salvi)
- Francesco Gasparini: Tamerlano (1711, A. Piovene)
- Francesco Ciampi: Tamerlano (1716)
- Francesco Gasparini: Il Trace in catena (1717, A. Salvi)
- Fortunato Chelieri: Tamerlano (1720)
- Leonardo Leo: Bajazete, imperador de'Turchi (1722)
- Georg Friedrich Haendel: Tamerlano (1724, 31-10, Londres, Haymarket King's Theatre; N. F. Haym, a partir del d'A. Piovene), com a Bajazet
- Giovanni Antonio Giai: Il Tamerlano (1727)
- Nicola Porpora: Tamerlano (1730, carnestoltes, T. Regio, Torí; A. Piovene, a partir de Jacques Pradon)
- Giuseppe Clemente de Bonomi: Il Tamerlano (1732, Thurn-Valsassina Palac, Ljubljana, Eslovènia; Agostino Piovene), partitura perduda
- Giovanni Battisa Casali: Il Bajazette (1741)
- Andrea Bernasconi: Il Bajazet (1742)
- Gioacchino Cocchi: Bajazette (1743)
- Egidio Duni: Baiazette o Tamerlano (1743)
- Giovanni Battista Lampugnani: Il gran Tamerlano (1746)
- Niccolò Jommelli: Bajazette (1753)
- Gioacchino Cocchi i Giovanni Battista Pescetti: Tamerlano (1754, A. Piovene)
- Giuseppe Sarti: Il gran Tamerlano (1764, començament, Det Kongelige Teater, Copenhaguen; Agostino Piovene)
- Ferdinando Bertoni: Il Bajazetto (1765)
- Pietro Alessandro Guglielmi: Tamerlano (1765)
- Giuseppe Scarlatti: Bajazet (1765, Agostino Piovene)
- Josef Mysliveček: Il gran Tamerlano (1771)
- Ferdinando Paër: La Rossana (1795, Carnevale, T. alla Scala, Milà ; Aurelio Aureli)[210]
- Gaetano Marinelli: 'Bajazette (1799)
- Pietro Generali: Bajazet (1813)
- Giuseppe Nicolini: Il Tamerlano (1813)
- Pietro Casella: Il Tamerlano (1840)
- Giacomo Puccini: Turandot (1926, Giuseppe Adami, Renato Simoni), com a Timur, emperador tàtar exilat
- Iain Hamilton: Tamburlaine (1977)

Mehmet I, soldà otomà
- Francesco Gnecco: Argete (1808)

 Murat II, soldà otomà
- Antonio Vivaldi: Scanderbeg (1718, 22-6, T. delle Pergola, Florència; Antonio Salvi), com a Amurat; se'n conserven 4 àries.
- François Francœur, François Rebel: Scanderberg (1735, Antoine Houdar de La Motte)

Mehmed II, soldà otomà
- Carlo Francesco Pollarolo: Irene (1694, G. Frigimelica Roberti)
- Reinhard Keiser: Mahumeth II. (1696)
- Domenico Scarlatti Irene (1704, Convò?), revisió de l'obra de Pollarolo
- Giovanni Battista Sammartini: Memet (1732, Girolamo Frigimelica Roberti)
- Honoré Langlé: Soliman et Fronime, ou Mahomet II (1792)
- Louis-Emmanuel Jadin: Mahomet II (1805)
- Gioachino Rossini: Maometto secondo (1820, 2-12, T. San Carlo, Nàpols; Cesare della Valle)[211]
- Gioachino Rossini: Le Siège de Corinthe (1826, 9-10, Académie Royale de Musique, París; Luigi Balocchi i Alexandre Soumet),[212] com a Mahomet II
- Ndre Zadeja: Rrethimi i Shkodrës (1937?, Seminarin Papnor të jezuitëve Teatrit, Shköder ; N. Zadeja)

Mahmut Paixà Angelovitx, visir otomà, almirall i poeta
- Reinhard Keiser: Mahumeth II. (1696)

Gem, fill de Mehmed II, pretendent al tron
- Cemal Reşit Rey: Sultan Cem (1924, Ekrem Reşit Rey)

### Marroc
Abdalhaqq II, sobirà marínida del Marroc
- Auguste Mermet: Jeanne d'Arc (1876, com a "Le roi du Maroc")

Abu Zakarija Muhammad al-Saih al-Mahdi, soldà del marroc
- Darius Milhaud: Christophe Coulomb (1930, segona versió 1955), com a Sultan Miramolin